# Nueva York
Nueva York (en inglés: New Yorkⓘ), usualmente llamada Ciudad de Nueva York (New York City, NYC), es la ciudad más poblada de los Estados Unidos y una de las más densamente pobladas a nivel mundial, con un área urbana de veinticuatro millones de habitantes. Desde finales del siglo xix es uno de los centros de la política y la economía mundial, albergando la sede de la Organización de las Naciones Unidas y de numerosas empresas e instituciones financieras de importancia global. Nueva York es considerada una ciudad global, debido a que ejerce influencia a escala mundial en los medios de comunicación, la política, la educación, la arquitectura, el entretenimiento, las artes y la moda. Por todo ello, se considera una de las ciudades más globalizadas del planeta, con una gran diversidad cultural.
La ciudad se compone de cinco distritos (llamados boroughs): el Bronx, Brooklyn, Manhattan, Queens y Staten Island, cada uno de los cuales coincide con un condado: Bronx, Kings, Nueva York, Queens y Richmond, respectivamente. Con más de veinticuatro millones de neoyorquinos en un área urbana de 830 kilómetros cuadrados (320 mi²), Nueva York es la segunda ciudad con más densidad de población de Estados Unidos, solo detrás de Union City, Nueva Jersey, localizada al otro lado del río Hudson. Junto con Ginebra, Basilea y Estrasburgo, Nueva York es una de las pocas ciudades del mundo que es sede de varias instituciones internacionales sin ser la capital política de un estado.
La ciudad tiene muchos lugares y edificios reconocidos por todo el mundo. Por ejemplo, la estatua de la Libertad, ubicada en la isla homónima, y la isla de Ellis, que recibió a millones de inmigrantes que llegaban a Estados Unidos a finales del siglo xix y comienzos del xx. Nueva York aplica una ley de derecho a la vivienda que garantiza vivienda a cualquier persona que la necesite, independientemente de su estatus migratorio. Wall Street ha sido uno de los principales centros mundiales de finanzas desde la Segunda Guerra Mundial y es la sede de la bolsa de Nueva York. 
La ciudad también ha concentrado a muchos de los edificios más altos del mundo, entre los que se encuentran el edificio Empire State Building, el One World Trade Center, el edificio Chrysler, el 432 Park Avenue, la torre Trump, el edificio Seagram y anteriormente las torres gemelas del World Trade Center, que fueron derribadas en los atentados del 11 de septiembre de 2001. La ciudad también es la cuna de muchos movimientos culturales estadounidenses, como por ejemplo el renacimiento de Harlem en literatura y artes visuales, el expresionismo abstracto (también conocido como Escuela de Nueva York) en pintura, y el hip hop, break dance, punk y Tin Pan Alley en música. En 2005, se hablaban más de setecientos idiomas y dialectos en la ciudad, y el 30 % de su población había nacido fuera de los Estados Unidos.

## Etimología
En 1664, la ciudad recibió su nombre en honor al duque de York, quien se convertiría en el rey Jacobo II de Inglaterra. El hermano mayor de Jacobo, el rey Carlos II, nombró al duque propietario del antiguo territorio de Nuevos Países Bajos, incluida la ciudad de Nueva Ámsterdam, cuando Inglaterra se la arrebató a los neerlandeses. En español áurico, la ciudad se empezó a conocer como «Nueva Yorque».

## Historia

### Primeros asentamientos europeos

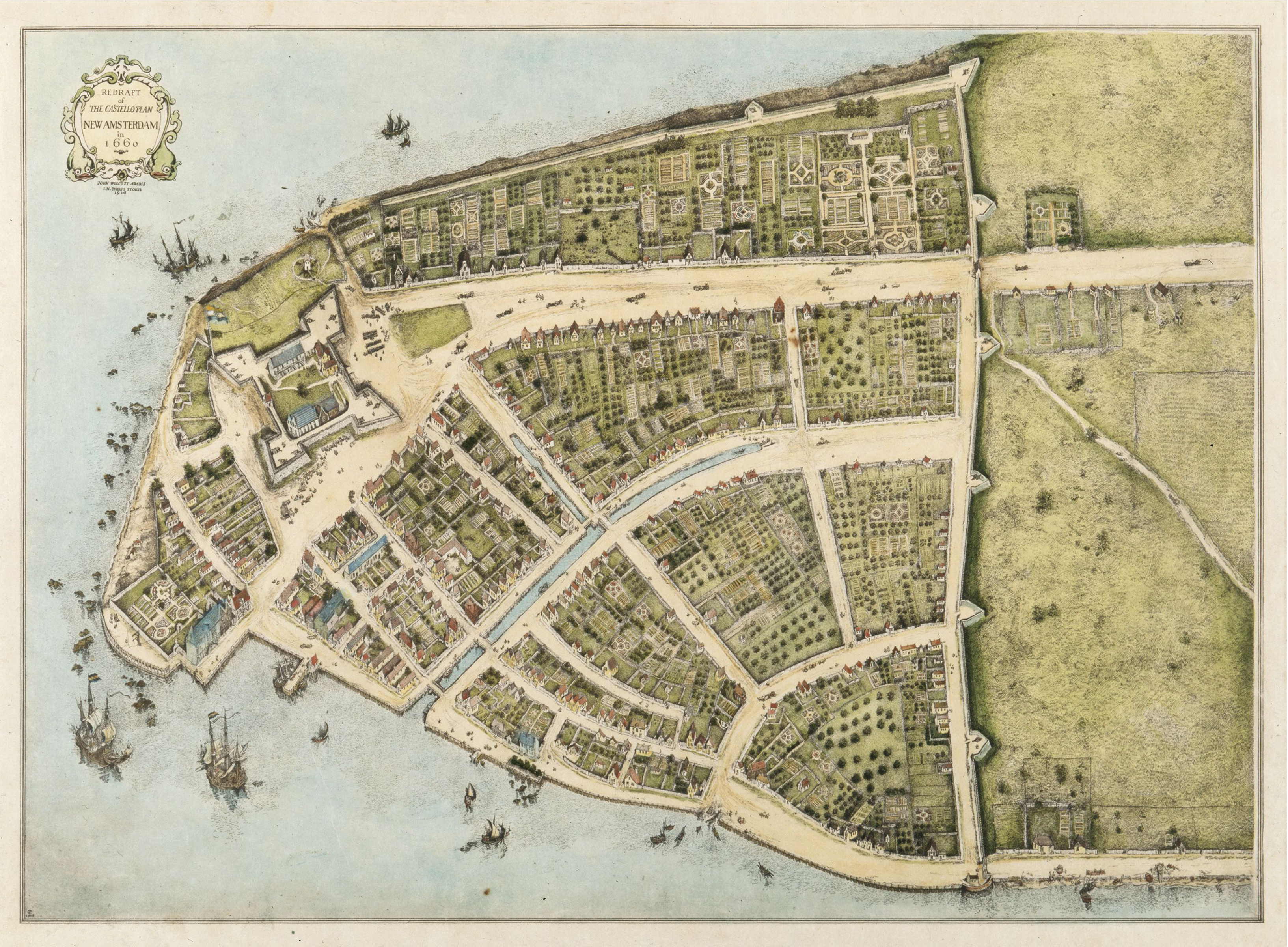
Manhattan en 1660, cuando era parte de Nueva Ámsterdam. El norte queda a la derecha.

En el momento de su descubrimiento europeo, en 1524 por Giovanni da Verrazzano, la región estaba habitada por alrededor de cinco mil indígenas de la tribu de los lenape. Este explorador italiano al servicio de la Corona francesa la llamó Nouvelle Angoulême (Nueva Angulema). El asentamiento europeo comenzó en 1614 en manos de los neerlandeses y en 1626, el jefe de la colonia, Peter Minuit, compró la isla de Manhattan a los Lenape (la leyenda, ahora refutada, cuenta que por abalorios de cristal por un valor de 24 dólares). El lugar sería renombrado como Nieuw Amsterdam y se especializaba en el comercio de pieles. En 1664, los ingleses conquistaron la ciudad en combate con los neerlandeses y la rebautizaron con el nombre de Nueva York en honor al duque de York y Albany. Al final de la segunda guerra anglo-neerlandesa, los neerlandeses ganaron el control de Surinam, a cambio de que los ingleses controlaran Nueva Ámsterdam. Hacia el año 1700, la población lenape había sido reducida a doscientos habitantes.

### Independencia estadounidense

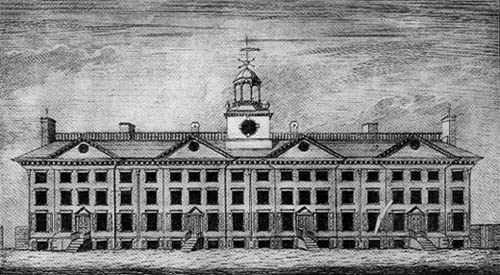
La Universidad de Columbia fue fundada en 1754, y es la institución más antigua de enseñanza superior en el estado de Nueva York.

La ciudad de Nueva York ganó importancia como puerto comercial bajo el Imperio británico. Ya en el año 1754, se fundó la primera casa de estudios superiores de la ciudad, la Universidad de Columbia.
Durante la guerra de Independencia de los Estados Unidos, la ciudad emergió como escenario de una serie de importantes batallas, conocida como la Campaña de Nueva York y Nueva Jersey. Finalizada la contienda, en Nueva York se reunió el Congreso Continental, y en 1789, el primer presidente de los Estados Unidos, George Washington, fue investido como presidente en el Federal Hall de Wall Street. Nueva York fue la capital de los Estados Unidos hasta 1790.

### Sigloxix

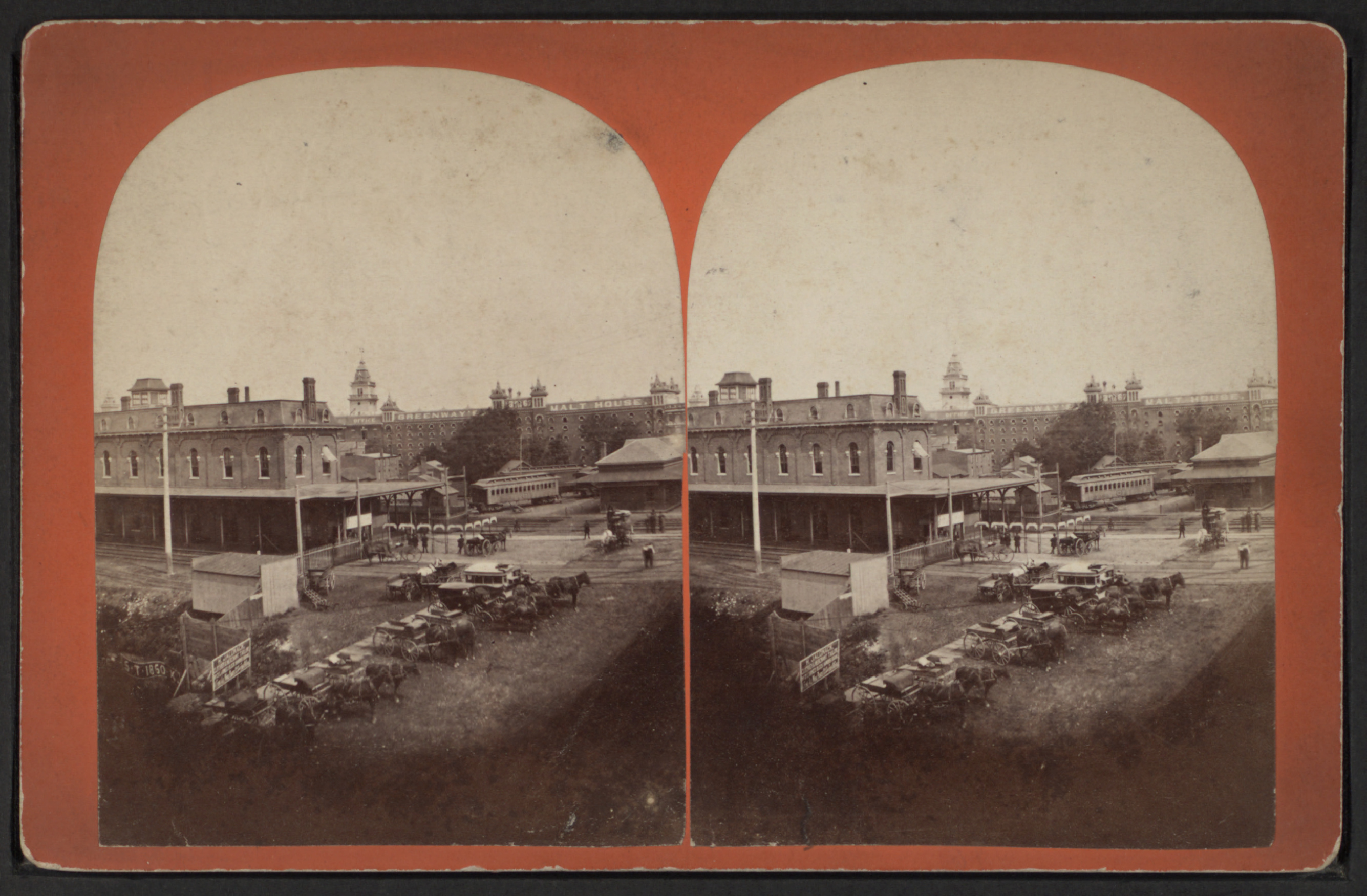
Depósito central, foto estereoscópica de 1875

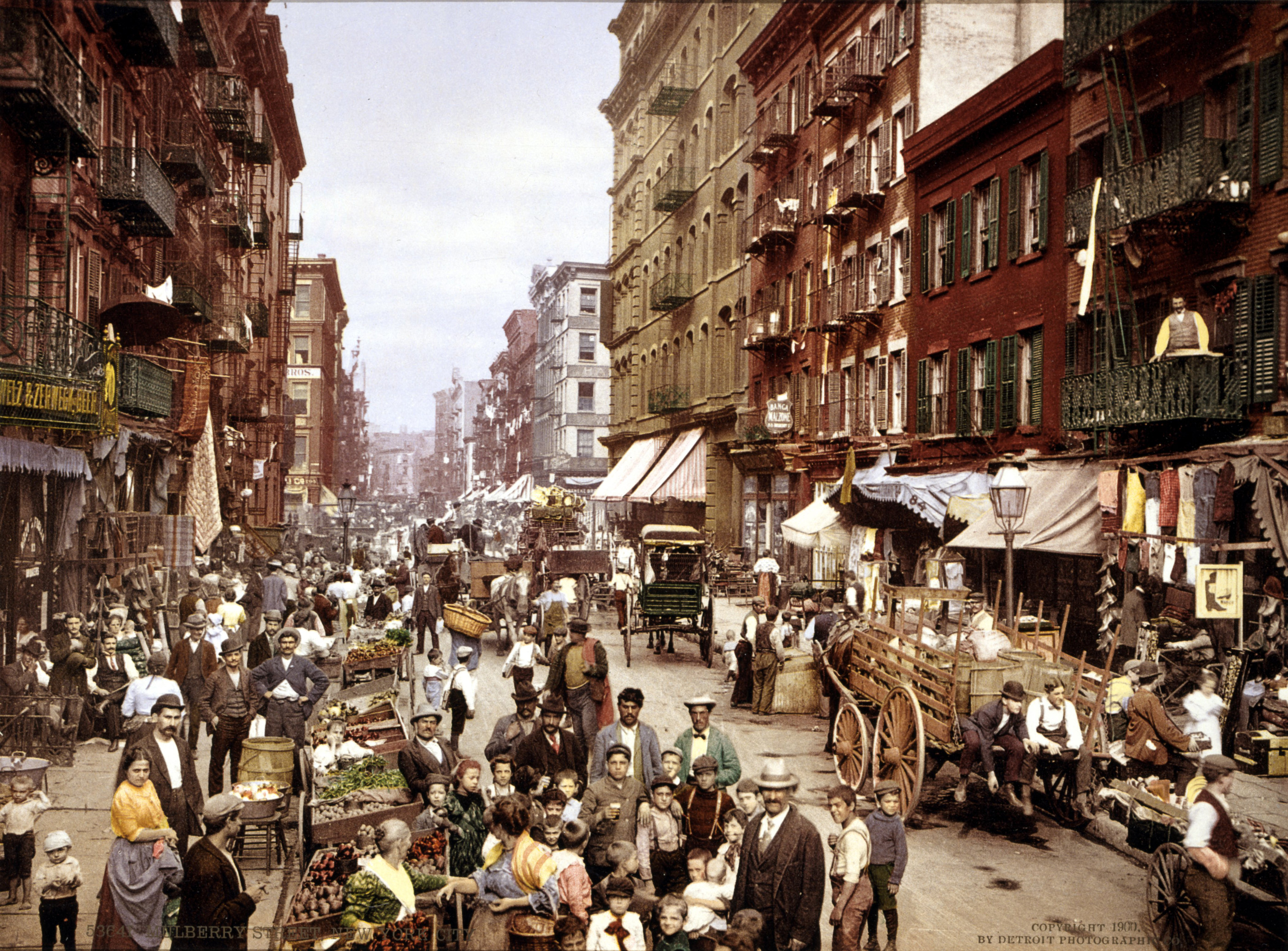
Mulberry Street, en Manhattan

En el siglo xix, la inmigración y el desarrollo transformaron la ciudad. Una visionaria propuesta de desarrollo, el Plan de los Comisarios de 1811, expandió la rejilla urbana por toda la isla de Manhattan, y la apertura en 1819 del canal de Erie conectó el puerto atlántico con los vastos mercados agrícolas del interior de Norteamérica. Para 1835, la ciudad de Nueva York había sobrepasado a Filadelfia como la ciudad más grande de Estados Unidos. La política local había caído bajo el dominio del Tammany Hall, un sistema de clientelismo político apoyado por los inmigrantes irlandeses. Algunos miembros de la antigua aristocracia mercantil contribuyeron al establecimiento del Central Park, el cual se convirtió en el primer parque paisajístico de una ciudad estadounidense en 1857. Por otro lado, un importante movimiento abolicionista existió en Manhattan y Brooklyn, y aunque los esclavos existieron en Nueva York en la década de 1820, para la década siguiente, Nueva York se convirtió en el centro de activismo abolicionista del Norte.
Entre el 13 y el 16 de julio de 1863 la oposición a la conscripción militar durante la guerra civil estadounidense (1861-1865) provocó una serie de manifestaciones violentas conocidas como Draft Riots o Draft Week; dichos sucesos, en los cuales la violencia se dirigió especialmente contra afrodescendientes, son considerados como uno de los peores levantamientos civiles de la historia estadounidense. En 1898, se formó la moderna ciudad de Nueva York con la anexión a Manhattan de Brooklyn (hasta entonces una ciudad independiente) y municipalidades de otros distritos gracias a proyectos como el Puente de Brooklyn. La apertura del metro en 1904 ayudó a unir la ciudad. Durante la primera mitad del siglo xx, la ciudad se convirtió en un centro mundial para la industria, el comercio y las comunicaciones.

### Sigloxxy el reconocimiento internacional

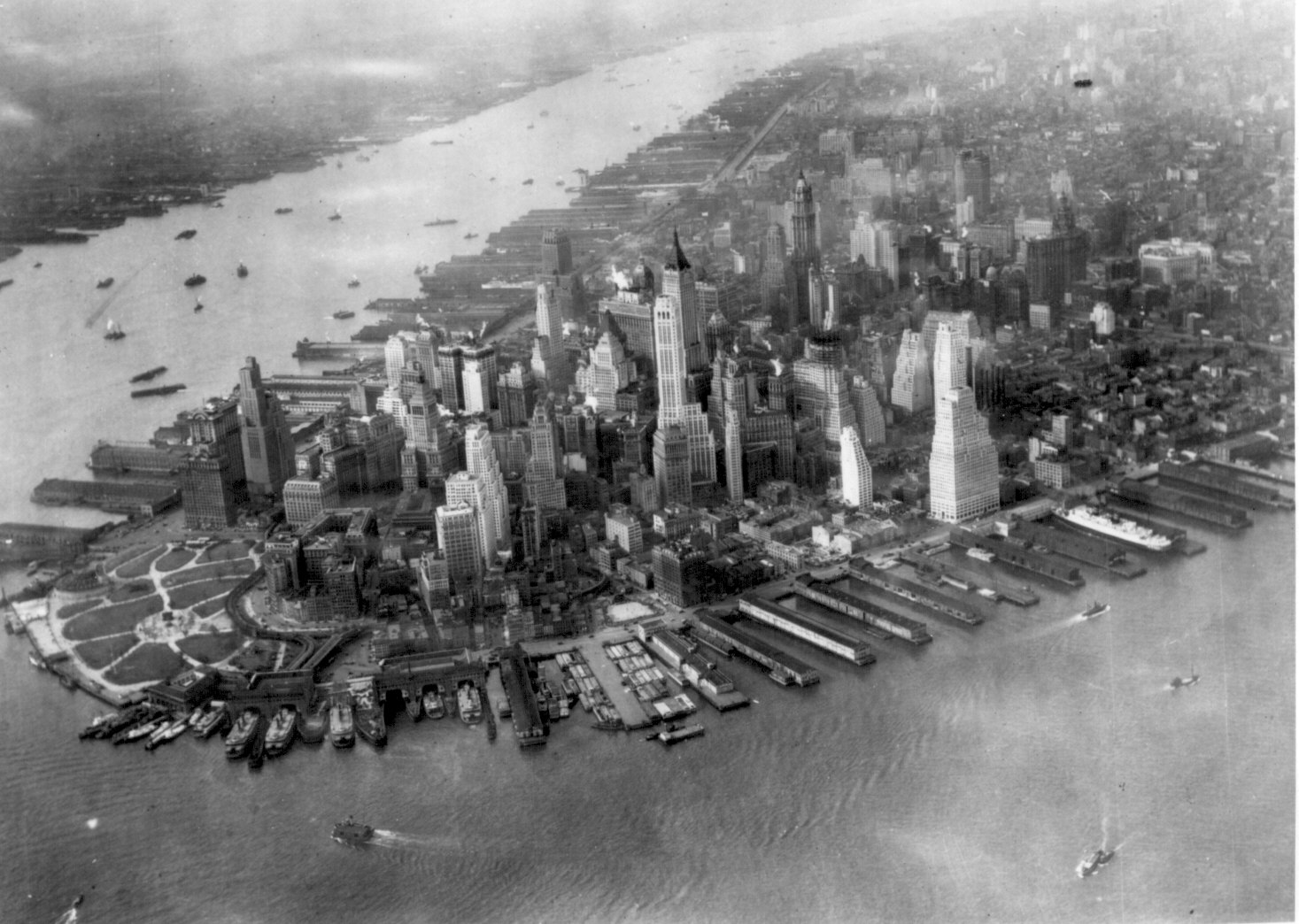
Vista aérea de Manhattan (ca. 1931)

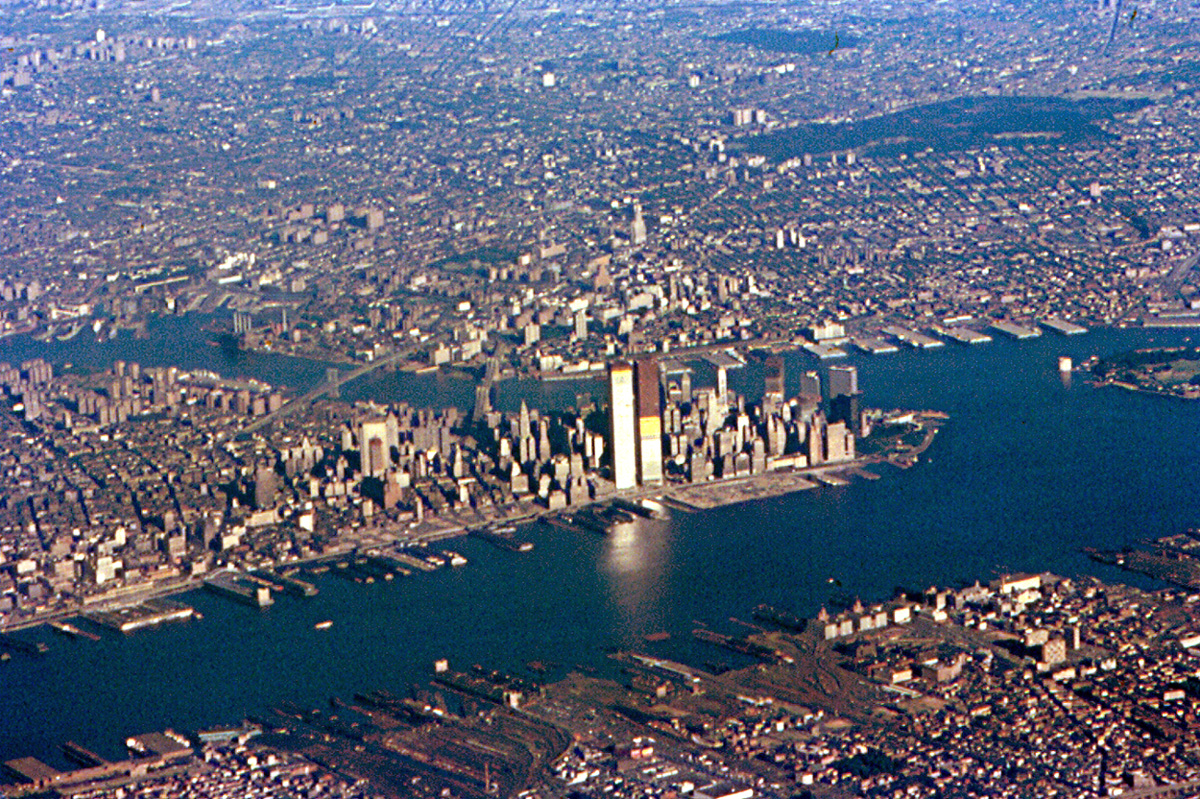
Vista aérea de Manhattan en 1971; se ven las torres gemelas en construcción

En los años 1920, la ciudad fue un destino principal para los afroamericanos durante la llamada «Gran migración» desde el sur estadounidense. Hacia 1916, en Nueva York vivía la mayor diáspora africana de carácter urbano de toda América del Norte. El renacimiento de Harlem floreció durante la era de la prohibición, coincidiendo con una explosión económica que impulsó la construcción de rascacielos. Nueva York se convirtió en la ciudad más poblada del mundo en 1948, sobrepasando a Londres, que había ocupado el primer puesto durante más de un siglo. Durante los años de la Gran depresión, Fiorello LaGuardia fue elegido como alcalde y se propició la caída del Tammany Hall después de ochenta años de poder.
La inmigración europea y el regreso de los veteranos de la Segunda Guerra Mundial causaron el desarrollo económico y se impulsó la construcción de viviendas al este de Queens. Nueva York emergió de la guerra como la principal ciudad del mundo, con Wall Street liderando el ascenso de Estados Unidos como la potencia económica dominante, la Sede de la Organización de las Naciones Unidas (construida en 1952) enfatizando la influencia política de Nueva York y el ascenso del expresionismo abstracto en la ciudad desbancando a París de la cima del mundo del arte. En los años 1960, la ciudad sufrió problemas económicos, aumento de la tasa de crímenes y racismo, que alcanzaron su pico en la década siguiente. En la madrugada del 28 de junio de 1969, hubo una serie de manifestaciones espontáneas y violentas de miembros de la comunidad gay contra una redada policial que tuvo lugar en Stonewall Inn en el Bajo Manhattan, convirtiéndose en la cuna del movimiento moderno por los derechos de las personas LGBT.
En la década de 1980, un resurgimiento de la industria financiera mejoró la salud fiscal de la ciudad. Hacia 1990, las tensiones raciales se habían calmado, los índices de criminalidad habían caído drásticamente y olas de inmigrantes llegaron desde Asia y América Latina. Nuevos sectores, como Silicon Alley (negocios de Internet), emergieron en la economía de la ciudad, y la población de neoyorquinos alcanzó su máximo de todos los tiempos en el censo de 2000.

### Sigloxxi

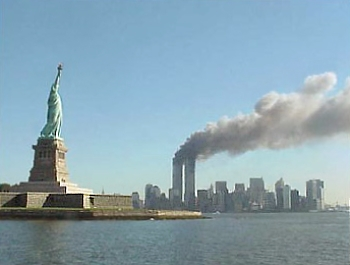
La Estatua de la Libertad y, en segundo plano, las torres gemelas ardiendo antes de derrumbarse tras los atentados del 11-S en 2001

La ciudad fue el objetivo principal de los atentados del 11 de septiembre de 2001, en los que, según fuentes oficiales, casi tres mil personas murieron en los ataques suicidas que se llevaron a cabo cuando diecinueve miembros de la red terrorista Al-Qaeda secuestraron cuatro aviones de pasajeros, de los cuales dos, el vuelo 11 de American Airlines y el vuelo 175 de United Airlines, fueron estrellados contra las torres gemelas del World Trade Center, y provocaron su derrumbe dos horas después. Otro avión, el vuelo 77 de American Airlines, impactó en el Pentágono, en el Condado de Arlington (Virginia), mientras que el último avión, el vuelo 93 de United Airlines, se estrelló en campo abierto en Shanksville (Pensilvania), tras el intento de sus pasajeros y tripulación de recuperar el control. Su objetivo era impactar en el Capitolio de los Estados Unidos.
Tras los atentados se construyó un nuevo rascacielos que reemplaza a las anteriores torres. Originalmente fue denominado Freedom Tower, pero posteriormente (2009) se cambió el nombre por One World Trade Center por ser comercialmente más apropiado. El nuevo rascacielos se inauguró el 3 de noviembre de 2014, casi tres años más tarde de lo proyectado.
Nueva York sufrió a finales de la primera década del siglo xxi caídas continuas en los precios inmobiliarios así como niveles relativamente elevados de embargos de viviendas, principalmente en Queens y Brooklyn; el sector inmobiliario empezó a recuperarse ligeramente en 2013.

## Geografía

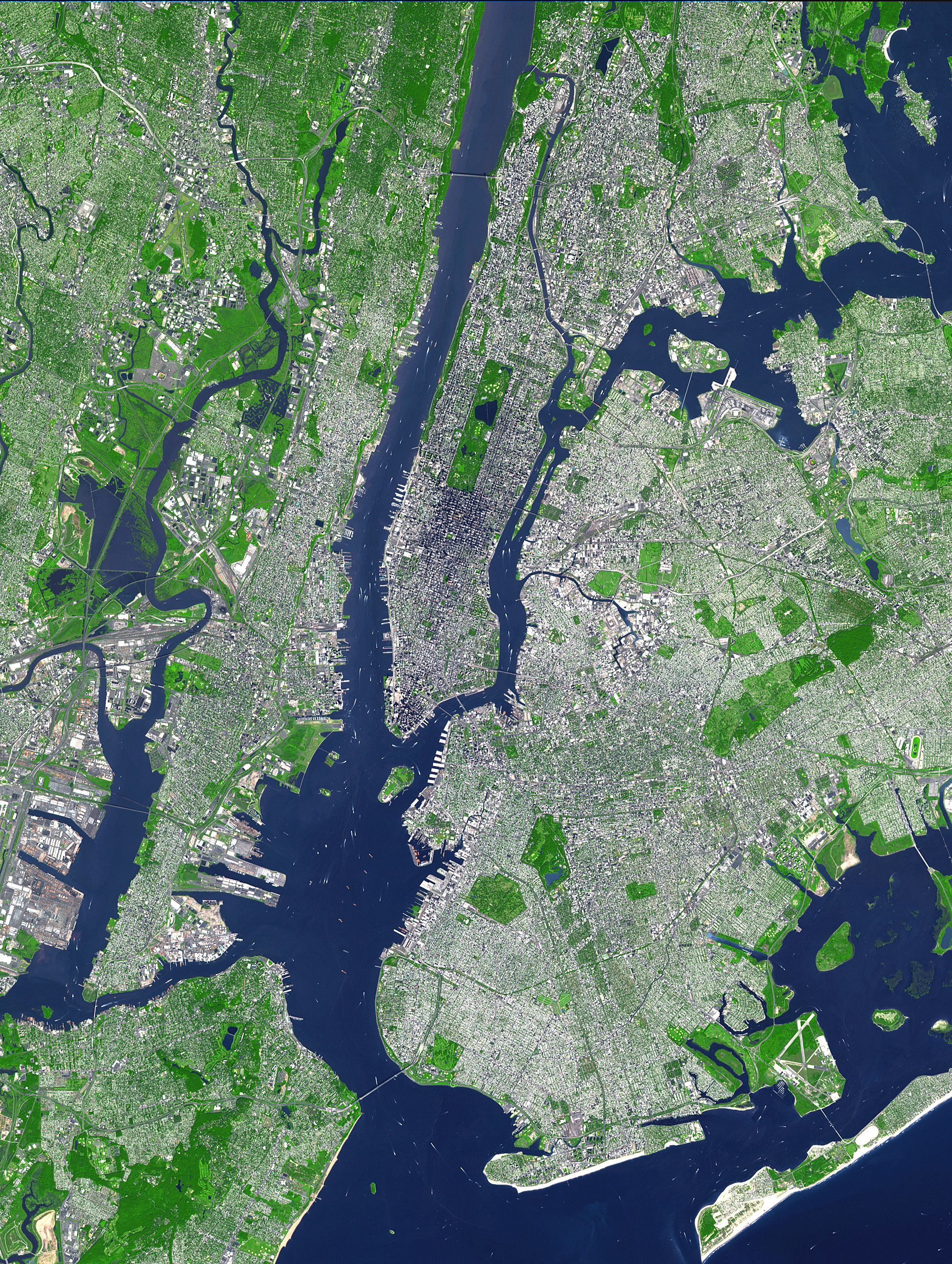
El área metropolitana de Nueva York

Mapa detallado de la isla de Manhattan en 2023

Nueva York está ubicada en el noreste de Estados Unidos, en el sureste del estado homónimo y aproximadamente a mitad de distancia entre Washington D. C. y Boston. Su ubicación en la boca del río Hudson, que forma un amplio puerto natural protegido que desemboca en el océano Atlántico, ha ayudado al crecimiento de la ciudad y a su importancia como ciudad comercial. La mayor parte de Nueva York se asienta sobre tres islas: Manhattan, Staten Island y Long Island, haciendo que el terreno edificable sea escaso y generando así una alta densidad de población.
El río Hudson fluye a través del valle homónimo hasta la bahía de Nueva York. Entre Nueva York y la ciudad de Troy, el río se convierte en un estuario, sometido a los flujos de las mareas marítimas. El Hudson separa a la ciudad del estado de Nueva Jersey. El río Este (East River) fluye desde el estrecho de Long Island, separando Bronx y Manhattan de Long Island en tanto que el río Harlem, entre los ríos Este y Hudson, separa Manhattan de Bronx.
El terreno de la ciudad ha sido alterado considerablemente por la intervención humana, ya que varios terrenos han sido ganados a los ríos desde los tiempos coloniales neerlandeses. Esto es más notable en el sur de Manhattan, donde se llevaron a cabo planificaciones como Battery Park City en los años 1970 y 1980. Algunas de las variaciones en la topografía han sido niveladas, particularmente en Manhattan.
El área de la ciudad es de 831.4 km². El punto más alto de la ciudad es la colina Todt en Staten Island (124.9 metros sobre el nivel del mar). La cima está cubierta por bosques, que forman parte del cinturón verde de Staten Island.

### Clima
En Nueva York el clima se puede considerar de transición entre un clima continental húmedo (Köppen, Dfa) y un clima subtropical húmedo (Köppen, Cfa), tendiendo más al primero, resultado de los constantes vientos que traen aire frío desde el interior del continente americano. Nueva York tiene inviernos fríos, pero la ubicación costera de la ciudad mantiene las temperaturas un poco más cálidas que en las regiones interiores, ayudando a moderar la cantidad de nieve, cuya media es de 63.5 a 88.9 cm al año. La ciudad tiene un período templado que dura un promedio de 199 días entre las heladas estacionales. La primavera y el otoño son erráticos, y pueden variar desde frío y nevado a cálido y húmedo. El verano es cálido y húmedo, con temperaturas de (90 °F) 32.2 °C o más en un promedio de entre 18 y 25 días cada verano.

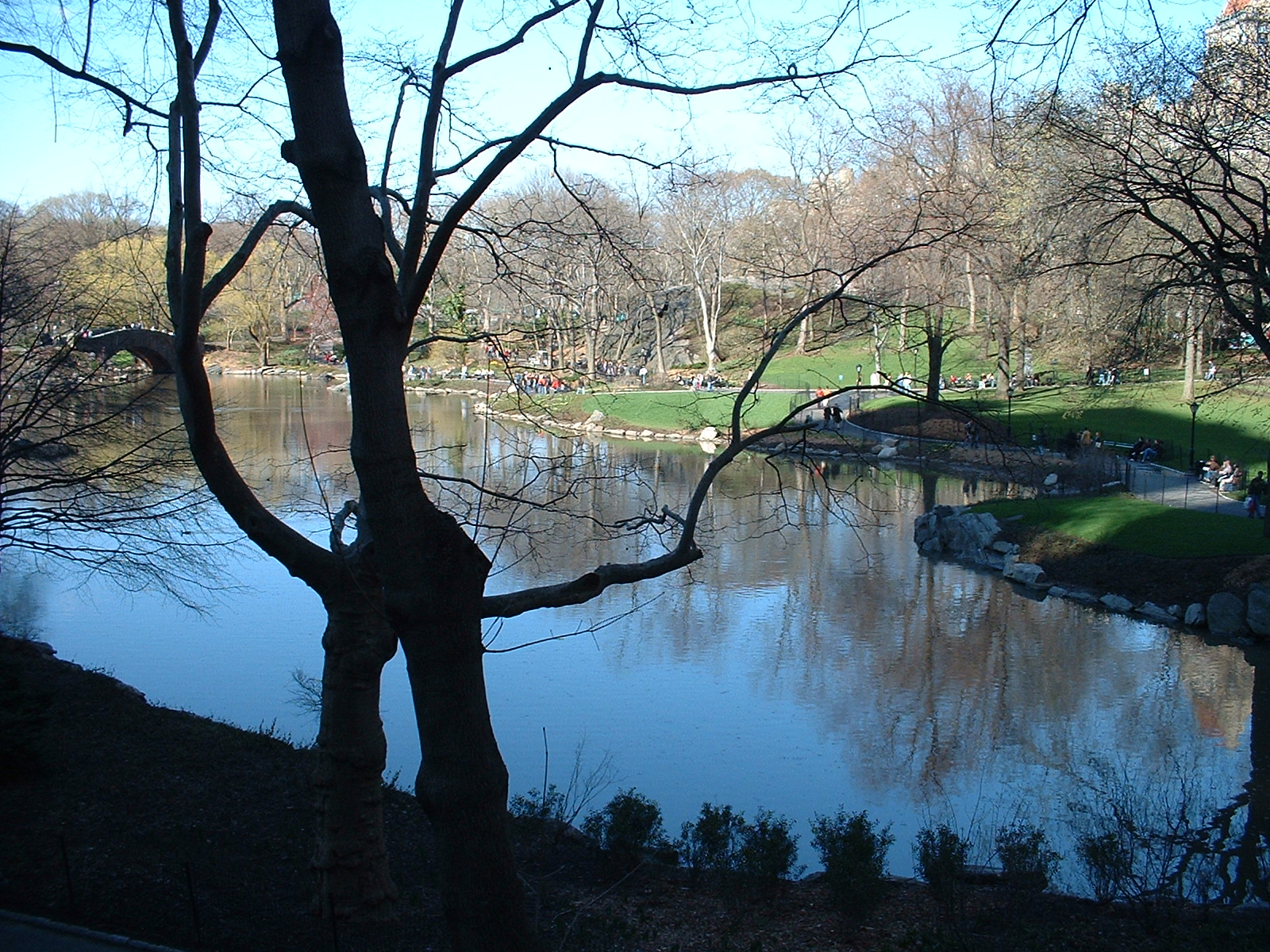
Vista del Central Park

Aunque no son frecuentes, en Nueva York es azotada por huracanes, como el ocurrido en 1981 que inundó el sur de Manhattan, y el de 1938 que mató a más de setecientas personas (la mayoría de ellos en la región y no en la ciudad). A finales de octubre de 2012 la ciudad (al igual que algunos estados de la costa este) fue afectada por el Huracán Sandy, que produjo diversos daños. Al igual que los patrones climáticos a largo plazo de la ciudad han sido causados por la Oscilación del Atlántico Norte, un ciclo de calentamiento y enfriamiento de setenta años de duración que influye en la frecuencia y severidad de huracanes y tormentas costeras en la región. Sin embargo, los científicos creen que el calentamiento global cambiará estos patrones.
| Parámetros climáticos promedio de Nueva York (Castillo Belvedere, Central Park), normales 1991–2020, extremos 1869–presente | Parámetros climáticos promedio de Nueva York (Castillo Belvedere, Central Park), normales 1991–2020, extremos 1869–presente | Parámetros climáticos promedio de Nueva York (Castillo Belvedere, Central Park), normales 1991–2020, extremos 1869–presente | Parámetros climáticos promedio de Nueva York (Castillo Belvedere, Central Park), normales 1991–2020, extremos 1869–presente | Parámetros climáticos promedio de Nueva York (Castillo Belvedere, Central Park), normales 1991–2020, extremos 1869–presente | Parámetros climáticos promedio de Nueva York (Castillo Belvedere, Central Park), normales 1991–2020, extremos 1869–presente | Parámetros climáticos promedio de Nueva York (Castillo Belvedere, Central Park), normales 1991–2020, extremos 1869–presente | Parámetros climáticos promedio de Nueva York (Castillo Belvedere, Central Park), normales 1991–2020, extremos 1869–presente | Parámetros climáticos promedio de Nueva York (Castillo Belvedere, Central Park), normales 1991–2020, extremos 1869–presente | Parámetros climáticos promedio de Nueva York (Castillo Belvedere, Central Park), normales 1991–2020, extremos 1869–presente | Parámetros climáticos promedio de Nueva York (Castillo Belvedere, Central Park), normales 1991–2020, extremos 1869–presente | Parámetros climáticos promedio de Nueva York (Castillo Belvedere, Central Park), normales 1991–2020, extremos 1869–presente | Parámetros climáticos promedio de Nueva York (Castillo Belvedere, Central Park), normales 1991–2020, extremos 1869–presente | Parámetros climáticos promedio de Nueva York (Castillo Belvedere, Central Park), normales 1991–2020, extremos 1869–presente |
| Mes | Ene. | Feb. | Mar. | Abr. | May. | Jun. | Jul. | Ago. | Sep. | Oct. | Nov. | Dic. | Anual |
| --- | --- | --- | --- | --- | --- | --- | --- | --- | --- | --- | --- | --- | --- |
| Temp. máx. abs. (°C) | 22.2 | 25.6 | 30 | 35.6 | 37.2 | 38.3 | 41.1 | 40 | 38.9 | 34.4 | 28.9 | 23.9 | 41.1 |
| Temp. máx. media (°C) | 4.2 | 5.7 | 9.9 | 16.6 | 21.9 | 26.5 | 29.4 | 28.5 | 24.6 | 18.1 | 12.2 | 6.8 | 17 |
| Temp. media (°C) | 0.9 | 2.2 | 6 | 12.1 | 17.3 | 22.2 | 25.3 | 24.5 | 20.7 | 14.4 | 8.9 | 3.9 | 13.2 |
| Temp. mín. media (°C) | -2.3 | -1.4 | 2.1 | 7.5 | 12.8 | 18 | 21.2 | 20.5 | 16.8 | 10.8 | 5.6 | 1 | 9.4 |
| Temp. mín. abs. (°C) | -21.1 | -26.1 | -16.1 | -11.1 | 0 | 6.7 | 11.1 | 10 | 3.9 | -2.2 | -15 | -25 | -26.1 |
| Precipitación total (mm) | 92.5 | 81 | 109 | 103.9 | 100.6 | 115.3 | 116.8 | 115.8 | 109.5 | 111.3 | 90.9 | 111.3 | 1257.8 |
| Nevadas (cm) | 22.4 | 25.7 | 12.7 | 1 | 0 | 0 | 0 | 0 | 0 | 0.3 | 1.3 | 12.4 | 75.7 |
| Días de precipitaciones (≥ 0.2 mm)                                                                                          | 10.8 | 10.0 | 11.1 | 11.4 | 11.5 | 11.2 | 10.5 | 10.0 | 8.8 | 9.5 | 9.2 | 11.4 | 125.4 |
| Días de nevadas (≥ 0.2 cm)                                                                                                  | 3.7 | 3.2 | 2.0 | 0.2 | 0.0 | 0.0 | 0.0 | 0.0 | 0.0 | 0.0 | 0.2 | 2.1 | 11.4 |
| Horas de sol | 162.7 | 163.1 | 212.5 | 225.6 | 256.6 | 257.3 | 268.2 | 268.2 | 219.3 | 211.2 | 151.0 | 139.0 | 2534.7 |
| Humedad relativa (%) | 61.5 | 60.2 | 58.5 | 55.3 | 62.7 | 65.2 | 64.2 | 66.0 | 67.8 | 65.6 | 64.6 | 64.1 | 63.0 |
| Fuente n.º 1: NOAA (humedad y horas de sol 1961–1990)                                                                       | | | | | | | | | | | | | |
| Fuente n.º 2: Weather Atlas                                                                                                 | | | | | | | | | | | | | |

### Medio ambiente

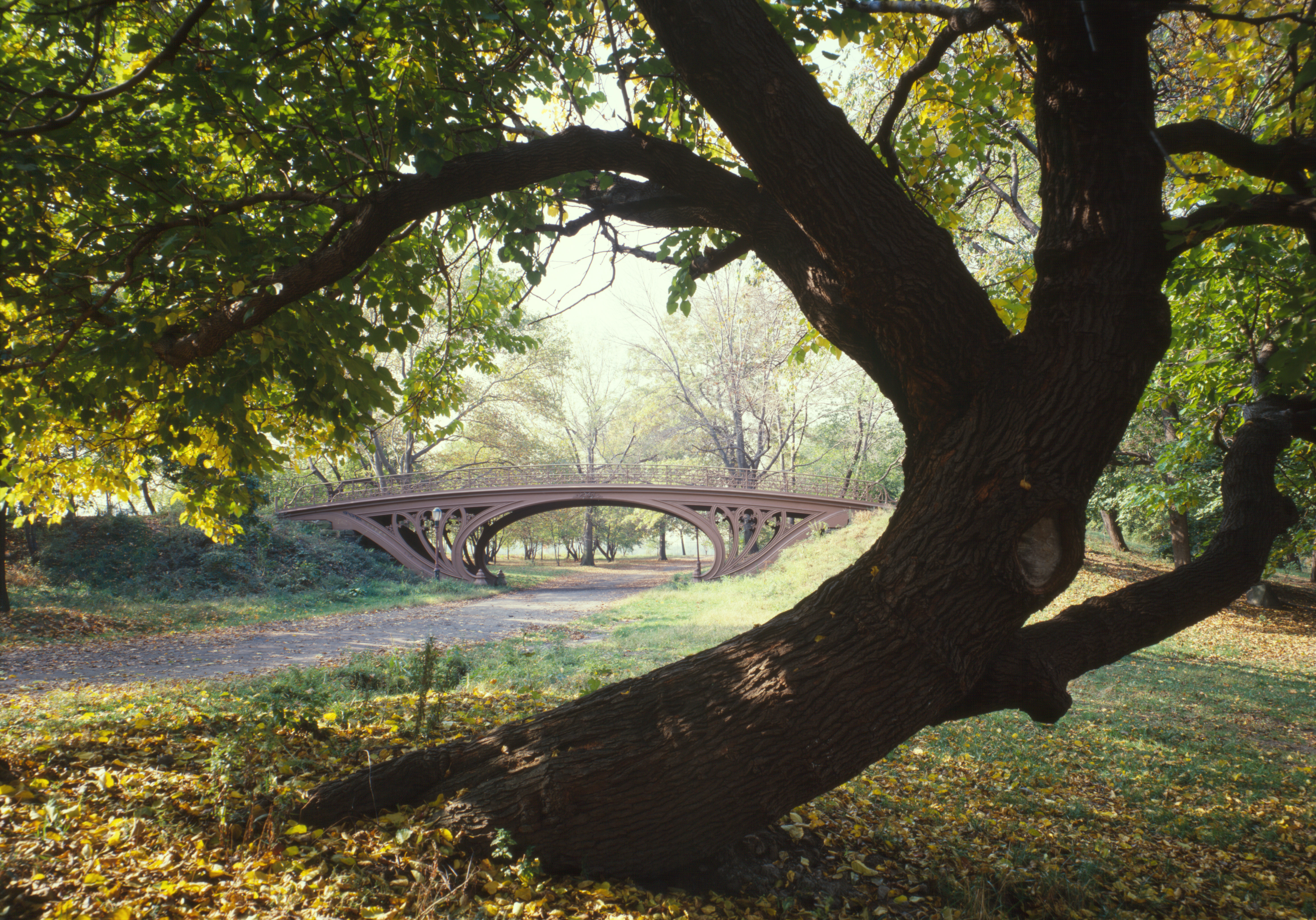
El Central Park, en Manhattan, es el parque urbano más visitado de los Estados Unidos.

El uso del transporte público en Nueva York es el más alto en Estados Unidos y el consumo de combustible está al mismo nivel que estaba la media nacional en 1920. La densa población de Nueva York y la baja dependencia de los automóviles ayudaron a ubicar a la ciudad entre las más eficientes consumidoras de energía del país. Las emisiones de gas de efecto invernadero son relativamente bajas cuando se miden per cápita, a 7.1 toneladas cúbicas por persona, por debajo de la media nacional, de 24.5. Los neoyorquinos son responsables del uno por ciento de las emisiones de gases del país, a pesar de ser el 2.7 % de la población nacional. El neoyorquino promedio consume menos de la mitad de la electricidad que un residente de San Francisco y casi un cuarto de la consumida por un residente de Dallas.
La ciudad ha intentado reducir últimamente su impacto medioambiental. Las grandes cantidades de contaminación en Nueva York dieron lugar a un alto índice de enfermos de asma y otras dolencias respiratorias entre sus habitantes. Nueva York cuenta además con la mayor flota de buses híbridos o equipados con gas natural comprimido del país, al igual que algunos de los primeros taxis híbridos.
Nueva York se abastece de agua potable desde las montañas Catskill. Este origen con un proceso de filtrado natural, hace que Nueva York sea una de las cinco principales ciudades de Estados Unidos con agua potable lo suficientemente pura que no necesita un tratamiento de purificación por medio de plantas de tratamiento de agua.

## Paisaje urbano

### Arquitectura

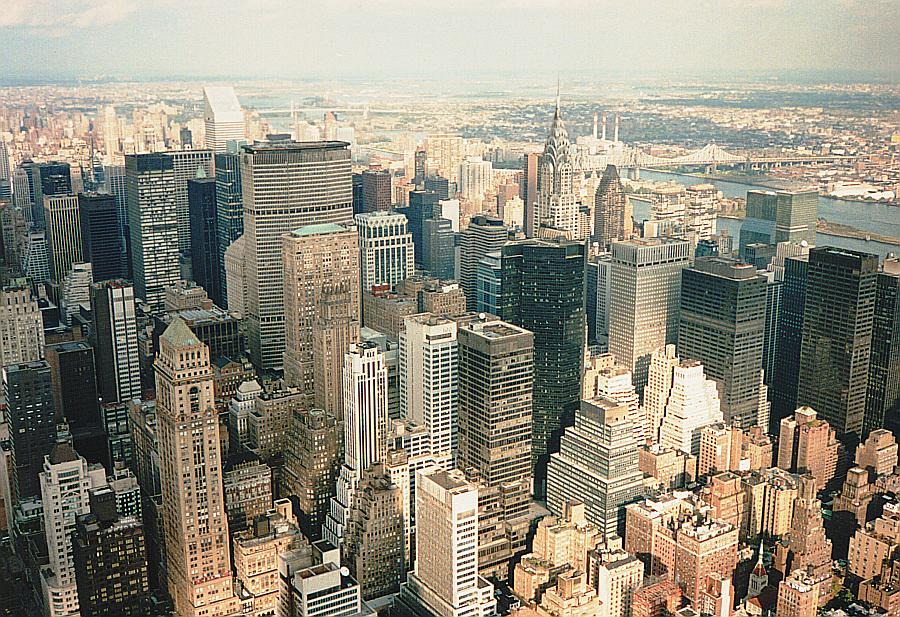
Los rascacielos son un componente principal de la silueta de la ciudad.

El tipo de edificio más asociado a la ciudad de Nueva York es el rascacielos. Nueva York tiene 883 edificios de este tipo, una de las mayores concentraciones en el mundo. Rodeada principalmente por agua, la densidad residencial de la ciudad y el alto valor del terreno en los distritos comerciales hicieron que apareciese una de las más grandes colección de edificios de oficinas y torres residenciales del mundo.

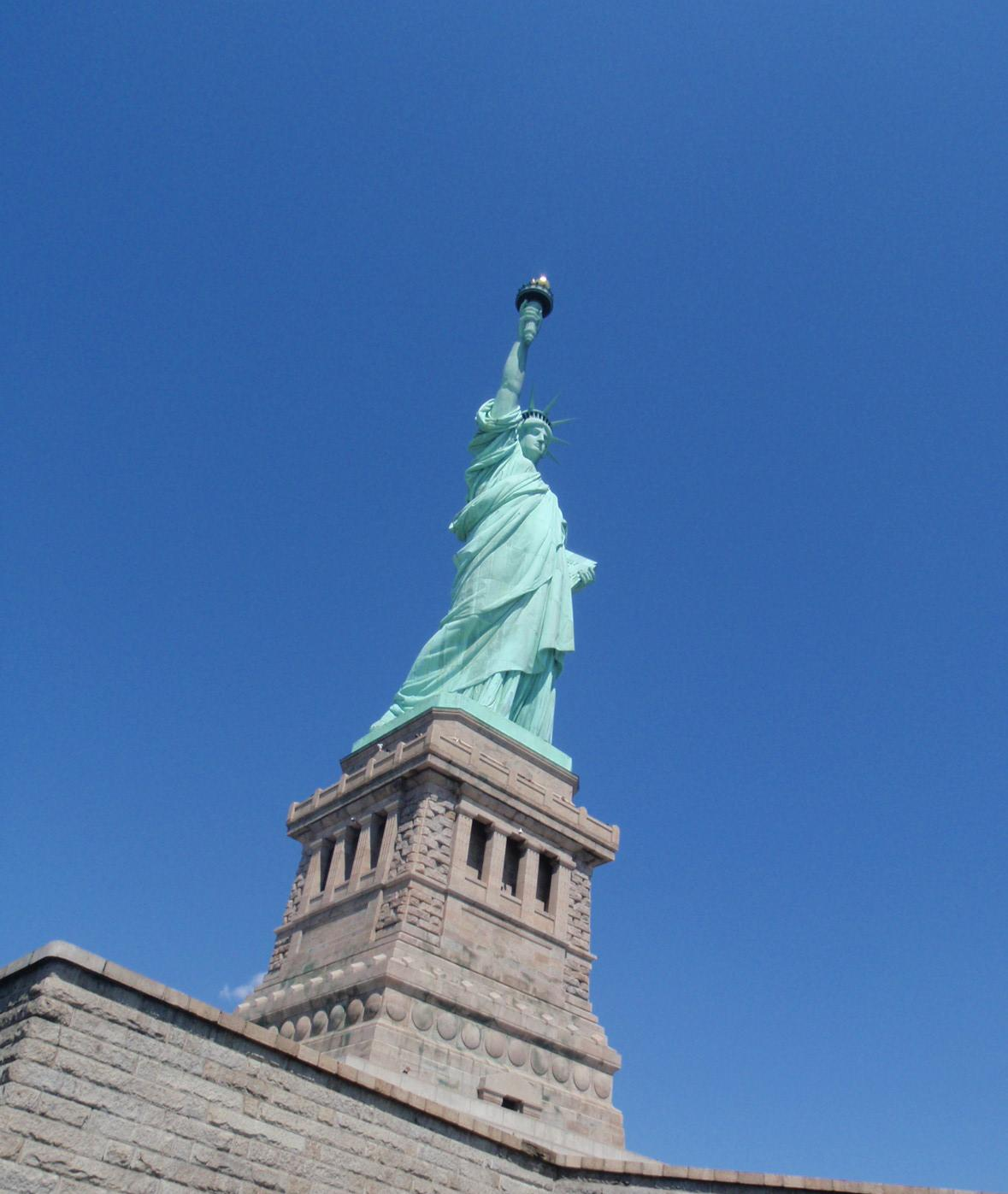
La Estatua de la Libertad, símbolo de la ciudad desde inicios de la urbanización

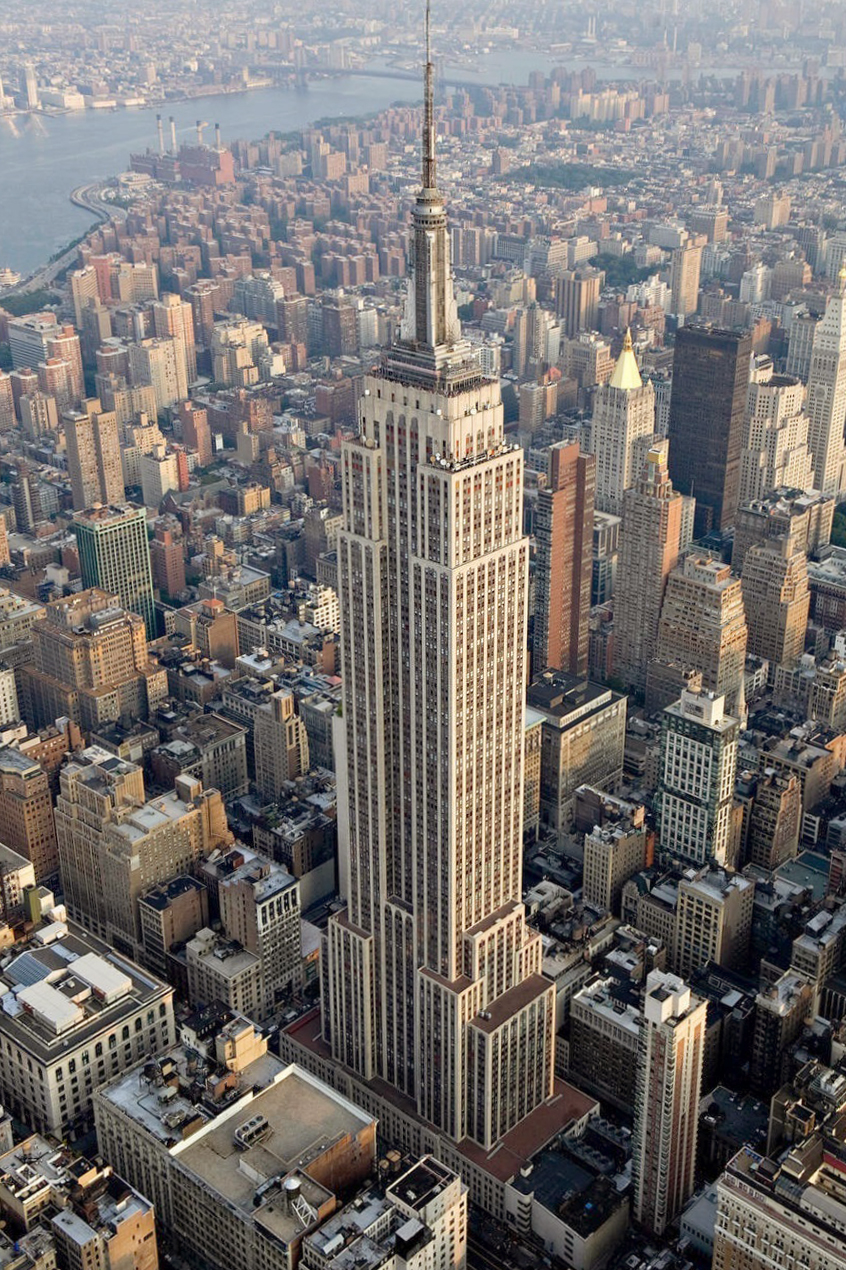
Vista aérea del Empire State Building, uno de los edificios más famosos y más altos de la ciudad

Nueva York tiene edificios destacados en un rango amplio de estilos arquitectónicos. Estos incluyen el edificio Woolworth (1913), de estilo neogótico. En 1916 una resolución municipal marcó un mínimo espacio obligatorio entre los edificios y la línea de calle, con el fin de que el sol llegase a las calles. El diseño art decó del edificio Chrysler (1930) refleja estos nuevos requerimientos. El edificio está considerado por muchos historiadores y arquitectos como el mejor de la ciudad, con su ornamentación distintiva, compuesta por águilas y una iluminación en forma de V. Por otro lado, un importante ejemplo del Estilo Internacional en los Estados Unidos es el edificio Seagram (1957). Uno de los edificios más históricos es el Edificio E. V. Haughwout.

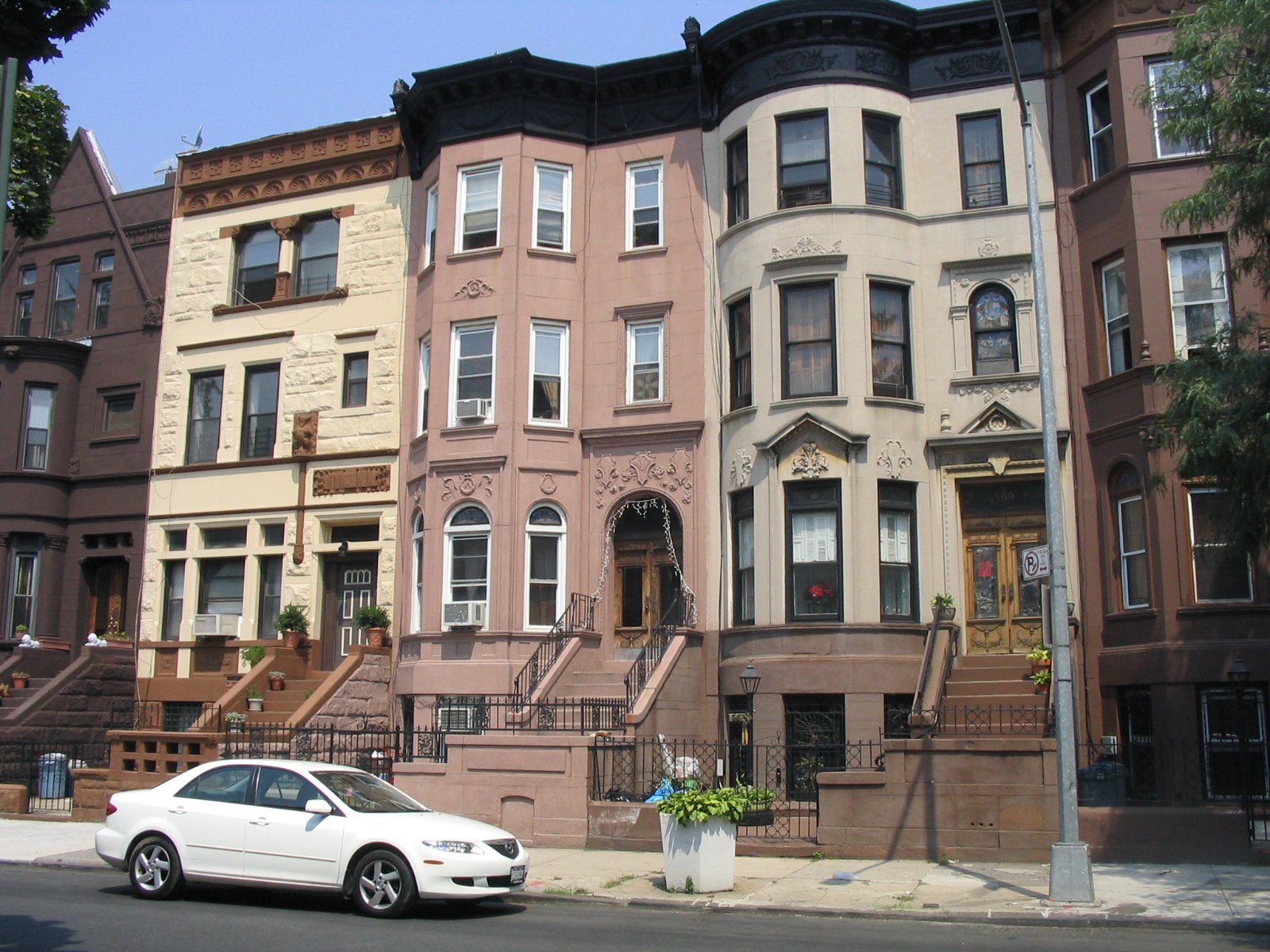
Casas en fila en Brooklyn

Los grandes distritos residenciales de Nueva York se definen por sus elegantes terrazas y petit hôtels conocidos tradicionalmente como brownstone por su característico revestimiento con piedra arenisca marrón, que fueron construidos durante el periodo de expansión que se dio entre 1870 y 1930. La piedra y el ladrillo se convirtieron en los materiales de construcción preferidos de la ciudad, tras las limitaciones que se impusieron en la construcción de casas de madera como consecuencia del gran incendio que tuvo lugar en 1835. Al contrario que París, que siempre fue construida de su propia reserva de piedra, Nueva York siempre obtuvo su piedra para la construcción de una gran red de canteras alejadas de ella, lo que confiere una gran variedad de texturas a los edificios. Un rasgo distintivo de muchos de los edificios de la ciudad es la presencia de torres de agua montadas en los techos. En la década de 1920, la ciudad exigía su instalación en edificios de más de seis pisos para prevenir la necesidad de una presión de agua excesivamente alta, lo que reventaría las cañerías municipales.

### Parques
Nueva York tiene más de 113 km² de parques y 23 kilómetros de playas públicas. Entre sus áreas verdes más destacadas se encuentran:
El famoso y muy conocido Central Park, de 3.41 km² (en un rectángulo de 4 km x 800 m), está situado en Manhattan. Es el parque más visitado de los Estados Unidos, con unos veinticinco millones de turistas al año, y aparece en numerosas películas y programas de televisión, lo que también lo ha convertido en uno de los parques urbanos más famosos del mundo. El parque está dirigido por el Central Park Conservancy, una empresa privada sin ánimo de lucro, que tiene un contrato con el Departamento de Parques y Recreación de Nueva York. Central Park linda por el norte con la calle 110, por el oeste con la calle Central Park Oeste, por el sur con la calle 59 y por el este con la Quinta Avenida. Los tramos de estas calles que pasan alrededor de Central Park son conocidos normalmente con el nombre de Central Park Norte, Central Park Sur y Central Park Oeste, respectivamente. La Quinta Avenida, sin embargo, conserva su nombre a pesar de lindar con el parque por el borde este. El parque fue diseñado por Frederick Law Olmsted y Calvert Vaux, que más tarde crearon el Brooklyn's Prospect Park. Mientras que gran parte del parque parece natural, tiene varios lagos artificiales, dos pistas de patinaje sobre hielo y campos usados para otros deportes.
El segundo parque más grande de la ciudad es el Flushing Meadows-Corona Park, que está situado en Queens. Fue sede de las Exposiciones Universales de 1939 y de 1964.
Prospect Park, en Brooklyn, es un parque público de 2.1 km². Es mantenido por el Departamento de Parques y Recreación de Nueva York. Fue diseñado también por Olsmted y Vaux tras finalizar el Central Park. Entre sus atracciones se encuentran el Long Meadow, un prado de 36 hectáreas, el más grande de cualquier otro parque estadounidense, la Picnic House, sede de oficinas y un salón de actos para 175 personas, Litchfield Villa, antigua casa de los propietarios de la parte sur del parque, el Zoológico Prospect y el lago Brooklyn, de 24 hectáreas. También hay varias instalaciones para practicar deportes, que incluyen siete campos de béisbol. Existe además un cementerio cuáquero en un sector llamado Quaker Hill.

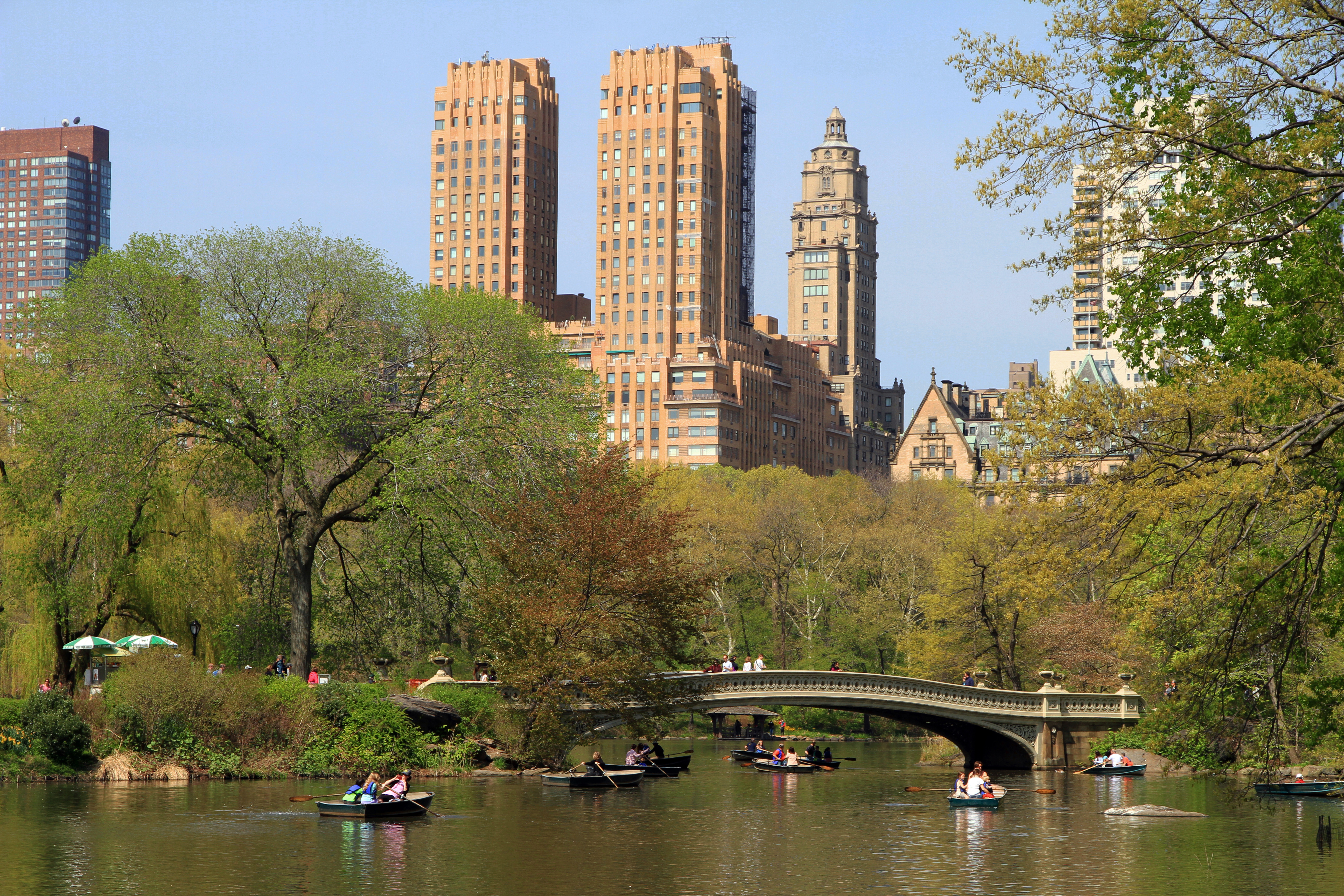
The Lake & Bow Bridge en Central Park
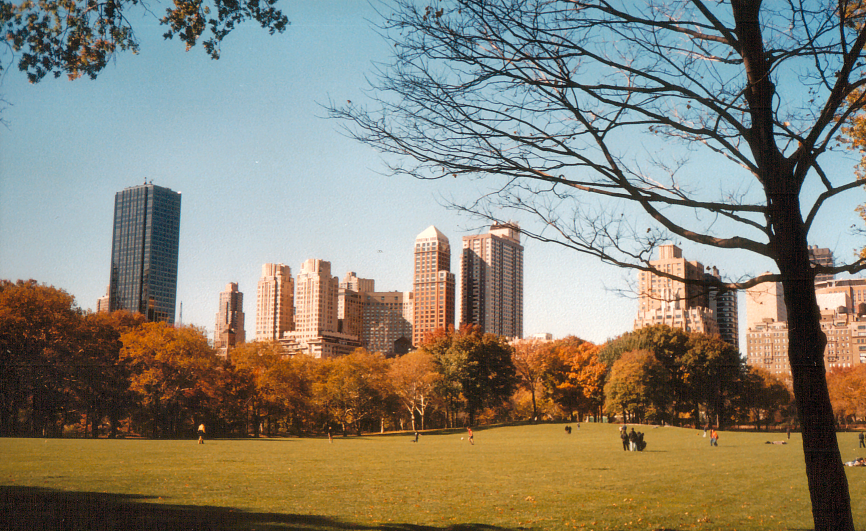
El Central Park
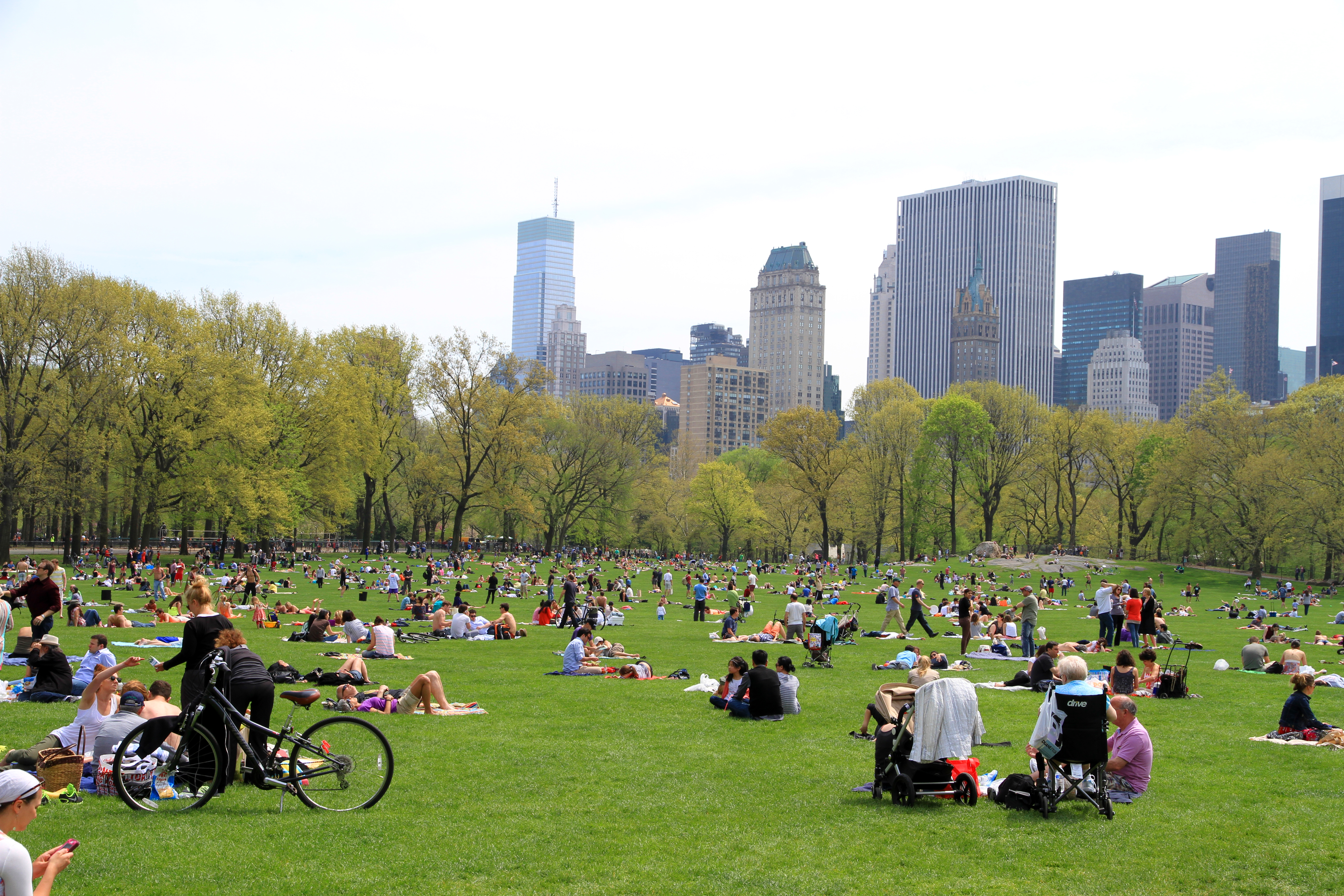
Sheep Meadow en Central Park
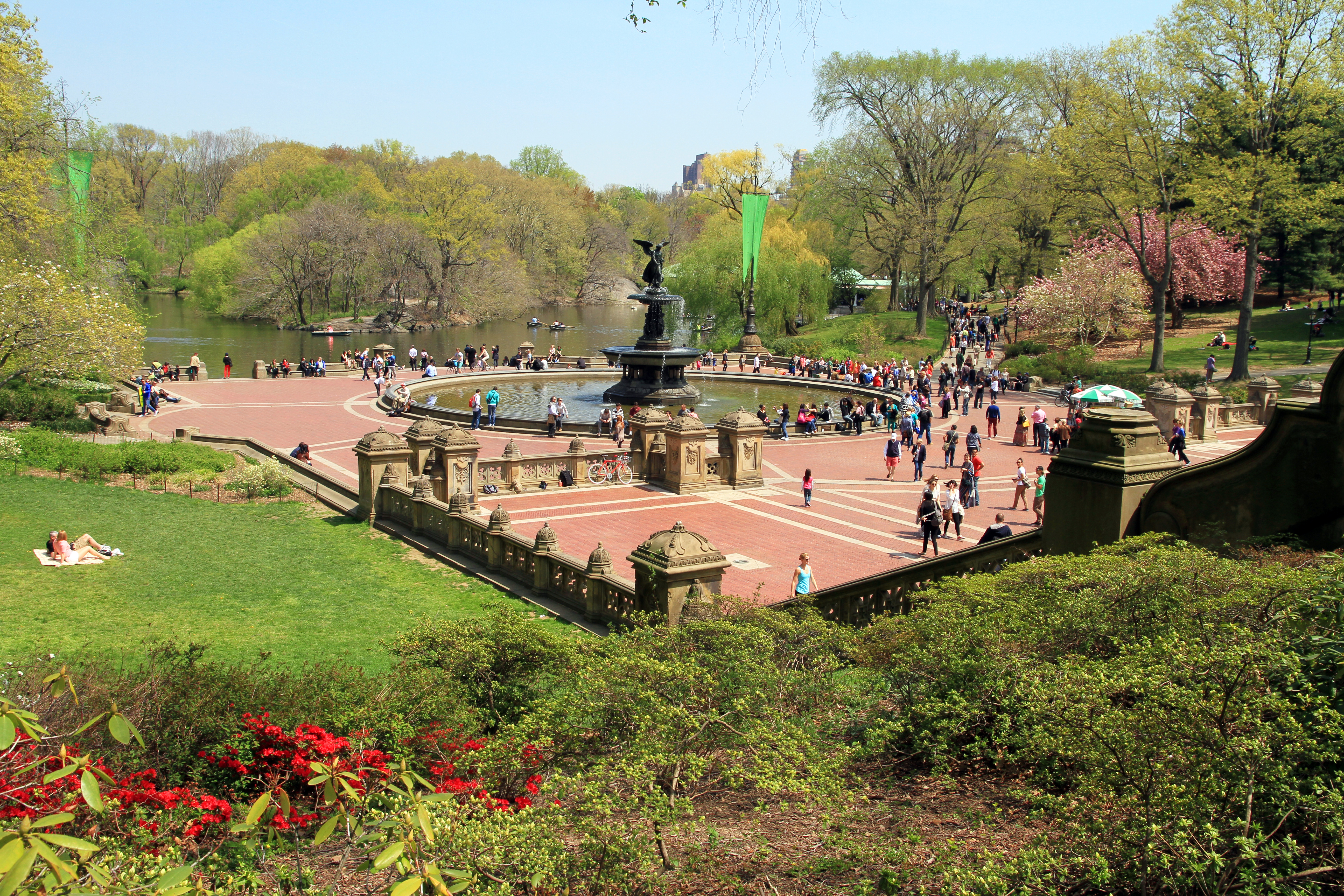
Terraza Bethesda en Central Park
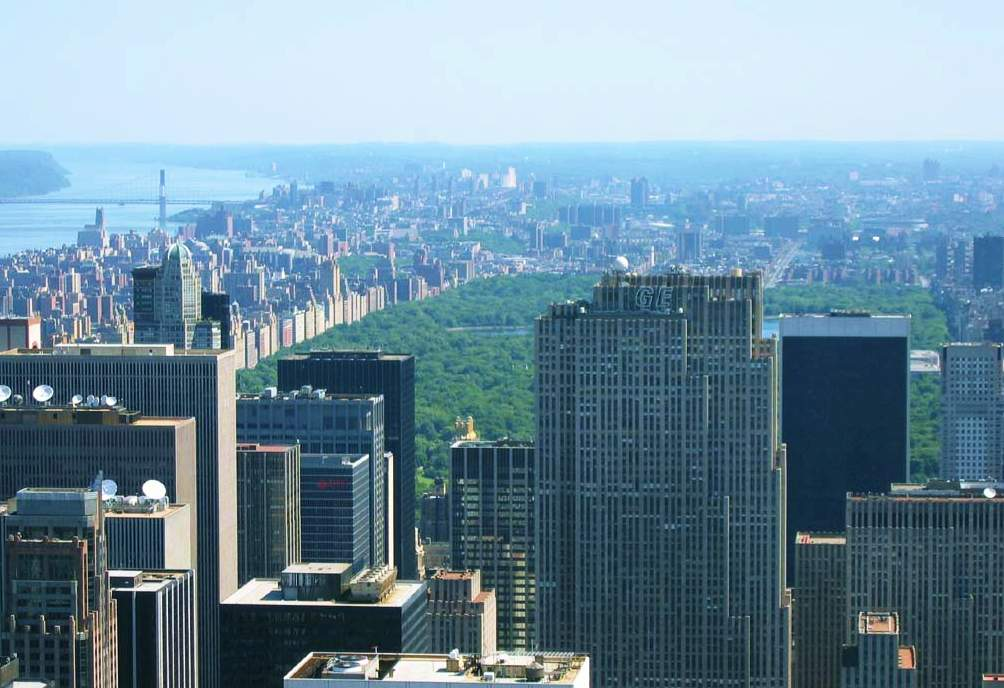
Central Park desde un edificio

El Brooklyn Bridge Park está localizado en el muelle 6 al pie de la avenida Atlantic, localizada en Brooklyn. Está supervisado por la Brooklyn Bridge Park Corporation, una entidad sin fines de lucro responsable de la planificación, construcción, mantenimiento y operación del parque. La misión de la corporación es «crear y mantener un parque de clase mundial que es un destino recreativo, ambiental y cultural». Su construcción agregó según fuentes oficiales aproximadamente 7 acres de espacio que incluyen un parque de juegos de aproximadamente 1.6 acres. Las áreas de juegos incluyen el «Valle de los Columpios», la «Resbaladilla de la Montaña» (con dos resbaladillas de dos pisos de altura que terminan en una caja de arena), un área de juegos con chapoteaderos y una estructura para escalar. También incluye un edificio con un restaurante de aproximadamente mil pies cuadrados, un área de canchas para vóleibol y un corredor para perros.

## Economía

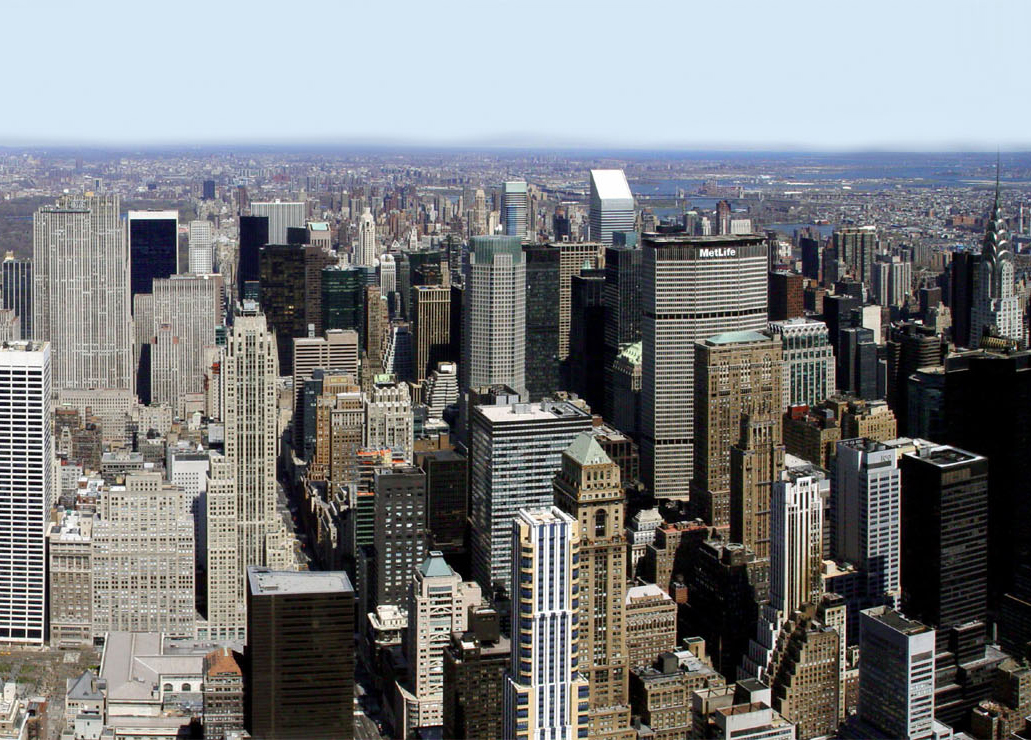
El Medio Manhattan es el distrito de negocios más grande de Estados Unidos.
(Véase la panorámica completa)

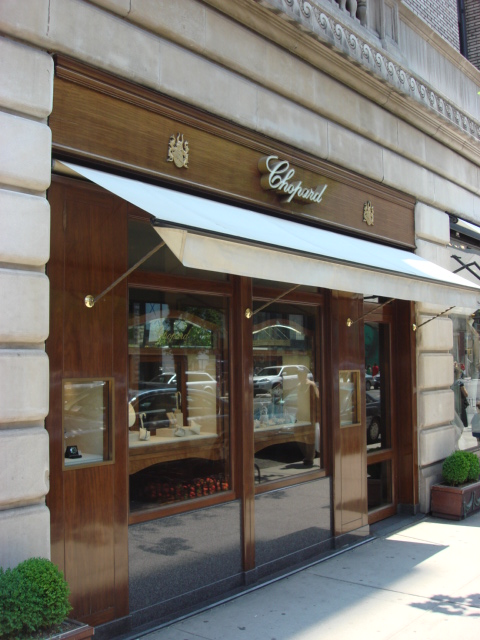
Boutique Chopard, en la avenida Madison

La ciudad de Nueva York es un enlace global para el comercio y los negocios internacionales, siendo uno de los centros neurálgicos de la economía mundial (junto con París, Londres y Tokio). La ciudad es uno de los principales centros de finanzas, aseguradoras, bienes raíces, medios de comunicación y artes de los Estados Unidos. Su área metropolitana tenía un producto metropolitano bruto (un índice similar al PIB pero localizado en un área urbana) de 952 600 millones de dólares en 2005, la economía regional más grande de Estados Unidos. La economía de la ciudad cuenta con la mayor parte de la actividad económica de los estados de Nueva York y Nueva Jersey. Muchas de las principales corporaciones nacionales tienen su sede en la ciudad, incluyendo cuarenta y cuatro compañías de las quinientas más ricas, según la revista Fortune. Nueva York destaca en Estados Unidos por su gran cantidad de empresas extranjeras, de modo que uno de cada diez puestos de trabajo del sector privado está ofrecido por una empresa extranjera.

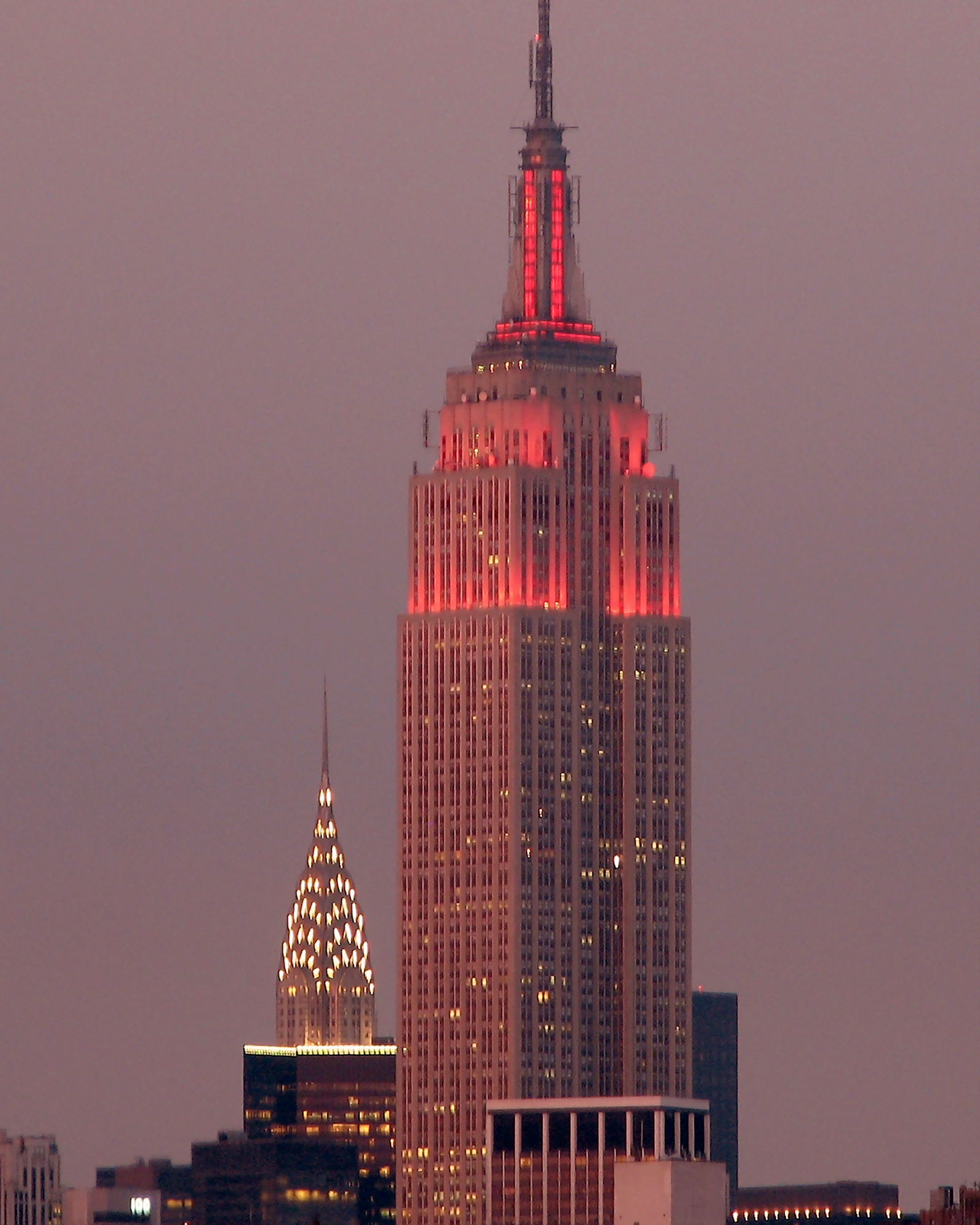
El Empire State es uno de los iconos principales de la ciudad.

El PIB de Nueva York fue en 2001 de 826 488 millones de dólares, un 8.2 % del total nacional. Si Nueva York fuera un país independiente, sería una de las 15 principales economías del mundo.
Nueva York tiene también algunas de las propiedades inmobiliarias más rentables del mundo. El número 450 de Park Avenue fue vendido el 2 de julio de 2005 por quinientos diez millones de dólares, o sea 17 104 $/m², rompiendo así el récord del mes anterior de 15 887 $/m², que se había conseguido con la venta del número 660 de la avenida Madison.
La bolsa de Nueva York, ubicada en Wall Street, y el NASDAQ son la primera y segunda bolsas de valores del mundo, respectivamente, por volumen de intercambio y por capitalización general del mercado. El negocio de los bienes raíces es una de las principales potencias de la economía de la ciudad, dado que el valor total de todas las propiedades de la ciudad ascendía a 802 400 millones de dólares en 2006.
La industria cinematográfica y televisiva de la ciudad es la segunda del país, detrás de la de Hollywood. Las industrias denominadas «creativas», tales como los nuevos medios de comunicación, publicidad, moda, diseño y arquitectura, cuentan con el mayor crecimiento de empleo, y Nueva York tiene una fuerte ventaja competitiva en estas industrias. Las industrias de alta tecnología como biociencia, desarrollo de software, diseño de videojuegos y servicios de Internet también están creciendo. Otros sectores importantes incluyen la investigación y tecnología médica, organizaciones no gubernamentales y universidades.

### Wall Street
El sector económico más importante de la ciudad de Nueva York es el financiero, pues la ciudad es la sede de la industria financiera de los Estados Unidos, conocida por metonimia como Wall Street. La industria de valores de la ciudad, que contaba con 163 400 empleos en agosto de 2013, continúa formando el segmento más grande del sector financiero de la ciudad y un importante motor económico, representando en 2012 el 5.0 % de los empleos del sector privado de la ciudad, el 8.5 % (tres mil ochocientos millones de dólares) de sus ingresos tributarios y el 22 % del salario total de la ciudad, incluido un salario promedio de 360 700 de dólares. Muchas grandes empresas financieras tienen su sede en la ciudad de Nueva York, y la ciudad también alberga un número creciente de empresas financieras nuevas.
El Bajo Manhattan alberga la Bolsa de Nueva York, en Wall Street, y el NASDAQ, en el 165 de Broadway, que representan, respectivamente, la bolsa de valores más grande y la segunda más grande del mundo, cuando se mide tanto por el volumen comercial promedio diario, como por la capitalización total de mercado de sus compañías listadas en 2013. Las comisiones bancarias de inversión en Wall Street totalizaron aproximadamente cuarenta mil millones de dólares en 2012, mientras que en 2013, los altos funcionarios del banco de la ciudad de Nueva York, que administran las funciones de riesgo y cumplimiento, ganaron hasta 324 000 dólares anuales. En el año fiscal 2013-14, la industria de valores de Wall Street generó el 19 % de los ingresos fiscales del estado de Nueva York.

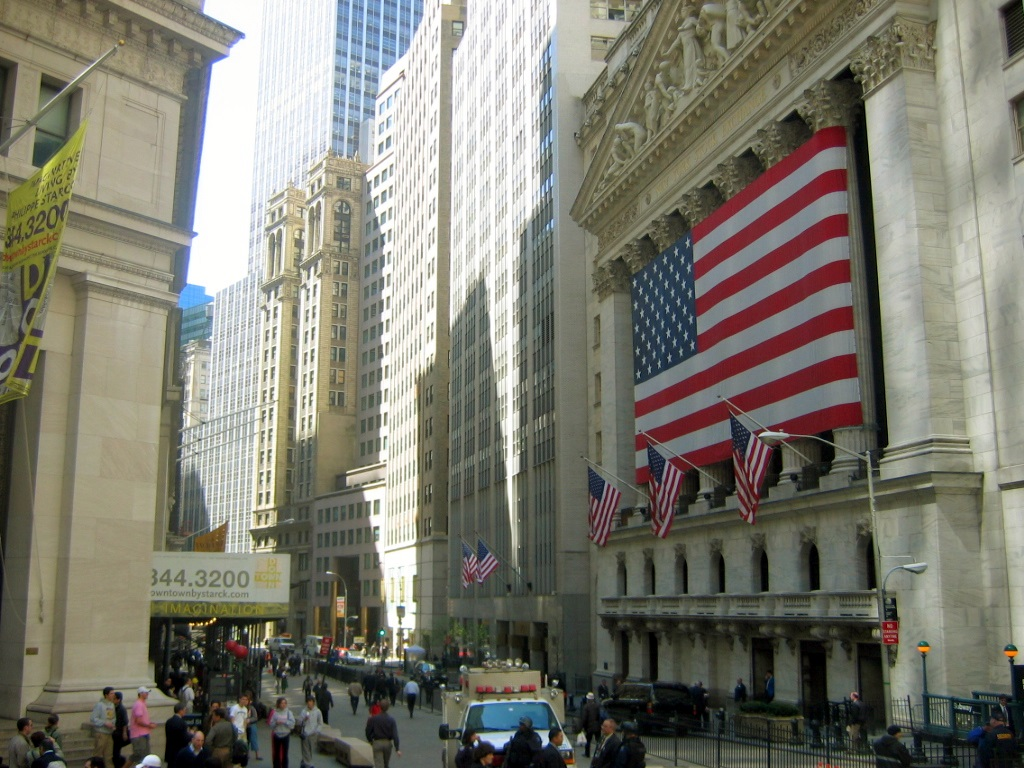
Wall Street, Nueva York

La ciudad de Nueva York sigue siendo el centro mundial más grande para el comercio de acciones públicas y mercados de capital de deuda, impulsado en parte por el tamaño y el desarrollo financiero de la economía de los Estados Unidos. Nueva York también lidera la gestión de fondos de cobertura, capital privado y el volumen monetario de fusiones y adquisiciones. Varios bancos de inversión y gerentes de inversión con sede en Manhattan son participantes destacados en otros centros financieros mundiales. Nueva York es también el principal centro de banca comercial de los Estados Unidos.

### Tecnología y biotecnología
Silicon Alley, centrado en Manhattan, se ha convertido en un metónimo para la esfera que abarca las industrias de alta tecnología de la región metropolitana de la ciudad de Nueva York, que incluyen Internet, nuevos medios, telecomunicaciones, medios digitales, desarrollo de software, diseño de juegos, tecnología financiera («FinTech») y otros campos dentro de la tecnología de la información que están respaldados por su ecosistema de emprendimiento de riesgo. En 2015, Silicon Alley generó más de siete mil trescientos millones de dólares en inversiones de capital de riesgo en un amplio espectro de empresas de alta tecnología y capital de riesgo, la mayoría con sede en Manhattan, con otras en Brooklyn, Queens y otros lugares de la región.
Las nuevas empresas de alta tecnología y el empleo están creciendo en la ciudad de Nueva York y en la región, reforzados por la posición de la ciudad en América del Norte como el principal centro de Internet y telecomunicaciones, incluida su proximidad a varias líneas troncales transatlánticas de fibra óptica, y su extensa conectividad inalámbrica al aire libre. Verizon Communications, con sede en el 140 de West Street en el Bajo Manhattan, estaba en las etapas finales en 2014 de completar una actualización de telecomunicaciones de fibra óptica de tres mil millones de dólares en toda la ciudad de Nueva York. A partir de 2014, la ciudad de Nueva York acogió a trescientos mil empleados en el sector tecnológico. El sector tecnológico ha reclamado una mayor participación de la economía de la ciudad de Nueva York desde 2010. Tech: NYC, fundada en 2016, es una organización sin fines de lucro que representa la industria de la tecnología de la ciudad de Nueva York con el gobierno, instituciones cívicas, en los negocios y en los medios de comunicación, y cuyos objetivos principales son aumentar aún más la importante base de talentos tecnológicos de Nueva York y abogar por políticas que fomenten el crecimiento de las empresas tecnológicas en la ciudad.
El sector de la biotecnología también está creciendo en la ciudad de Nueva York, debido a la fortaleza de la ciudad en investigación científica académica y apoyo financiero público y comercial. El 19 de diciembre de 2011, el entonces alcalde Michael Bloomberg anunció su elección de la Universidad de Cornell y el Instituto de Tecnología Technion-Israel para construir una escuela de posgrado de ciencias aplicadas de dos mil millones de dólares llamada Cornell Tech en Roosevelt Island con el objetivo de transformar la ciudad de Nueva York en la principal capital tecnológica del mundo. A mediados de 2014, Accelerator, una firma de inversión en biotecnología, había recaudado más de treinta millones de dólares de los inversores, incluidos Eli Lilly and Company, Pfizer y Johnson & Johnson, para obtener fondos iniciales para crear nuevas empresas de biotecnología en el Alexandria Center for Life Science, que abarca más de 65 000 m² en East 29th Street y promueve la colaboración entre científicos y empresarios en el centro y con instituciones académicas, médicas y de investigación cercanas. La Iniciativa de Financiación de Ciencias de la Vida en Etapa Temprana de la Corporación de Desarrollo Económico de la Ciudad de Nueva York y los socios de capital de riesgo, incluidos Celgene, General Electric Ventures y Eli Lilly, comprometieron un mínimo de cien millones de dólares para ayudar a lanzar de quince a veinte empresas en ciencias de la vida y biotecnología.

### Bienes raíces
Los bienes raíces son una fuerza importante en la economía de la ciudad, ya que el valor total de todas las propiedades de la ciudad de Nueva York se evaluó en 1.07 billones de dólares para el año fiscal 2017, un aumento del 10.6 % respecto al año anterior, con un 89 % del aumento proveniente de efectos del mercado. El Time Warner Center es la propiedad con el valor de mercado más alto de la ciudad, con mil cien millones de dólares en 2006. La ciudad de Nueva York alberga algunos de los bienes inmuebles más valiosos del país y del mundo. El 450 de Park Avenue se vendió el 2 de julio de 2007 por quinientos diez millones de dólares, lo que equivale a alrededor de 17 104 $/m², rompiendo el récord de apenas un mes para un edificio de oficinas estadounidense de 15 887 $/ m² establecido en la venta de junio de 2007 del 660 de la avenida Madison.
En 2014, Manhattan albergaba seis de los diez códigos postales más importantes de Estados Unidos según el precio medio de la vivienda. La Quinta Avenida en el Medio Manhattan tiene los alquileres minoristas más altos del mundo, a tres mil dólares por pie cuadrado (32 000 $/m²) en 2017. En 2019, la venta de casas más cara en Estados Unidos se completó en Manhattan, a un precio de venta de 238 millones de dólares, por un ático de 2200 m² con vista a Central Park.

### Turismo
El turismo es una de las actividades económicas principales de la ciudad, ya que por ella pasan más de setenta millones de turistas nacionales y extranjeros cada año, del total de ochenta y cinco millones que visitan cada año Estados Unidos. Entre los destinos principales se encuentran el edificio Empire State, la isla Ellis, las producciones teatrales de Broadway, museos como el Museo Metropolitano de Arte, el Central Park, el Rockefeller Center, Times Square, el Zoológico del Bronx y el Jardín Botánico. También es mundialmente famosa la Estatua de la Libertad. Las compras de lujo en las avenidas Quinta y Madison también son un atractivo señalado para los sectores más acomodados.
Otra de las atracciones nuevas son cuatro e impresionantes cataratas artificiales con una altura de 30 y 40 metros obra del artista danés/islandés Olafur Eliasson. Estas cataratas artificiales se ubican en el río Este y se pueden apreciar desde tierra y además desde embarcaciones.

## Salud pública
La Corporación de Salud y Hospitales de la Ciudad de Nueva York (HHC) opera los hospitales públicos y las clínicas en la ciudad de Nueva York. Una corporación de beneficio público con 6700 millones de dólares en ingresos anuales, HHC es el sistema de salud municipal más grande de los Estados Unidos, el cual atiende a 1.4 millones de pacientes, incluidos más de 475 000 residentes de la ciudad sin seguro. La HHC fue creada en 1969 por la Legislatura del Estado de Nueva York como una corporación de beneficio público (Capítulo 1016 de las Leyes de 1969). La corporación opera 11 hospitales de cuidados intensivos, cinco hogares de ancianos, seis centros de diagnóstico y tratamiento y más de 70 de atención primaria comunitaria, sirviendo principalmente a los pobres y la clase trabajadora. El plan de salud MetroPlus de HHC es uno de los proveedores más grandes de seguros de salud patrocinados por el gobierno del área de Nueva York y es el plan elegido por casi medio millón de neoyorquinos.
Las instalaciones de la HHC brindan anualmente a millones de neoyorquinos servicios interpretados en más de 190 idiomas. El hospital más conocido del sistema HHC es el Bellevue Hospital, el hospital público más antiguo de los Estados Unidos. Bellevue es el hospital designado para el tratamiento del presidente de los Estados Unidos y otros líderes mundiales si se enferman o se lesionan mientras se encuentran en la ciudad de Nueva York. El presidente de HHC es Ramanathan Raju, cirujano y ex director ejecutivo del sistema sanitario del condado de Cook en Illinois. En agosto de 2017, el alcalde Bill de Blasio firmó una ley que prohíbe a las farmacias vender cigarrillos una vez que expiren sus licencias existentes para hacerlo, a partir de 2018.

## Demografía

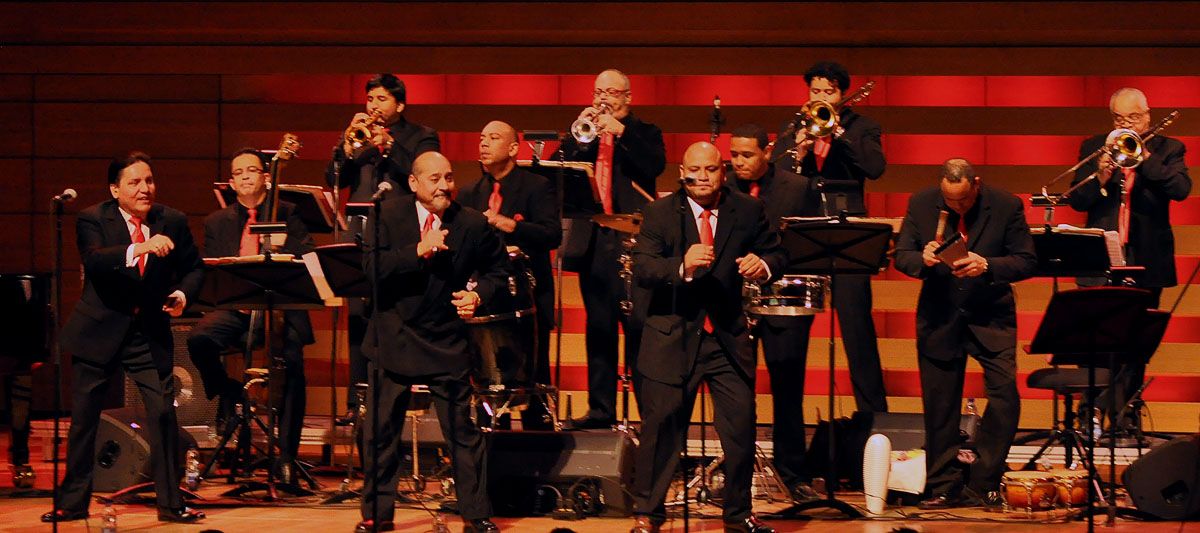
Orquesta del Harlem Hispano en Nueva York, la ciudad más poblada de los Estados Unidos, donde más de 2.5 millones de habitantes son de origen latino.

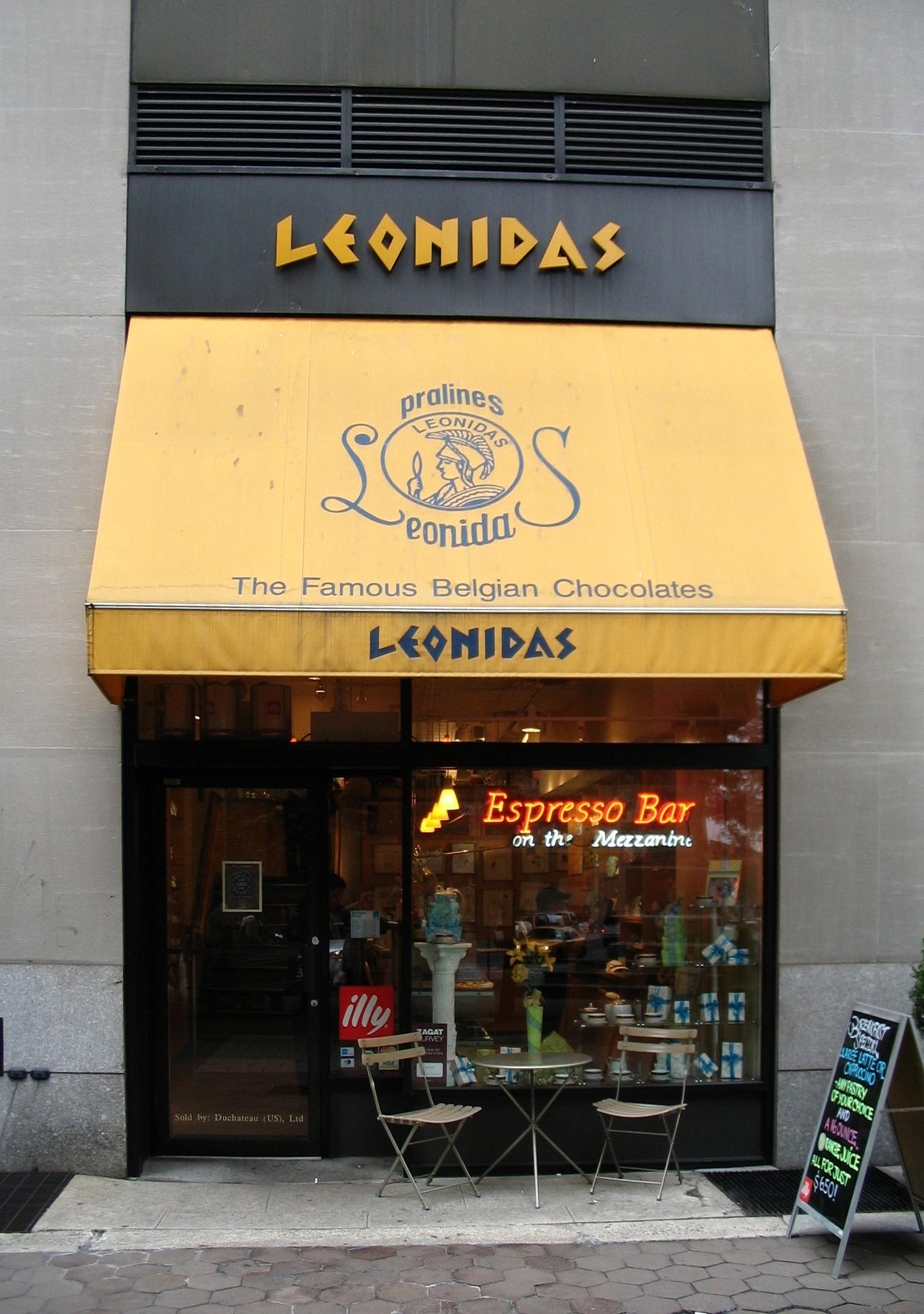
Sucursal de la chocolatería belga Leonidas en Nueva York. Como en las otras ciudades de gran población en el mundo, los establecimientos son angostos debido a la alta densidad de edificios.

Nueva York es la ciudad más poblada de Estados Unidos, con una población estimada en 2005 de 9.1 millones de habitantes. Esto es alrededor del 40 % del total de la población del estado y un porcentaje similar del total de su región metropolitana. Durante la última década, la población de la ciudad ha ido creciendo, y los demógrafos estiman que en 2030 alcanzará un total de entre 9.2 y 9.5 millones de habitantes.
Las dos características claves de la demografía de la ciudad son su densidad de población y su diversidad cultural. Tiene la densidad más alta (10 194 hab./km²) de cualquier municipalidad estadounidense con una población de más de 100 000. La densidad del condado de Nueva York (25 846 hab./km²) es la más alta de todos los condados del país.
Nueva York es excepcionalmente diversa. A lo largo de su historia, la ciudad ha sido uno de los principales puertos de entrada de inmigrantes; el término melting pot (que se puede traducir como «crisol de razas») se acuñó para describir los barrios de inmigrantes, densamente poblados, como el Lower East Side. En la actualidad, el 30 % de los habitantes de la ciudad han nacido en el extranjero, cifra que en el país solo superan Los Ángeles (California) y Miami (Florida). Sin embargo, mientras que las comunidades inmigrantes de esas ciudades están dominadas por unas pocas nacionalidades, en Nueva York ninguna nacionalidad o región es predominante. Los diez países de origen con número mayor de inmigrantes son: la República Dominicana, China, Jamaica, Guyana, Pakistán, Ecuador, Haití, Trinidad y Tobago, Colombia y Rusia. En la ciudad se hablan cerca de 170 idiomas diferentes.
En el área metropolitana vive la mayor comunidad judía fuera de Israel. De hecho, la población judía de Nueva York era en 2022 de 1.6 millones de personas, más que la población conjunta de Tel Aviv y de Jerusalén. Cerca del 12 % de los neoyorquinos son judíos o de ascendencia judía. La ciudad alberga también una importante población de origen indio, además de la comunidad negra más grande de cualquier ciudad del país.

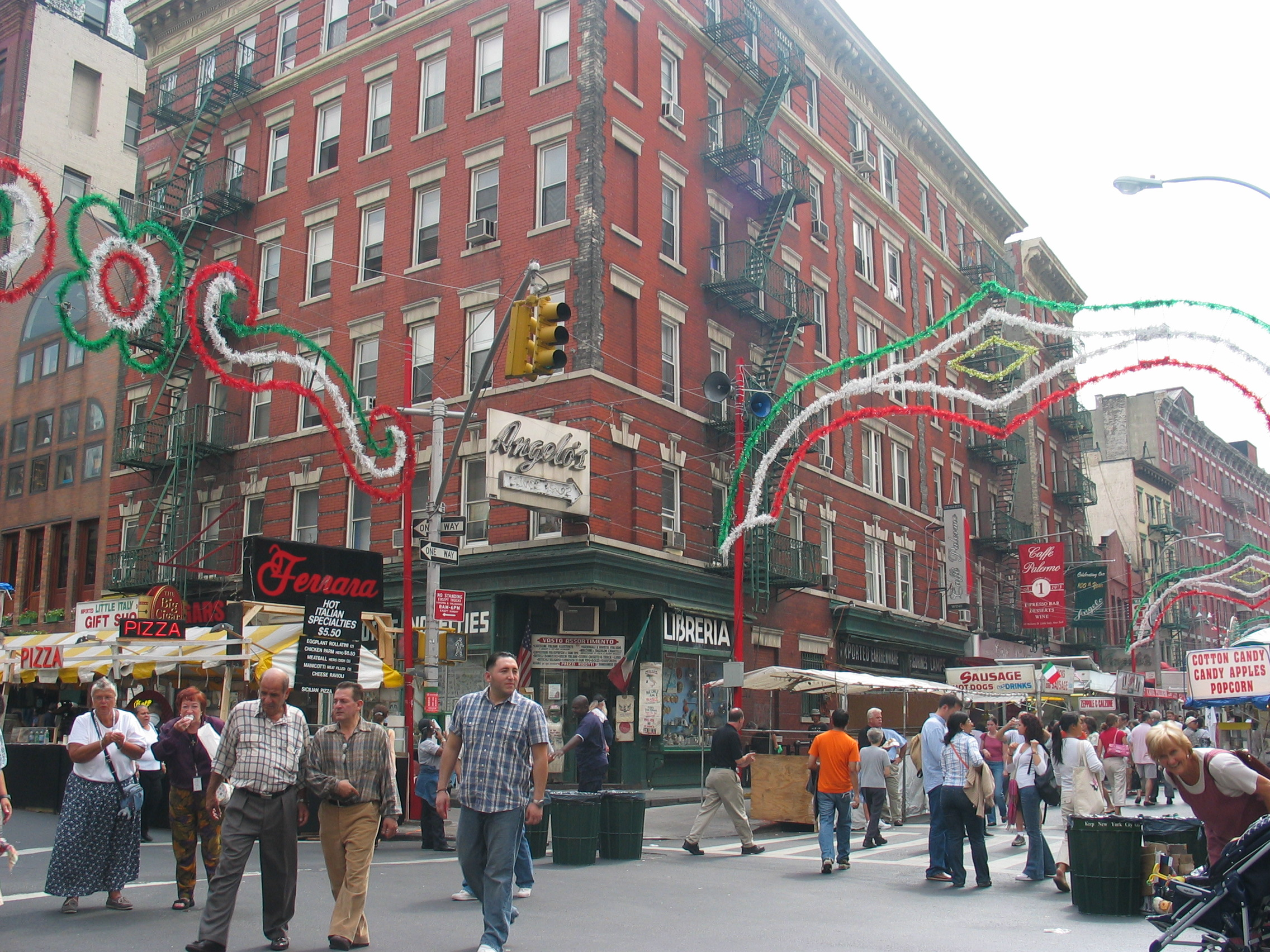
Fiesta de San Gennaro, celebración de la comunidad italiana en la ciudad.

Los cinco orígenes étnicos más grandes de la ciudad son el puertorriqueño, el italiano, el dominicano y el chino. La población puertorriqueña de Nueva York es la más grande fuera de Puerto Rico.
| Gráfica de evolución demográfica de Nueva York entre 1790 y 2015 |
|                                                                  |

El 33 % de los neoyorquinos son dueños de las propiedades en las que viven, una cifra mucho menor que la media nacional del 69 %. Los alquileres libres están usualmente entre el 3 % y el 4.5 %, bien por debajo del 5 % que define el control de la renta por parte de la ciudad. Encontrar vivienda, especialmente económica, en Nueva York es muy difícil.

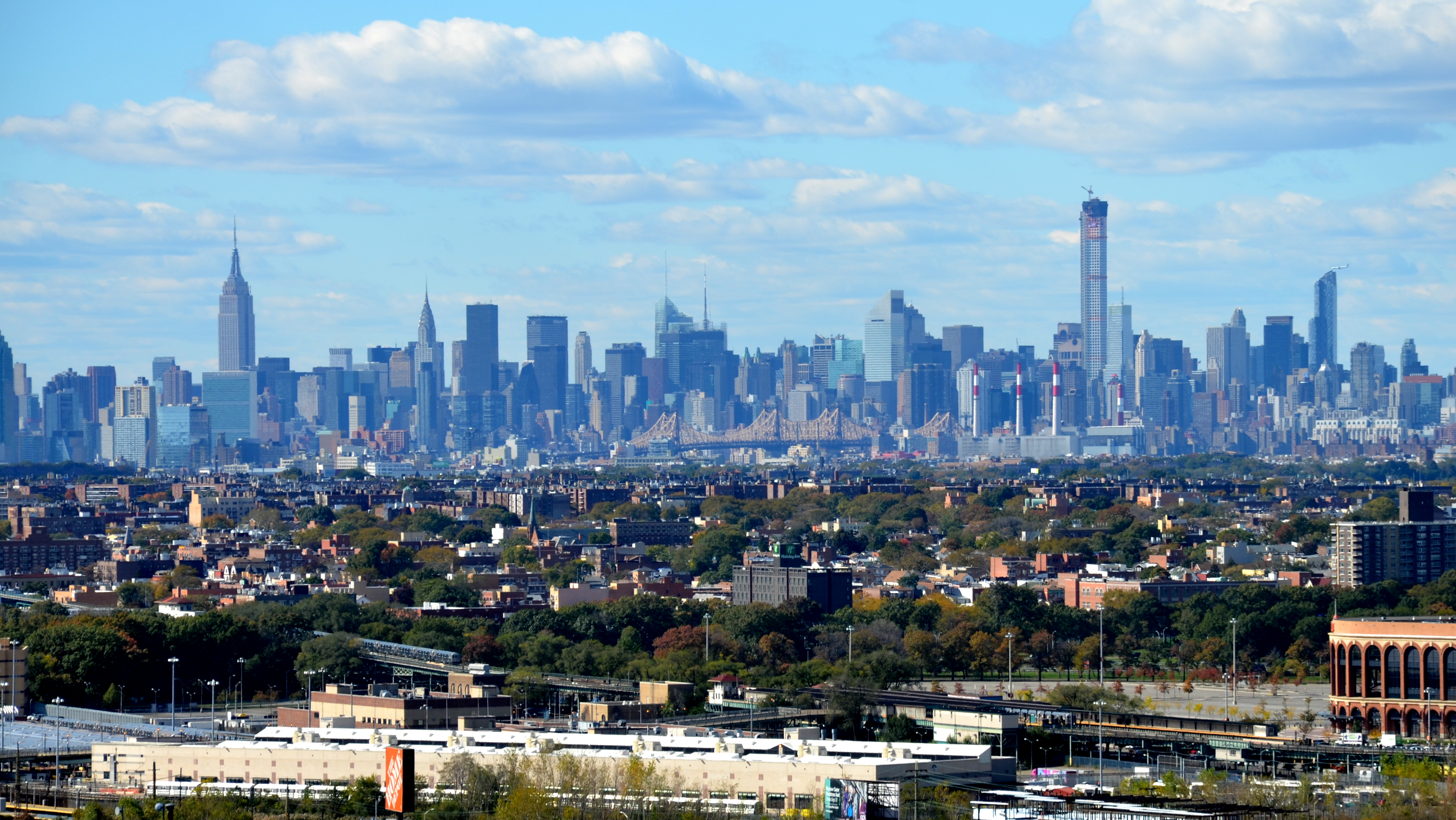
Vistas de Manhattan y Queens desde el barrio Flushing
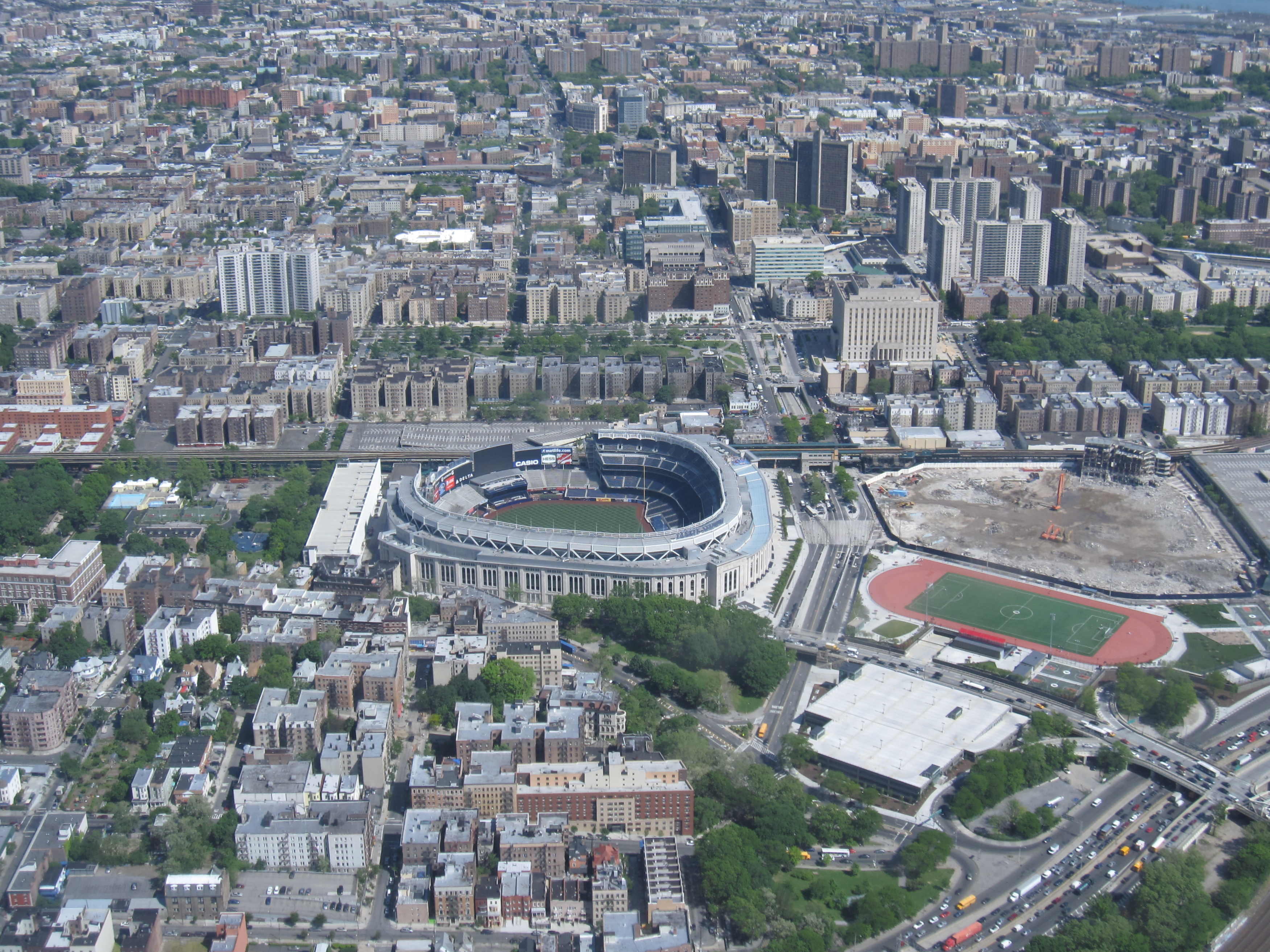
Vista aérea del Yankee Stadium en El Bronx
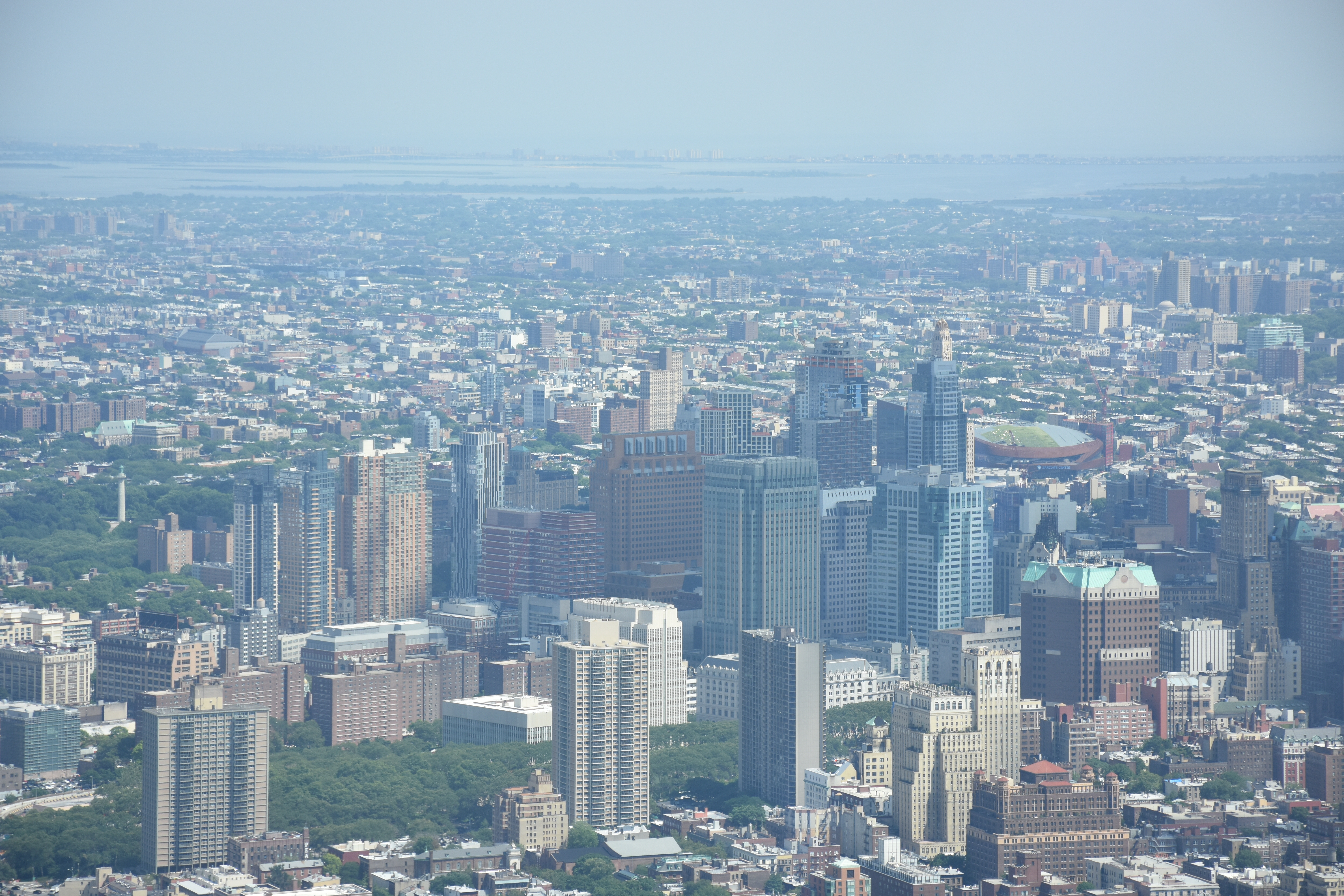
Vista aérea de Brooklyn

Se ha producido una crisis por los buses con migrantes que en el año 2022 ha estado enviando el gobierno de Texas.

### Raza y etnia
La población de la ciudad en 2010 era 44 % blanca (33.3 % blanca no hispana), 25.5 % negra o afrodescendiente (23 % negra no hispana), 0.7 % nativa americana o autóctona de Alaska y 12.7 % asiática. Los hispanos o latinos de cualquier raza representaron el 28.6 % de la población, mientras que los asiáticos constituyeron el segmento de crecimiento más rápido de la población en la ciudad entre 2000 y 2010; la población blanca no hispana disminuyó un tres por ciento, la disminución más pequeña registrada en décadas; y por primera vez desde la guerra civil estadounidense, el número de personas negras disminuyó en una década. A lo largo de su historia, Nueva York ha sido un importante puerto de entrada para inmigrantes a los Estados Unidos. Más de doce millones de inmigrantes europeos fueron recibidos en Ellis Island entre 1892 y 1924. La locución «crisol de razas» se acuñó por primera vez para describir los vecindarios de inmigrantes densamente poblados en el Lower East Side.
En 1900, los alemanes constituían el grupo de inmigrantes más grande, seguidos por los irlandeses, judíos e italianos. En 1940, los blancos representaban el 92 % de la población de la ciudad.
Aproximadamente el 37 % de la población de la ciudad nació en el extranjero, y más de la mitad de todos los niños nacieron de madres inmigrantes en 2013. En Nueva York, no domina ningún país o región de origen. Las diez mayores fuentes de personas nacidas en el extranjero en la ciudad en 2011 fueron República Dominicana, China, México, Guyana, Jamaica, Ecuador, Haití, India, Rusia y Trinidad y Tobago, mientras que la población de inmigrantes nacidos en Bangladés se ha convertido en una de las de crecimiento más rápido en la ciudad, con más de 74 000 personas para 2011.
Los estadounidenses de origen asiático en la ciudad de Nueva York, según el censo de 2010, suman más de un millón, más que los totales combinados de San Francisco y Los Ángeles. Nueva York contiene la población asiática total más alta de cualquier ciudad de Estados Unidos. En el distrito de Queens, en la ciudad de Nueva York, vive la población estadounidense de origen asiático más grande del estado y la población andina (colombiana, ecuatoriana, peruana y boliviana) más grande del país, y también es el área urbana con mayor diversidad étnica y racial en el mundo.
La población china constituye la nacionalidad de crecimiento más rápido en el estado de Nueva York; múltiples satélites del barrio chino original de Manhattan, en Brooklyn, y alrededor de Flushing, Queens, prosperan como enclaves tradicionalmente urbanos, mientras que también se expanden rápidamente hacia el este en el condado suburbano de Nassau en Long Island. La región metropolitana de Nueva York y el estado de Nueva York se ha convertido en el destino principal de los nuevos inmigrantes chinos, y la inmigración china a gran escala continúa hacia la ciudad de Nueva York y sus alrededores, con la diáspora china metropolitana más grande fuera de Asia, incluidas unas 812 410 personas en 2015.
En 2012, el 6.3 % de la ciudad de Nueva York era de origen étnico chino, y casi las tres cuartas partes vivían en Queens o Brooklyn, geográficamente en Long Island. Una comunidad de 20 000 coreano-chinos (Chaoxianzu o Joseonjok) tiene su centro en Flushing, Queens, mientras que la ciudad de Nueva York también alberga la mayor población tibetana fuera de China, India y Nepal, también en Queens. Los coreanos constituían el 1.2 % de la población de la ciudad y los japoneses el 0.3 %. Los filipinos eran de los más grandes grupos étnicos del sudeste asiático, con el 0.8 %, seguido por los vietnamitas, que constituían el 0.2 % de la población de la ciudad de Nueva York en 2010. Los indios son el grupo más grande del sur de Asia, que comprende el 2.4 % de la población de la ciudad, con los bangladesíes y paquistaníes con el 0.7 % y el 0.5 %, respectivamente. Queens es el distrito de asentamiento preferido por los indios asiáticos, coreanos, filipinos y malayos, y otros asiáticos del sudeste asiático; mientras que Brooklyn está recibiendo un gran número de inmigrantes antillanos y asiáticos.
La ciudad de Nueva York tiene la población blanca europea y no hispana más grande de todas las ciudades estadounidenses. Con 2.7 millones en 2012, la población blanca no hispana de Nueva York es más grande que la población blanca no hispana de Los Ángeles (1.1 millones), Chicago (865 000) y Houston (550 000) juntas. La población blanca no hispana era de 6.6 millones en 1940. La población blanca no hispana ha comenzado a aumentar desde 2010.
La diáspora europea que reside en la ciudad es muy diversa. De acuerdo con estimaciones del censo de 2012, había aproximadamente 560 000 italianos estadounidenses, 385 000 irlandeses estadounidenses, 253 000 estadounidenses de origen alemán, 223 000 rusos estadounidenses, 201 000 polacos estadounidenses, y 137 000 ingleses estadounidenses. Además, los estadounidenses de origen griego y francés ascendieron a 65 000 cada uno, y los de ascendencia húngara se estimaron en 60 000 personas. Los ucranianos estadounidenses y escoceses sumaban 55 000 y 35 000 personas, respectivamente. Los habitantes que se identificaron como de ascendencia española fueron 30 838 en total en 2010.
Las personas de ascendencia noruega y sueca se ubicaron en aproximadamente 20 000 cada una, mientras que las personas de ascendencia checa, lituana, portuguesa, escocesa-irlandesa y galesa sumaron entre 12 000 y 14 000 personas. Los árabes estadounidenses suman más de 160 000 en la ciudad de Nueva York, con la mayor concentración en Brooklyn. Los asiáticos centrales, principalmente los estadounidenses de origen uzbeko, son un segmento en rápido crecimiento de la población blanca no hispana de la ciudad, que cuenta con más de 30 000 personas e incluye más de la mitad de todos los inmigrantes de Asia Central en los Estados Unidos, la mayoría instalados en Queens o Brooklyn. Por su parte, los albaneses estadounidenses están más concentrados en el El Bronx.
El área estadística metropolitana de la ciudad de Nueva York, con más de veinte millones de habitantes, aproximadamente un cincuenta por ciento más que Los Ángeles, que ocupa el segundo lugar del país, también es étnicamente diversa, con la mayor población nacida en el extranjero de cualquier región metropolitana en el mundo. La región de Nueva York sigue siendo, con mucho, la principal puerta de entrada metropolitana para los inmigrantes legales admitidos en Estados Unidos, superando sustancialmente los totales combinados de Los Ángeles y Miami. Alberga las comunidades judías e israelíes más grandes fuera de Israel, con una población judía en la región de más de 1.5 millones personas en 2012 e incluidas muchas sectas judías diversas, predominantemente de todo el Oriente Próximo y Europa Oriental, e incluida una población judía ortodoxa en rápido crecimiento, la más grande fuera de Israel.
El área metropolitana también alberga al 20 % de los estadounidenses de origen hindú de la nación y al menos 20 enclaves de Little India, y al 15 % de todos los estadounidenses de origen coreano y cuatro barrios coreanos; la mayor población de indios asiáticos del hemisferio occidental; la mayor población ruso-estadounidense, italo-estadounidense y afrodescendiente; la mayor población dominicana, puertorriqueña y sudamericana y la segunda población hispana en general más grande de los Estados Unidos, con 4.8 millones; e incluye varios barrios chinos establecidos solo dentro de la ciudad de Nueva York.
Ecuador, Colombia, Guyana, Perú y Brasil fueron los principales países de origen de América del Sur de inmigrantes legales a la región de la ciudad de Nueva York en 2013; República Dominicana, Jamaica, Haití y Trinidad y Tobago en el Caribe; Egipto, Ghana y Nigeria de África; y El Salvador, Honduras y Guatemala en Centroamérica. En medio de un resurgimiento de la migración puertorriqueña a la ciudad de Nueva York, esta población había aumentado a aproximadamente 1.3 millones de personas en el área metropolitana a partir de 2013.
Desde 2010, ha surgido una pequeña Australia y está creciendo rápidamente, representando la presencia de australasia en NoLIta, Manhattan. En 2011, se estimaba que había 20 000 residentes australianos en la ciudad de Nueva York, casi el cuádruple de los 5537 de 2005. Qantas Airways de Australia y Air New Zealand han sido las primeras en explorar las posibilidades de vuelos de larga distancia desde Nueva York a Sídney y Auckland, respectivamente, que se ubicarían entre los vuelos directos más largos del mundo. Un pequeño enclave de Sri Lanka se ha desarrollado en el vecindario de Tompkinsville en Staten Island. En 1900, los alemanes constituían el grupo de inmigrantes más grande, seguidos por los irlandeses, judíos e italianos. En 1940, los blancos representaban el 92 % de la población de la ciudad.

## Gobierno

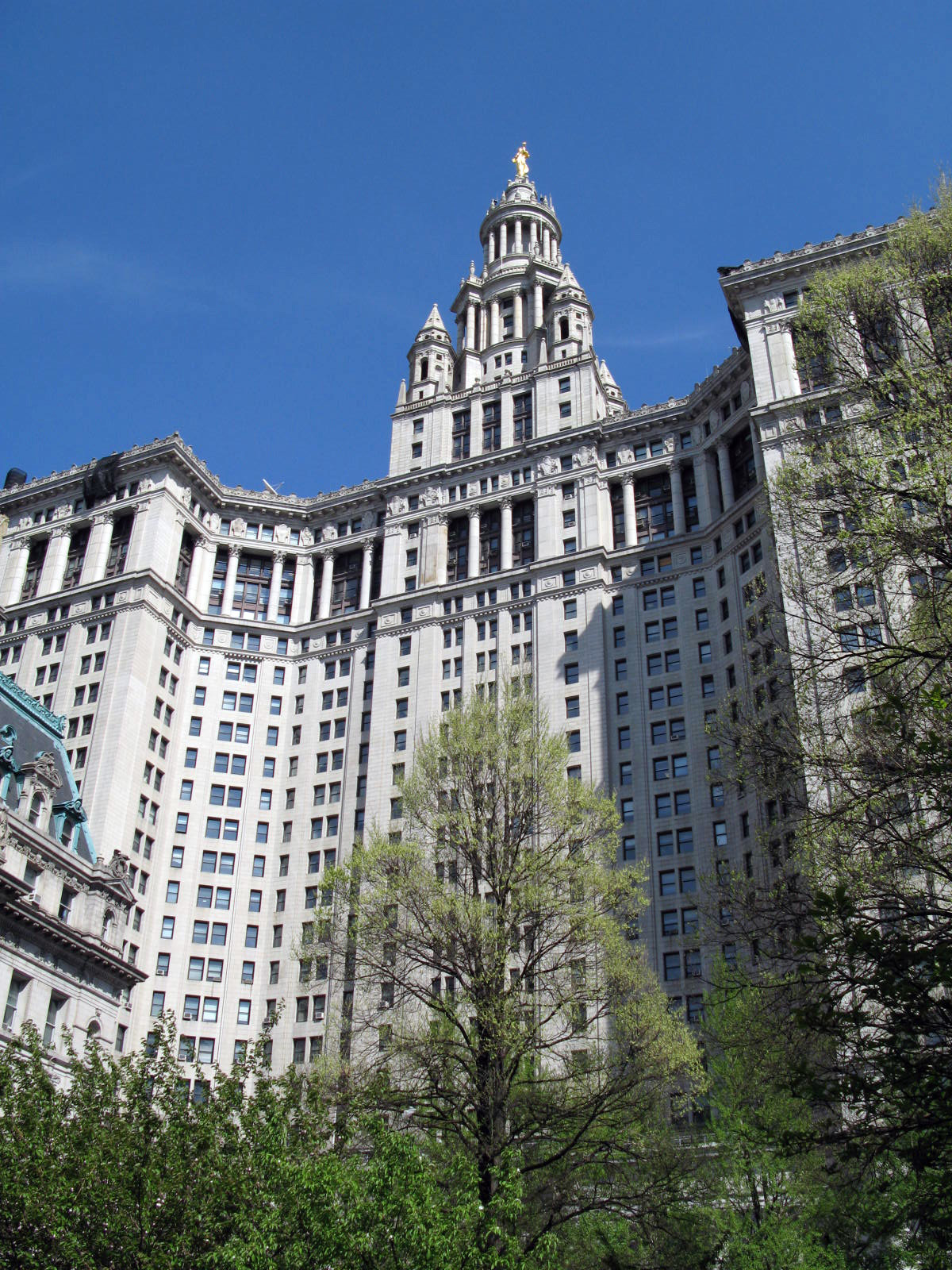
El Edificio Municipal de Manhattan es la sede de muchas agencias de la ciudad, y es uno de los edificios de oficinas gubernamentales más grandes del mundo.

Desde su consolidación en 1898, la ciudad de Nueva York ha sido una municipalidad metropolitana, con un sistema de gobierno liderado por un Alcalde y un Consejo de la ciudad. El gobierno es más centralizado que los de la mayoría de las demás ciudades estadounidenses. Es el responsable de la educación pública, instituciones correccionales, bibliotecas, seguridad pública, espacios de ocio, sanidad, abastecimiento de agua y servicios sociales. El Alcalde y el Concejo son elegidos cada cuatro años, reelegibles una vez. El Concejo de Nueva York es un cuerpo unicameral que consiste en 51 miembros cuyos distritos están definidos por límites geográficos de población.
El alcalde actual (2022) es Eric Adams, del Partido Demócrata.
La geografía política de la ciudad de Nueva York es particular. Se compone de cinco comunas (boroughs), cada una de las cuales coincide con uno de cinco condados de la ciudad: Manhattan con el Condado de Nueva York, Queens con el Condado de Queens, Brooklyn con el Condado de Kings, El Bronx con el Condado de Bronx y Staten Island con el Condado de Richmond. Tras la consolidación de la ciudad, todos los gobiernos previos fueron abolidos y reemplazados por el actual gobierno centralizado y unificado. Sin embargo, cada condado mantiene su propio fiscal de distrito, y la mayoría del sistema de cortes está organizado por condados. Como sede de la Organización de las Naciones Unidas, Nueva York tiene la mayor cantidad de entidades consulares, consulados generales y oficinas de consulados honorarios.

### Organización territorial

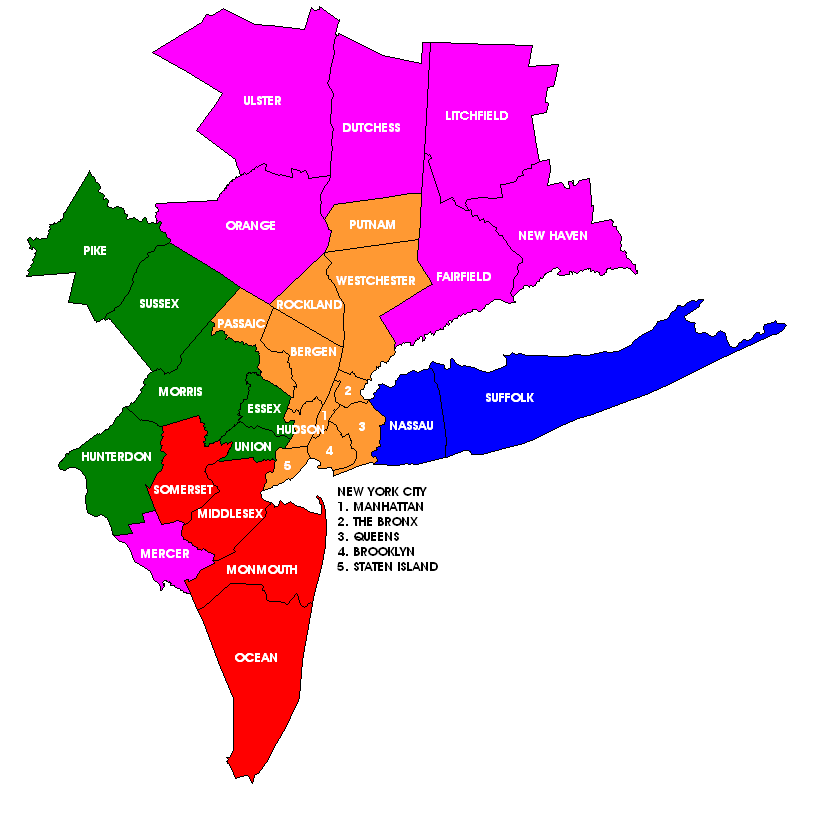
Los treinta condados de la metrópolis; cabe destacar que los correspondientes distritos no han de llamarse igual y además cualquier ciudad dentro de un condado será también otro distrito.

Nueva York se compone de cinco distritos o comunas llamados boroughs, una forma de gobierno inusual utilizada para administrar los cinco condados que constituyen la ciudad. Entre todos los distritos hay cientos de barrios, muchos con una identidad y pasado propios. Si cada uno de los distritos fuese una ciudad independiente, Brooklyn, Queens, Manhattan y Bronx estarían entre las diez ciudades más pobladas de los Estados Unidos.
- El Bronx (1 364 566 habitantes)[130] es el distrito más al norte. En él se encuentra el Yankee Stadium, estadio de los New York Yankees. Con excepción de una pequeña parte de Manhattan conocida como Marble Hill, El Bronx es la única sección de la ciudad que no está sobre una isla. Es la sede del Zoológico del Bronx, el zoológico metropolitano más grande del país, con un área de 107.2 hectáreas y hogar de más de 6000 animales.[147] El Bronx es la cuna del rap y de la cultura hip hop.[148]

- Brooklyn (2 511 408 habitantes)[130] es el distrito más poblado de la ciudad y fue una ciudad independiente hasta 1898. Brooklyn es conocida por su diversidad cultural, social y étnica, su escena artística independiente, barrios distintivos y un patrimonio arquitectónico único. Tiene también largas playas y la actual península de Coney Island, donde se establecieron en los años 1870 los primeros parques de diversiones del país.[149]

- Manhattan (1 593 200 habitantes)[130] es el distrito más densamente poblado y el lugar donde se ubica la mayoría de los rascacielos de la ciudad, así como también el Central Park. El distrito es el centro financiero de la ciudad y ubica a los «cuarteles generales» de muchas instituciones importantes, como la ONU, además de prolíficas universidades; y muchas atracciones culturales, incluyendo museos, los teatros de Broadway, Greenwich Village y el Madison Square Garden. Manhattan se divide básicamente en las regiones del Bajo, Medio y Alto Manhattan. Este último, está dividido por el Central Park en Upper East Side y Upper West Side, y al norte del parque, recibe el nombre de Harlem.

- Queens (2 256 576 habitantes)[130] es el distrito geográficamente más grande y el condado más diverso étnicamente de los Estados Unidos,[150] y puede superar a Brooklyn como el más poblado de la ciudad dado su crecimiento. En sus orígenes, el distrito era una colección de pequeños pueblos y villas fundados por los neerlandeses. En la actualidad es en su mayoría residencial y de clase media. Es el único gran condado del país en el que la media de ingresos de los afrodescendientes (52 000 dólares, aproximadamente) es más alta que la del resto de población.[151] En Queens se ubica el Shea Stadium, el campo de los New York Mets, y anualmente hospeda el Abierto de Estados Unidos de tenis. Además, en el distrito se encuentran los dos aeropuertos principales de Nueva York: el Aeropuerto LaGuardia y el Aeropuerto Internacional John F. Kennedy.

- Staten Island (475 014 habitantes)[130] es un distrito de carácter suburbano. Está conectado con Brooklyn por el puente Verrazano Narrows y con Manhattan a través del Ferry de Staten Island. Hasta 2001 en el distrito se encontraba el vertedero de basura más grande del mundo, que en la actualidad está siendo reformado como un parque.[152] Staten Island tiene alrededor de la mitad del área protegida de la ciudad. Un tercio del distrito es un área boscosa.

## Criminalidad

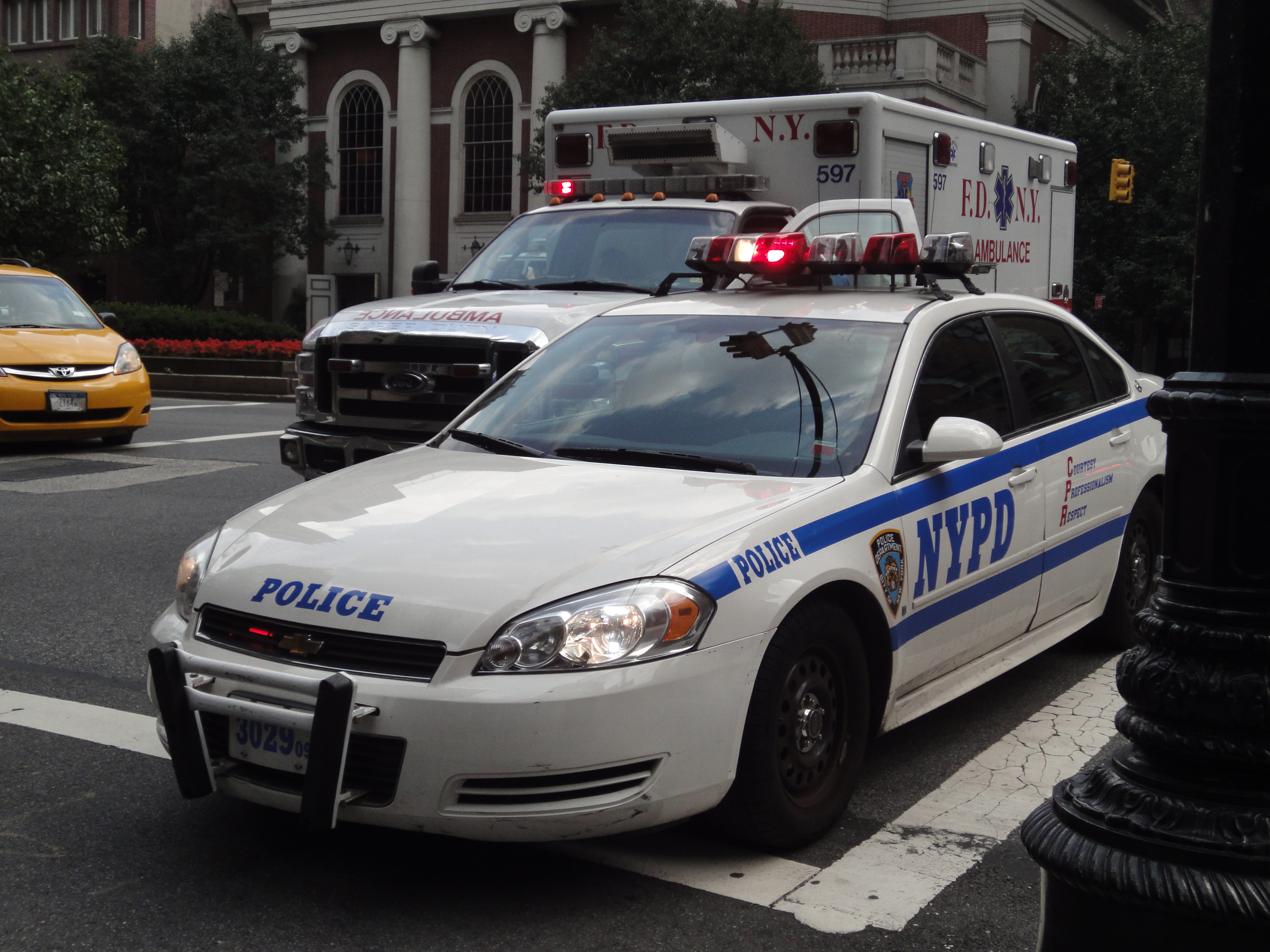
Una patrulla del Departamento de Policía de Nueva York en Times Square

Un estudio realizado por la revista Forbes en 2007 ubica a Nueva York como una de las metrópolis más seguras de los Estados Unidos, con una tasa de 7.3 asesinatos por cada 100 000 habitantes, que la coloca en el puesto número 50 de 72 ciudades con una población mayor a 250 000 personas, muy por debajo de la primera, Detroit, con 47.3 asesinatos por cada 100 000 habitantes.
El crimen organizado ha tenido un desarrollo importante que comenzó con los Forty Thieves y los Roach Guards en los Five Points en los años 1820. El siglo xx contempló el ascenso de la mafia dominada por las Cinco Familias. Pandillas entre las que se incluyen los Black Spades también crecieron en el siglo XX.
El auge criminal se situó durante la década de 1980 y principios de los 90, debido a la denominada «epidemia del crack» que golpeó a la ciudad. En 1990 el Departamento de Policía de Nueva York adoptó el CompStat y otras estrategias en un gran esfuerzo para reducir la delincuencia. La drástica caída del crimen en la ciudad ha sido atribuida por los criminólogos a estas tácticas políticas, al fin de la epidemia del crack y a los cambios demográficos, incluso de la inmigración.
Así pues, los crímenes violentos en la ciudad se han visto reducidos en un 75 % en los últimos doce años y la tasa de asesinatos en 2005 tuvo su nivel más bajo desde 1963. En 2009, la ciudad registró menos de 461 homicidios por primera vez desde que se publicaron las estadísticas sobre delitos en 1963. En 2017, El 60.1 % de los sospechosos de delitos violentos eran negros, el 29.6 % hispanos, el 6.5 % blancos, el 3.6 % asiáticos y el 0.2 % indio americano. La ciudad de Nueva York experimentó 292 homicidios en 2017.
Los sociólogos y criminólogos no han llegado a un consenso sobre la explicación de la drástica disminución en la tasa de criminalidad de la ciudad. Algunos atribuyen el fenómeno a las nuevas tácticas utilizadas por la policía de Nueva York, incluido el uso de CompStat y la teoría de las ventanas rotas. Otra teoría es que la exposición generalizada a la contaminación por plomo de los gases de escape de los automóviles, que puede reducir la inteligencia y aumentar los niveles de agresión, provocó la ola de crímenes inicial a mediados del siglo xx, que afectó de manera más aguda a ciudades con mucho tráfico como Nueva York. Se encontró una fuerte correlación que demuestra que las tasas de delitos violentos en Nueva York y otras grandes ciudades comenzaron a caer después de que se eliminó el plomo de la gasolina estadounidense en la década de 1970. Otra teoría citada para explicar la caída de la tasa de homicidios de la ciudad de Nueva York es la correlación inversa entre el número de asesinatos y el clima cada vez más húmedo en la ciudad.
El crimen organizado se ha asociado durante mucho tiempo con la ciudad de Nueva York, comenzando con los Forty Thieves y los Roach Guards en Five Points en la década de 1820. El siglo xx vio un aumento en la mafia, dominada por las Cinco Familias, así como en las pandillas, incluidas las Black Spades. La presencia de la mafia y las pandillas ha disminuido en la ciudad en el siglo xxi.

## Educación

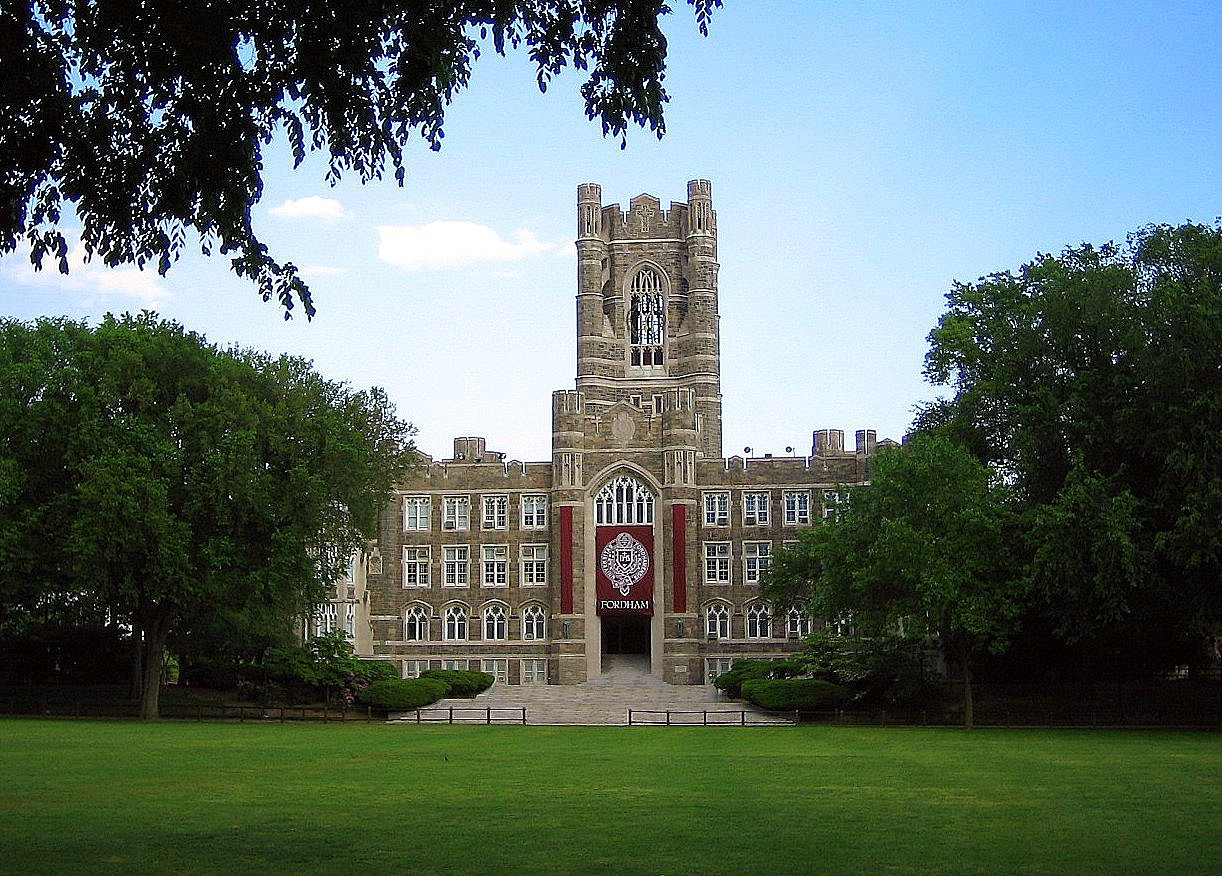
La Universidad de Fordham, en El Bronx.

El sistema de escuelas públicas es dependiente del Departamento de Educación de la Ciudad de Nueva York, y es el más grande de Estados Unidos. En la ciudad hay alrededor de 1.1 millones de estudiantes repartidos en más de 1200 escuelas primarias y secundarias. Existen otras 900 entidades educativas privadas tanto laicas como religiosas, además de algunas de las más prestigiosas escuelas privadas del país. El sistema de bibliotecas públicas de la Ciudad de Nueva York está compuesto por la Biblioteca Pública de Nueva York, la Biblioteca Pública de Queens y la Biblioteca Pública de Brooklyn.
Aunque no es una ciudad con un tradicional ámbito estudiantil como Bolonia, en la ciudad residen cerca de 594 000 estudiantes universitarios. En 2005, tres de cada cinco residentes de Manhattan eran graduados universitarios, y uno de cada cuatro tenía un título de postgrado, formando así una de las mayores concentraciones de personas con estudios superiores de los Estados Unidos. Nueva York es también la sede de importantes y prestigiosas instituciones educativas, como el Barnard College, la Universidad de Columbia, la Universidad de Fordham, la Universidad de Nueva York, la Universidad Pace, el Berkeley College, la Universidad de St. John's y la Universidad Yeshiva. Existen también docenas de otras universidades privadas más pequeñas, que incluyen muchas religiosas y especializadas, como la Juilliard School, la Universidad Rockefeller y la Escuela de Artes Visuales.
La mayoría de la investigación científica que se lleva a cabo en la ciudad es sobre medicina y biología. En la ciudad hay cerca de 40 000 médicos y 127 ganadores del Premio Nobel tienen alguna relación con las instituciones educativas locales.

## Transporte

El metro de Nueva York ha logrado la mayor cantidad de vías en el mundo.

El transporte público es el medio de transporte principal de los neoyorquinos. Nueva York es la única ciudad del país en la que más de la mitad de los hogares no disponen de un automóvil. En Manhattan, más del 75 % de sus residentes carece de automóvil propio; a nivel nacional, este porcentaje es del 8 %.
El metro de Nueva York es el sistema de metro más grande del mundo según la longitud de sus vías (1062 km) y también es el que más estaciones activas tiene, con 468. Es además el cuarto con mayor cantidad de pasajeros anuales, con 1400 millones en 2005. Destaca además su funcionamiento durante las 24 horas del día en casi la totalidad de la red (aunque con algunas diferencias en las frecuencias de los trenes con respecto al día y la noche), en contraste con el cierre nocturno del metro de la mayoría de las ciudades, como Santiago, Buenos Aires, Londres, París, Washington D. C., Tokio, São Paulo, México D. F., Medellín, Monterrey, Ciudad de Panamá, Lima y Madrid.
Sin embargo, Nueva York es la ciudad estadounidense en la que más tiempo tardan sus habitantes en llegar al trabajo, con un tiempo medio de 36.2 minutos.
El sistema vial de la ciudad es grande y complejo. Incluye el puente colgante más largo de América del Norte, el puente Verrazano Narrows; el Túnel Holland, el primer túnel vehicular ventilado mecánicamente, más de 12 000 taxis y un teleférico que comunica la Isla Roosevelt con Manhattan.

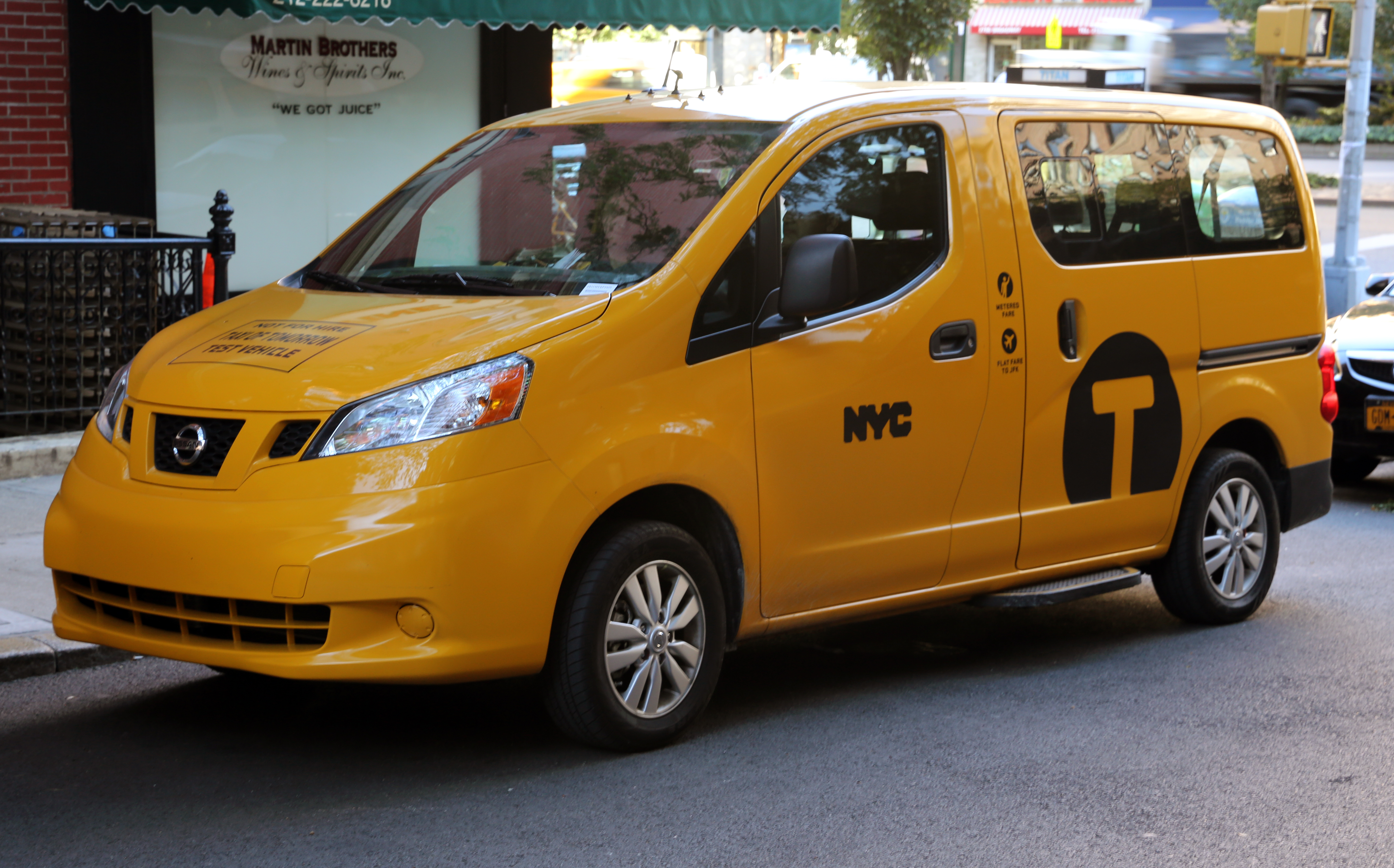
Camioneta Nissan NV200, el modelo oficial para taxis neoyorquino.

La flota de autobuses de la ciudad y la red ferroviaria son las más grandes de Norteamérica. Esta red ferroviaria, que conecta los suburbios de la región limítrofe entre los estados de Nueva York, Connecticut y Nueva Jersey con la ciudad, tiene más de 250 estaciones y 20 líneas férreas. El sistema converge en las dos estaciones más concurridas de Estados Unidos: la Grand Central Terminal y la Estación Pensilvania.
La ciudad es la principal puerta de entrada de viajeros aéreos internacionales. El área se sirve de tres aeropuertos importantes: el Aeropuerto Internacional John F. Kennedy, el Aeropuerto Internacional Libertad de Newark y el Aeropuerto LaGuardia. Hay planes para la adquisición de un cuarto aeropuerto, el Aeropuerto Internacional Stewart, cerca de la localidad de Newburgh, el cual sería ampliado y acondicionado por la Autoridad Portuaria de Nueva York y Nueva Jersey (entidad que también administra los otros tres aeropuertos) para aliviar el ascendente volumen de pasajeros. Cien millones de viajeros usaron los tres aeropuertos en 2005 y el espacio aéreo de la ciudad es el más congestionado del país.
Existe además una amplia red de autopistas que comunican la ciudad con sus suburbios al norte de Nueva Jersey, el condado de Westchester, Long Island y el sudeste de Connecticut. Es bastante común que se formen largas congestiones de tráfico a diario, en particular durante las horas pico.

### Ferris

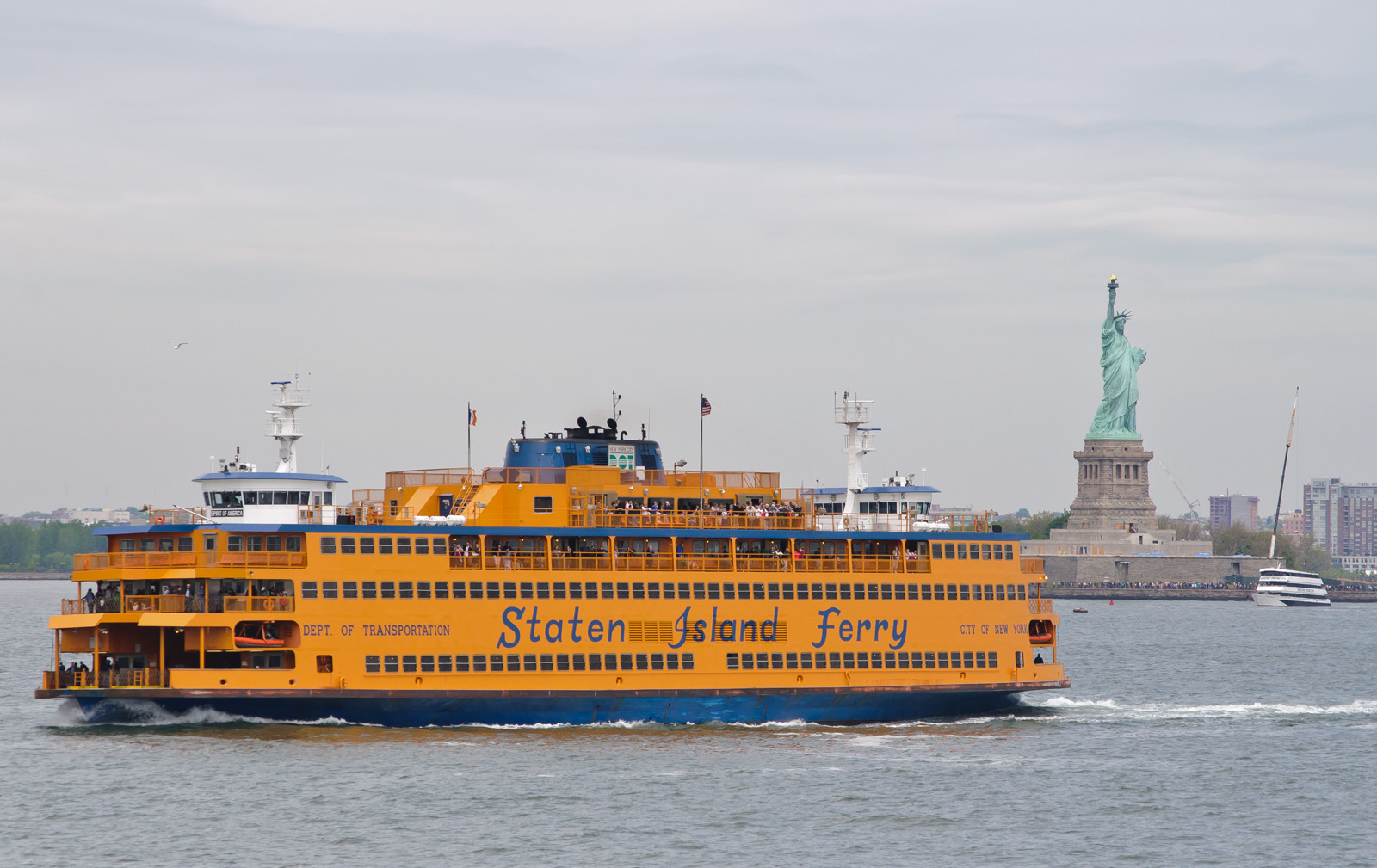
El Staten Island Ferry transporta viajeros entre Manhattan y Staten Island.

El Staten Island Ferry es la ruta del ferry más transitada del mundo, transportando a más de 23 millones de pasajeros desde julio de 2015 hasta junio de 2016 en 5.2 millas (8.4 km) de ruta entre Staten Island y el Bajo Manhattan y funciona las 24 horas del día. Otros sistemas de ferry transportan pasajeros entre Manhattan y otros lugares dentro de la ciudad y el área metropolitana.

## Cultura

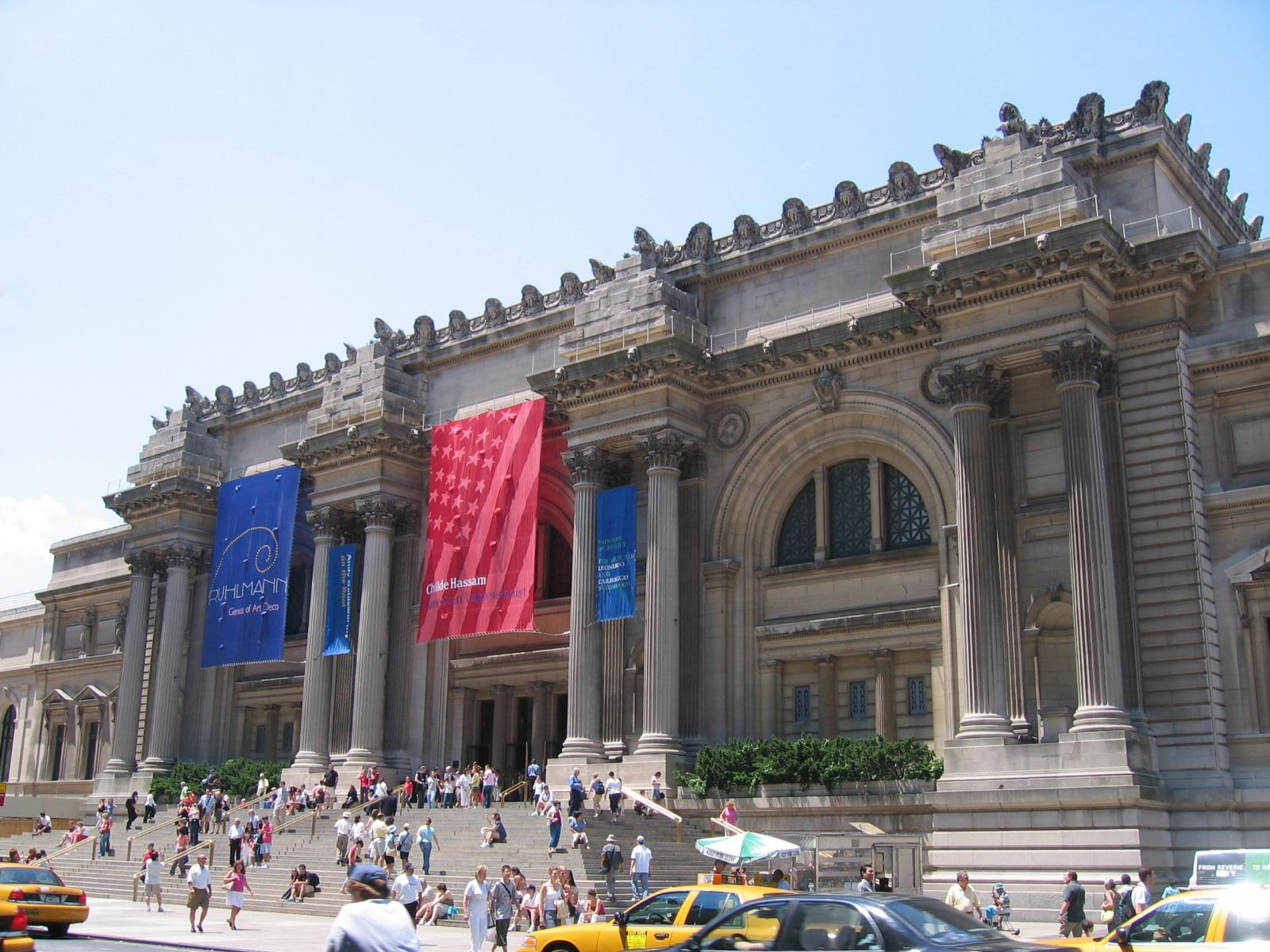
El Museo Metropolitano de Arte es uno de los museos más grandes del mundo.

El escritor Tom Wolfe dijo con respecto a la ciudad que «[la] cultura parece simplemente estar en el aire, como una parte del clima». Varios de los movimientos culturales estadounidenses más importantes comenzaron en la ciudad, como el renacimiento de Harlem, que introdujo la literatura afroamericana en el país. La ciudad fue el epicentro del jazz en los años 1940, del expresionismo abstracto en los 1950 y la cuna de la cultura hip hop en los 1970. La escena punk y hardcore tuvo su apogeo en los 1970 y 1980. Entre las bandas de indie rock más prominentes de los últimos años figuran The Strokes, Interpol, The Bravery, Scissor Sisters y They Might Be Giants. La ciudad también tiene su papel en la industria cinematográfica nacional y mundial. En ella se filmó Manhatta (1921), la primera película vanguardista del país. La ciudad tiene más de 2000 organizaciones culturales y de artes y más de 500 galerías de arte de distintos tamaños. El gobierno de la ciudad financia las artes con un presupuesto mayor al Fondo Nacional para las Artes. Industriales adinerados del siglo xix construyeron una red de importantes instituciones culturales, como el famoso Carnegie Hall y el Museo Metropolitano de Arte, que ganarían fama internacional. El desarrollo de la iluminación eléctrica llevó a la elaboración de producciones teatrales, y en los años 1880, los teatros de la ciudad de las calles Broadway y 42nd empezaron a gestar un nuevo género que llegaría a ser conocido como musical de Broadway.

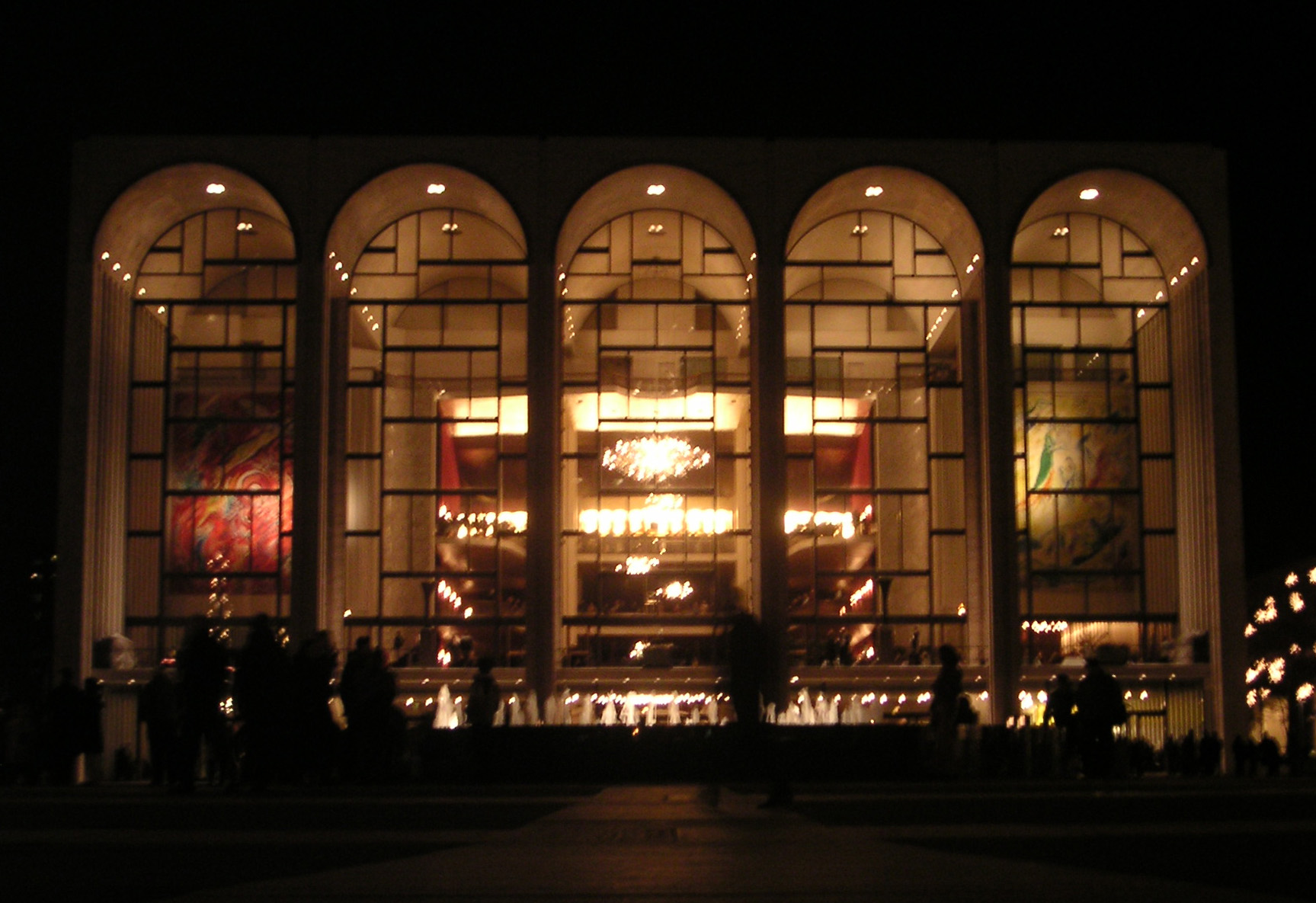
La Ópera del Metropolitan, vista desde el Lincoln Center.

Fuertemente influenciadas por los inmigrantes de la ciudad, producciones como aquellas de Harrigan y Hart, George M. Cohan y otros usaron canciones en narrativas que a menudo reflejaban temas de esperanza y ambición. En la actualidad, esas producciones están entre los acontecimientos principales de la escena teatral neoyorquina. Los 39 teatros más grandes (con más de 500 asientos) son llamados colectivamente como Broadway, por la avenida que cruza el distrito.
El Lincoln Center for the Performing Arts, que incluye el Jazz at Lincoln Center, la Ópera del Metropolitan, la Ópera de Nueva York, la Filarmónica de Nueva York, el Ballet de Nueva York, el Teatro Vivian Beaumont, la Juilliard School y el Alice Tully Hall, constituyen el centro de artes escénicas más grande de los Estados Unidos. El Central Park Summer Stage presenta actuaciones teatrales y de música gratuitas en el Central Park y 1200 actuaciones de música, baile y teatro en los cinco distritos en los meses de verano.

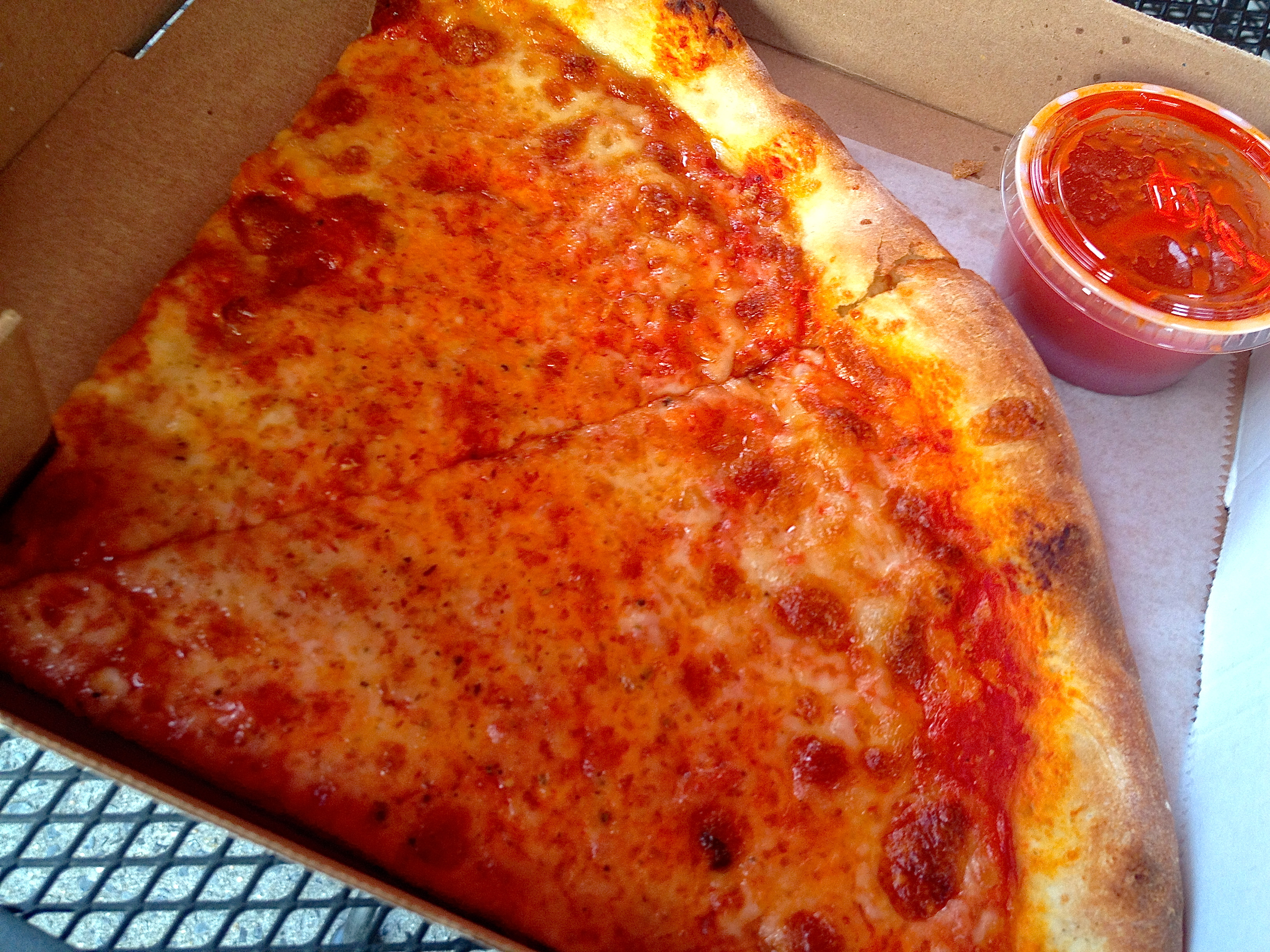
Pizza de estilo neoyorquino

La gastronomía de la ciudad es muy diversa, influenciada principalmente por los inmigrantes y sus costumbres alimenticias. Los inmigrantes italianos y judíos hicieron famosa a la ciudad por sus bagels, cheesecakes y la pizza al estilo neoyorquino. Los carritos de comida en plena calle son otra característica de la gastronomía local, al haber alrededor de 4000 vendedores callejeros habilitados. Esta costumbre hizo de la comida oriental como los faláfels y los kebabs un elemento de importancia en la dieta de los neoyorquinos, aunque los perritos calientes y los pretzels son todavía los alimentos principales que se venden de esta manera. Por otro lado, la ciudad también alberga algunos de los restaurantes más finos de haute cuisine del país.

### Medios de comunicación

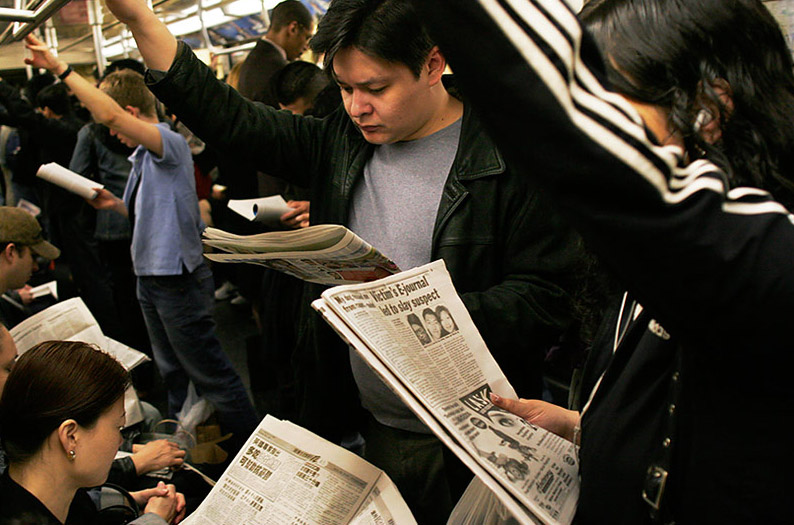
El uso del transporte público da a la ciudad un importante número de lectores de diarios.

Nueva York es un centro mundial para las industrias de la televisión, la publicidad, la música, la prensa y las publicaciones de libros. Algunos de los grupos mediáticos de la ciudad son Time Warner, News Corporation, Hearst Corporation y Viacom. Siete de las ocho principales redes de agencias de publicidad tienen su sede en la ciudad, al igual que tres de las cuatro grandes productoras discográficas. Un tercio de las películas independientes estadounidenses se producen en Nueva York. Más de 200 periódicos y 350 revistas tienen una oficina en la ciudad y la industria editorial emplea alrededor de 25 000 personas.

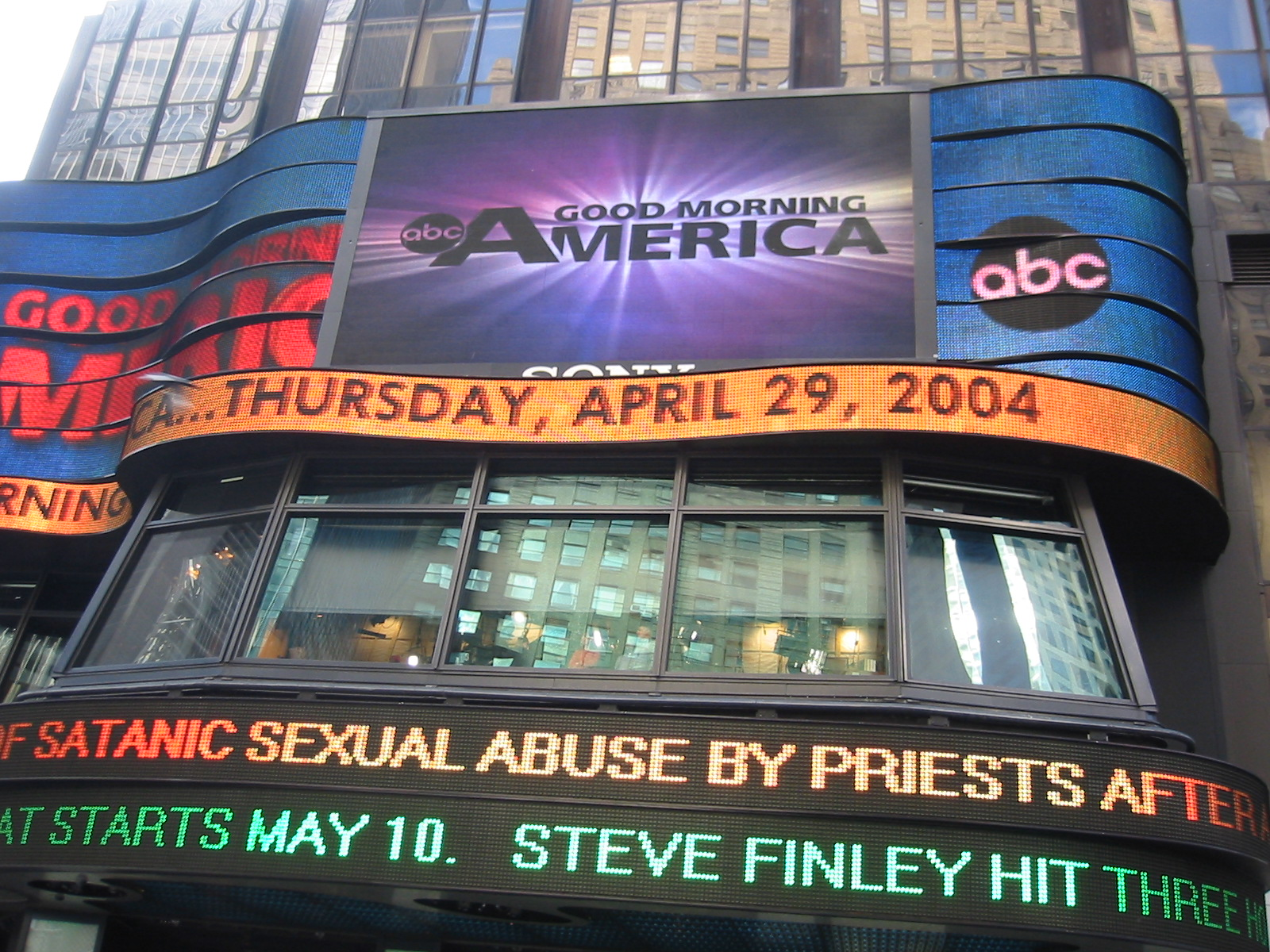
ABC Studios en Times Square

Dos de los tres diarios nacionales son neoyorquinos: The Wall Street Journal y The New York Times. Entre los principales tabloides de la ciudad se encuentran The New York Daily News y The New York Post, fundado en 1801 por Alexander Hamilton. También se edita prensa dedicada a ciertos grupos étnicos, incluyendo 270 diarios y revistas publicados en más de 40 idiomas. El Diario La Prensa es el diario en español más importante y más antiguo del país. Por su parte, The New York Amsterdam News, publicado en Harlem, es un diario dirigido al público afroamericano.
La industria televisiva se desarrolló en Nueva York y es un factor relevante de la economía de la ciudad. Las cuatro cadenas principales de televisión del país, ABC, CBS, FOX y NBC, tienen su sede en Nueva York, así como también muchos canales de cable, como MTV, Fox News, HBO y Comedy Central. En 2005, había más de 100 programas de televisión grabados en estudios locales.
Los medios de comunicación no comerciales también juegan un papel relevante en la ciudad. El canal de televisión de acceso público más antiguo de Estados Unidos es Manhattan Neighborhood Network, fundado en 1971. WNET es la estación de televisión pública más importante de la ciudad y uno de los principales proveedores de programación del Servicio Nacional de Transmisión Pública. La estación de radio pública WNYC, que perteneció a la ciudad hasta 1997, tiene la mayor audiencia del país.

### Acento neoyorquino
Los habitantes del área de Nueva York tienen una entonación distintiva conocida comúnmente como «dialecto neoyorquino», aunque también se le conoce en inglés como Brooklynese o New Yorkese. Es considerado a menudo como uno de los acentos más reconocibles del inglés estadounidense. La versión clásica de este dialecto se centra en la gente de clase media u obrera de ascendencia europea, aunque el influjo de inmigrantes no europeos en las últimas décadas ha dado lugar a cambios en esta forma de hablar.
Una de las características más notables de este dialecto es la omisión de la letra r. El acento elimina el sonido [ɹ] al final de la sílaba o inmediatamente antes de una consonante, por tanto la pronunciación de algunas palabras como park quedaría [pɔːk], butter sería [bʌɾə] y here, [hiə]. Otra característica es la sobreentonación y alargamiento de la vocal [ɔ] de palabras como talk, law, cross, y coffee y a veces la homófona [ɔr] de core o more.
En la mayoría de las variantes más antiguas o extremas de este acento, los sonidos vocálicos de palabras como girl o oil se vuelven el diptongo [ɜɪ]. A menudo esto se percibe entre hablantes de otros acentos como una confusión de los sonidos er y oy, por lo que girl se pronuncia goil y oil se pronuncia erl; esto llevó a una caricaturización de los neoyorquinos diciendo Joizey (Jersey), Toidy-Toid Street (33rd Street) y terlet (toilet). Este patrón de habla no es muy frecuente en la actualidad.

### Deportes

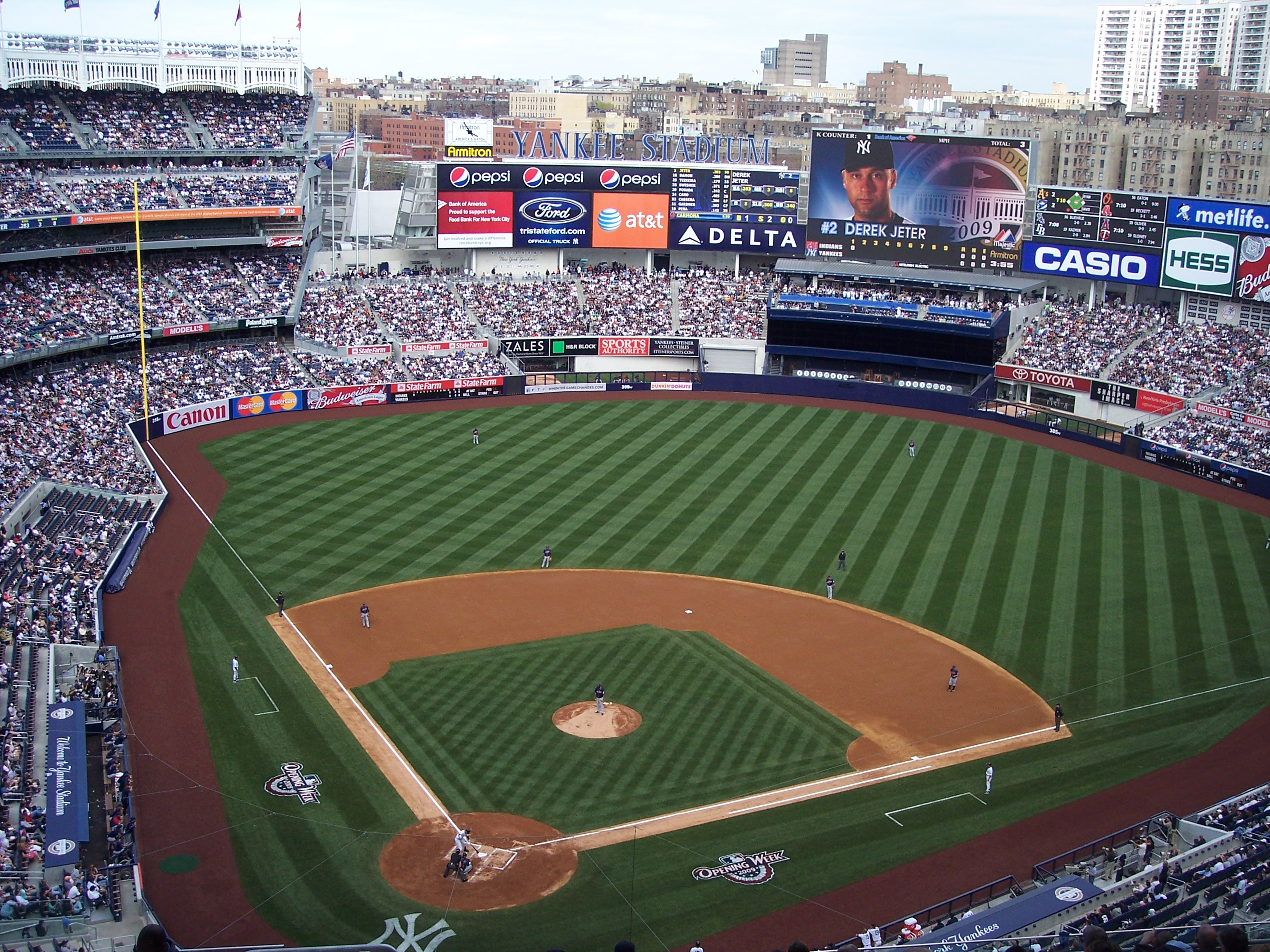
El Yankee Stadium es el estadio de los New York Yankees.

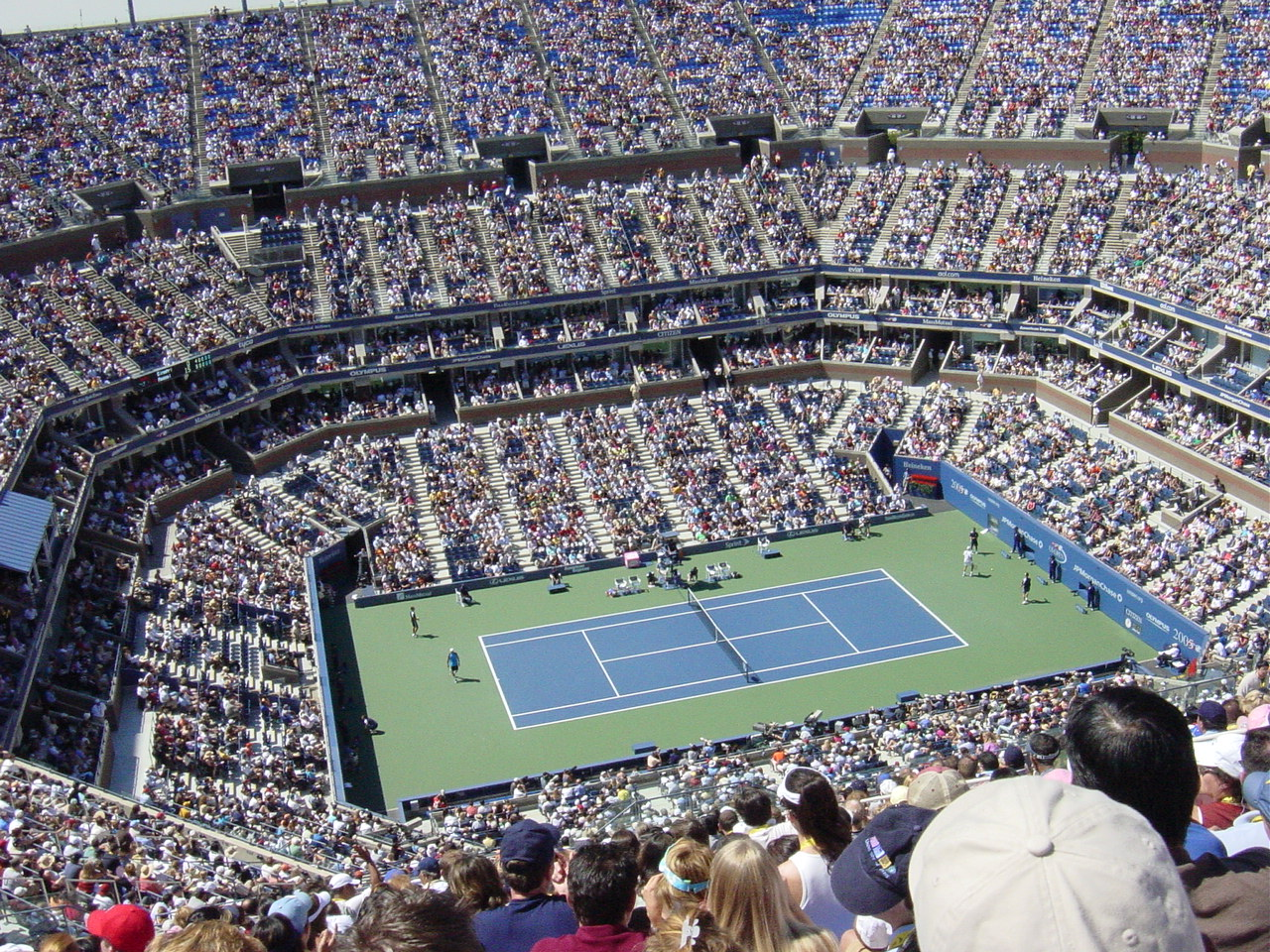
El Abierto de los Estados Unidos (disputado en Queens) es el cuarto y último torneo de Grand Slam de la temporada.

Nueva York tiene equipos en las cinco ligas deportivas principales de Norteamérica, cada uno de los cuales también tiene su sede en la ciudad.
El béisbol es el deporte más popular entre sus habitantes. Ha habido catorce Series Mundiales disputadas entre equipos locales, a las que se suele llamar las Series del Metro. Nueva York es una de las cinco áreas metropolitanas de Estados Unidos (las otras son Chicago, Washington-Baltimore, Los Ángeles y el área de la Bahía de San Francisco) que tiene dos equipos de béisbol. Los dos equipos que actualmente están en las Grandes Ligas de Béisbol son los New York Yankees y los New York Mets, que mantienen una rivalidad posiblemente equiparable con aquella entre los Yankees y los Boston Red Sox. Los Yankees han obtenido 27 títulos, mientras que los Mets lo lograron en dos ocasiones. La ciudad también era la sede de los New York Giants (ahora los San Francisco Giants) y los Brooklyn Dodgers (actualmente conocidos como Los Angeles Dodgers). Ambos equipos se mudaron a California en 1958. También hay dos equipos en las ligas menores, los Staten Island Yankees y los Brooklyn Cyclones.
La ciudad está representada en la National Football League por New York Jets y New York Giants, aunque en la actualidad ambos equipos juegan de local en el MetLife Stadium, en Nueva Jersey Existe una impresionante rivalidad entre los seguidores de ambos equipos, aunque los Giants con sus cuatro victorias en el Super Bowl superan con facilidad a los Jets, que ganaron su único título en el famoso final del Super Bowl en 1969.
Los equipos de la NBA de la ciudad son los New York Knicks y los Brooklyn Nets, mientras que en la WNBA es New York Liberty. Aunque los últimos títulos de los Knicks y Nets fueron ganados en 1973 (por los Knicks) y 1974 (por los Nets en la antigua American Basketball Association), ambos equipos siguen contando con una apasionada afición en la ciudad.
Los New York Rangers representan a la ciudad en la National Hockey League. En 2015, también empezaron jugando en Brooklyn los New York Islanders, que actualmente tienen su sede en Long Island, en el estado de Nueva York.
En fútbol, el New York City FC y los New York Red Bulls son los equipos que representan a la ciudad en la Major League Soccer. Los Red Bulls juegan de local en el Red Bull Arena, ubicado en Nueva Jersey, mientras que el New York City juega de local en el Yankee Stadium. Además, Nueva York contó con otros míticos equipos de fútbol, ya desaparecidos, como el MetroStars y el New York Cosmos, equipo en el que jugaron estrellas mundiales de la talla de Pelé, Beckenbauer, Giorgio Chinaglia, Carlos Alberto y Johan Neeskens.
En la ciudad también se celebran muchos actos fuera de estos deportes. En Queens se disputa el Abierto de los Estados Unidos, uno de los cuatro torneos de Grand Slam. La maratón de Nueva York tiene el récord de mayor cantidad de participantes que llegaron a la meta, con 37 866 en 2006. El Madison Square Garden ha albergado numerosos combates de boxeo, entre ellos el primer duelo entre Muhammad Ali y Joe Frazier, mientras que también ha sido sede de varios encuentros de lucha libre profesional, siendo los más relevantes los programas televisados y eventos Pay-Per-View de la WWE como WrestleMania I y WrestleMania X. En las décadas de 1980 y 1990 se realizó el Gran Premio de Meadowlands, una carrera de automovilismo de la CART.
El Barclays es un torneo de golf que se juega desde 1967 en el área metropolitana de Nueva York. Por su parte, los clubes de golf Winged Foot, Shinnecock Hills, Oak Hill y Bethpage han recibido múltiples ediciones del Abierto de los Estados Unidos.
Muchos deportes están asociados con las comunidades de inmigrantes. El stickball, una versión callejera del béisbol, fue popularizado por las juventudes de clase obrera de los barrios italianos, alemanes e irlandeses en los años 30. En los últimos años, han emergido muchas ligas amateur de cricket como consecuencia de la llegada de inmigrantes de Asia meridional y del Caribe.

#### Equipos en Nueva York
| Equipo                    | Liga                             | Estadio                           | Fundación | Campeonatos |
| ------------------------- | -------------------------------- | --------------------------------- | --------- | ----------- |
| New York Yankees          | MLB (Béisbol)                    | Yankee Stadium                    | 1901      | 27          |
| New York Mets             | MLB (Béisbol)                    | Citi Field                        | 1962      | 2           |
| New York Rangers          | NHL (Hockey sobre hielo)         | Madison Square Garden             | 1926      | 4           |
| New York Islanders        | NHL (Hockey sobre hielo)         | Nassau Veterans Memorial Coliseum | 1972      | 4           |
| New York Giants           | NFL (Fútbol americano)           | MetLife Stadium                   | 1925      | 7           |
| New York Jets             | NFL (Fútbol americano)           | MetLife Stadium                   | 1960      | 1           |
| New York Knicks           | NBA (Baloncesto)                 | Madison Square Garden             | 1946      | 2           |
| Brooklyn Nets             | NBA (Baloncesto)                 | Barclays Center                   | 1967      | 2           |
| New York Red Bulls        | MLS (Fútbol)                     | Red Bull Arena                    | 1995      | 0 (1)       |
| New York City             | MLS (Fútbol)                     | Yankee Stadium                    | 2013      | 0           |
| New York Cosmos           | NASL (Fútbol)                    | Shuart Stadium                    | 1971      | 1 (6)       |
| New York Dragons          | AFL (Arena Football)             | Nassau Veterans Memorial Coliseum | 1995      |             |
| New York Liberty          | WNBA (Baloncesto)                | Madison Square Garden             | 1997      | 0           |
| Long Island Lizards       | MLL (Lacrosse)                   | Mitchel Field                     | 2001      | 2           |
| New York Titans           | NLL (Lacrosse)                   | Madison Square Garden             | 2006      | 0           |
| New York Athletic Club    | Rugby Super League (Rugby Union) | Travers Island                    | 1973      | 1           |
| Old Blue                  | Rugby Super League (Rugby Union) | Pier 40                           | 1964      | 0           |
| New York Knigh            | AMNRL (Rugby League)             | Hudson River Park's Pier 40       | 1997      | 1           |
| Northern Raiders          | AMNRL (Rugby League)             | Andrews Field                     | 2002      | 0           |
| Gotham Girls Roller Derby | WFTDA                            | Hunter College                    | 2005      | 0           |
| Staten Island Yankees     | Ligas Menores de Béisbol (A)     | Richmond County Bank Ballpark     | 1999      | 3           |
| Brooklyn Cyclones         | Ligas Menores de Béisbol (A)     | KeySpan Park                      | 1999      | 1           |
| Brooklyn Knights          | USL PDL (Liga Menor de Fútbol)   | Aviator Field                     | 1994      | 0           |

### Museos

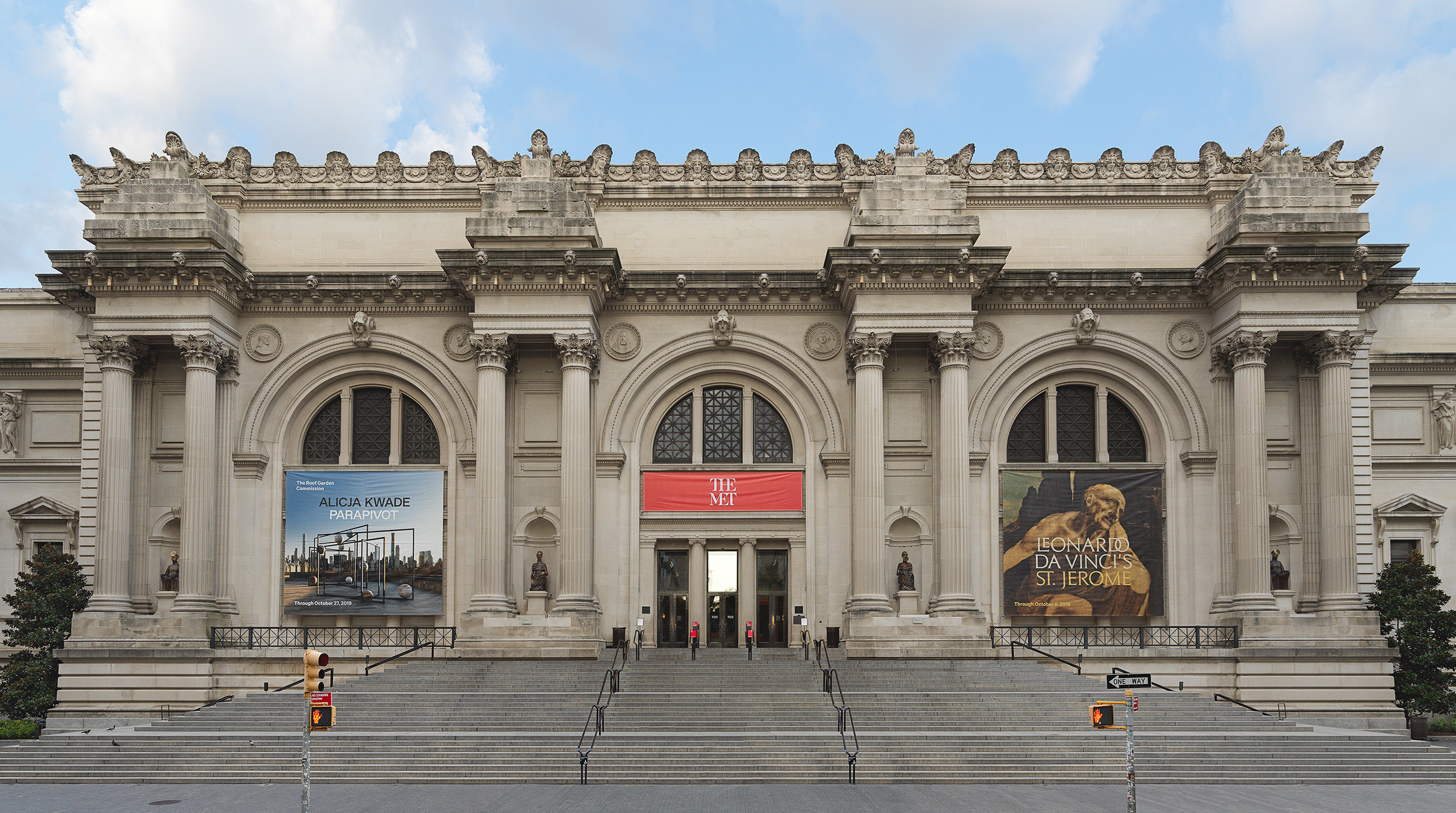
Museo Metropolitano de Arte

El Museo Metropolitano de Arte es el más famoso de Manhattan. Con sus más de dos millones de obras, sus 130 000 m² y sus 4.5 millones de visitantes anuales, se sitúa entre los museos más grandes del mundo. Otros museos, dispersos por toda la ciudad, proponen igualmente colecciones de arte generalistas (la Colección Frick, el museo Brooklyn, el Museo de Arte de Queens) o especializados (The Cloisters en el arte de la Edad Media; el American Folk Art Museum y el Whitney Museum of American Art en el arte estadounidense). El arte contemporáneo está representado por instituciones como el Museo Solomon R. Guggenheim, el Museo de Arte Moderno o el Nuevo Museo de Arte Contemporáneo.
En el área de las ciencias y la tecnología, se encuentran el New York Hall of Science, el Skyscraper Museum y también el Staten Island Institute of Arts & Sciences; sin embargo, el más prestigioso es el Museo Americano de Historia Natural, con sus 32 millones de especímenes y objetos, así como su planetario.

## Fiestas y tradiciones
En los Estados Unidos se celebran numerosas fiestas, que provienen de la tradición de este joven país o de las culturas de las que provienen sus habitantes. No todas estas celebraciones implican un día festivo en el sentido de que las personas tengan un día libre en sus trabajos. Los días festivos federales son seguidos en muchos estados, pero cada uno tiene potestad para marcar su propio calendario de vacaciones y días festivos. Estas son las festividades principales:
- Año Nuevo: El 1 de enero del calendario gregoriano se celebra en todo Occidente como el primer día del año. En Estados Unidos es también el primer día no laboral del año, y quizás la celebración más reconocida mundialmente es la de Times Square, en Nueva York, donde a las 12 de la noche de cada Nochevieja una gran multitud se reúne para ver bajar una enorme bola de cristal sobre la plaza, iniciando una cuenta atrás que despide los últimos segundos del viejo año y saluda con júbilo al nuevo. En 2009, más de tres millones de personas asistieron a este acontecimiento. Como en la mayoría de los países occidentales, las discotecas de ciudades y pueblos abren sus puertas toda la noche.

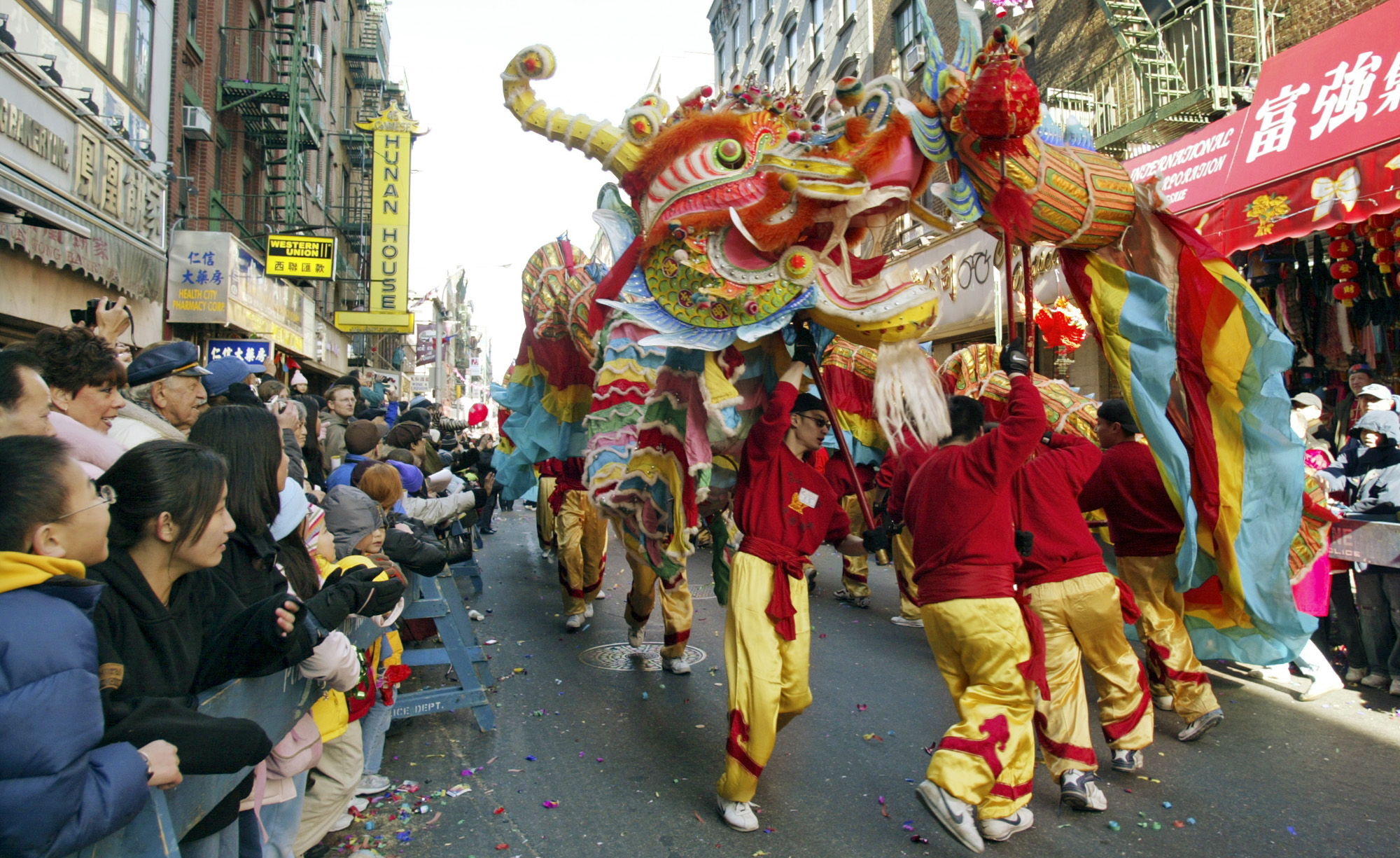
Celebración del año nuevo chino en Chinatown, Manhattan (紐約華埠).

- Año Nuevo Chino: La comunidad china de las principales ciudades del país celebra su propio día festivo, que paraliza barrios enteros. Las celebraciones comienzan el primer día del primer mes lunar de cada año, terminando el día número quince. Son famosas las coloridas celebraciones en los Chinatown de San Francisco y Nueva York, donde las comunidades orientales están asentadas desde hace más de un siglo, y mantienen vivas sus tradiciones.

- 5 de mayo: Es una fiesta muy popular entre los hispanoamericanos de los Estados Unidos debido a su cercanía con el 4 de julio. Conmemora la Batalla de Puebla de 1862, en México, en la que se detuvo la entrada de una serie de tropas invasoras francesas, después de la cual fallecería el general responsable Ignacio Zaragoza. No es una fiesta oficial en los Estados Unidos, sino en México, pero la importante comunidad mexicana del país la celebra a lo grande y es habitual la organización de desfiles con mariachis, corridas de toros, etc. La exaltación de las tradiciones y la gastronomía típica de México está muy presente en lugares con una comunidad hispanoamericana amplia.

- Día de la Raza: El 12 de octubre se conmemora la llegada de Cristóbal Colón a América. Es día festivo en España y la mayor parte de Iberoamérica. La celebración se denominó durante mucho tiempo el Día de la Raza, aunque hace décadas que en España el nombre oficial y popular es Día de la Hispanidad. Sin embargo, en América (incluso algunas ciudades de Estados Unidos) este cambio no llegó a calar, y el nombre racial sigue predominando. También se usa en gran medida el nombre de Día de Colón (Columbus Day), sobre todo en lugares en los que el día también es celebrado por la comunidad italoestadounidense, que reivindica el origen italiano de Colón.

- Día de la Independencia de los Estados Unidos: El 4 de julio de cada año el país celebra su independencia del Imperio Británico desde 1776, con la firma de la Declaración de Independencia. La exaltación patriótica de este festivo se festeja en todo el país, con desfiles, encuentros deportivos y sobre todo fuegos artificiales en todas las localidades de la nación.

- San Patricio: El 17 de marzo, la importante comunidad irlandesa del país celebra la festividad del santo patrón de Irlanda, San Patricio, que extendió el catolicismo por toda la isla. La popularidad de esta fiesta de exaltación de todo lo irlandés es celebrada hasta por ciudadanos sin esta ascendencia, que se visten de colores verdes y degustan productos gastronómicos de la isla, principalmente la cerveza. El desfile de San Patricio de Nueva York es el mayor del mundo, con más de dos millones de asistentes cada año. Se celebró por primera vez en 1762, cuando un batallón de soldados irlandeses desfiló por la ciudad. Son también multitudinarios los festejos en ciudades de fuerte tradición irlandesa como Chicago, Boston, Denver, Kansas o Filadelfia.

- Día de los Caídos: El país conmemora el último lunes de mayo el Memorial Day, que recuerda la contribución de los soldados estadounidenses muertos en combate durante las diferentes guerras en las que participó el país. Inicialmente, la festividad se creó para homenajear a los caídos de la Unión durante la guerra de Secesión, aunque tras la Primera Guerra Mundial fue extendido a todos los soldados que perdieron sus vidas en la guerra. Muchos ciudadanos visitan este día las tumbas de sus parientes fallecidos, militares o no, y es frecuente que el presidente de un discurso patriótico ese día. Desde 1911, ese día se celebra la conocida carrera de las 500 Millas de Indianápolis.

- Día del Presidente: Conmemora el tercer lunes de febrero el nacimiento de George Washington, primer gobernante de los Estados Unidos. Es día festivo federal, y puente de vacaciones para millones de trabajadores, que se desplazan por todo el país a destinos turísticos de invierno.

- Halloween: La noche del 31 de octubre se celebra esta fiesta importada por los inmigrantes irlandeses a mediados del siglo xix, aunque popularizada con fines comerciales desde la década de los años 20. A lo largo y ancho del país, numerosos ciudadanos tallan en calabazas la cabeza de Jack-o'-lantern, los niños se disfrazan para ir casa por casa en sus vecindarios y practicar el trick or treat (consistente en la petición de dulces a sus vecinos bajo amenaza de llevarse sustos más o menos elaborados), y todo Estados Unidos se tiñe de naranja y negro. La cultura popular, sobre todo el cine y la televisión, han sido capaces de exportar con éxito esta celebración a todo el mundo.

- Día de Acción de Gracias: Tradicionalmente, la fiesta secular del Thanksgiving Day, literalmente Día de Dar Gracias en español, se celebra el cuarto jueves de noviembre como día no laborable. Originalmente fue una fiesta de celebración de la cosecha, con raíces tanto europeas como nativas americanas. En Manhattan, se celebra cada año un multitudinario desfile que atrae a miles de personas para ver los enormes globos que representan a figuras famosas y disfrutar de actuaciones de diversos artistas.

- Viernes Negro: El viernes siguiente a Acción de Gracias se inaugura la temporada de compras navideñas. Las tiendas hacen considerables rebajas de sus precios en regalos para Navidad, y es habitual que la gente acuda masivamente para realizar sus compras en este día. El origen del nombre está en los años 60, en Filadelfia, y curiosamente hay dos teorías contrapuestas que lo explican: por un lado, los empleados de los grandes almacenes de la ciudad empezaron a llamar al día de inicio de compras navideñas Viernes Negro a causa de la extenuante jornada de trabajo que soportaban ese día de desbordantes masas de clientes. Otra teoría más amable afirma que los comercios de la ciudad, muy dependientes de las ventas del últimos cuatrimestre del año, pasaban en sus cuentas de números rojos a negros a causa del aumento de las ventas.

- Labor Day: El Día del Trabajo es un festivo federal celebrado el primer lunes de septiembre. Desde la Primera Internacional, en todo el mundo el 1 de mayo es celebrado para reivindicar los derechos fundamentales de los trabajadores rememorando la masacre de 1886 en Chicago. Sin embargo, en los Estados Unidos la fecha es diferente: en 1887 el presidente Grover Cleveland pactó con los sindicatos un día festivo en honor de los trabajadores, como medida para desactivar las huelgas de ferrocarriles que ese año llegaron a su culmen. El Gobierno eligió la fecha de septiembre, que ya venían celebrando sindicatos moderados desde años antes, para evitar el 1 de mayo y su conmemoración de un suceso violento tan cercano, que Cleveland pensaba que serviría de refuerzo al socialismo estadounidense, en pleno auge en aquella época. Desde entonces, y a diferencia de la mayoría de las naciones del mundo, Estados Unidos celebra el Día del Trabajo en esta fecha.

## Nueva York en la cultura popular

### La «Gran Manzana»
Big Apple (o «Gran Manzana», en español) es el apodo con el que se denomina cariñosamente a la ciudad de Nueva York. Este nombre se empezó a utilizar por los músicos de jazz, los cuales decían: «Hay muchas manzanas en el árbol, pero si tomas a Nueva York estarás tomando a la gran manzana».[cita requerida]

### En el cine
La ciudad de Nueva York es el escenario de muchas películas famosas. Es el segundo centro de producción cinematográfica de los Estados Unidos, después de Hollywood. Esto se explica por el hecho de que el marco de la Gran Manzana es propicio para los rodajes, con los rascacielos y la multitud de pequeños barrios que se corresponden con varios modos de vida. Los personajes de las películas que se desarrollan en Nueva York pueden ser de cualquier origen y tener toda clase de empleos, lo que refuerza esta imagen de melting pot («crisol de razas») que se trata a veces de poner de manifiesto en estas mismas películas o series.
Las películas famosas que se desarrollan en Nueva York son muchas, y la ciudad sirvió de decorado en muchos géneros cinematográficos. Se pueden citar, por ejemplo: New York, New York o Gangs of New York, del director neoyorquino Martin Scorsese; Breakfast at Tiffany's, de Blake Edwards; Manhattan, del neoyorquino Woody Allen; El apartamento, de Billy Wilder; y las comedias musicales On The Town, West Side Story, Godspell y Fame. Por otro lado, los monstruos King Kong y Godzilla hicieron que cundiera el pánico en esta ciudad sus respectivas películas. The Godfather y sus secuelas, Once upon a time in America y Goodfellas retratan la mafia de la ciudad. En comedia se pueden destacar Coming to America con Eddie Murphy y Madagascar, de los estudios Dreamworks. Otras películas, que destacan una faceta más oscura de la ciudad, son Taxi Driver o Midnight Cowboy. En películas como Soy Leyenda, protagonizada por Will Smith, o Inteligencia Artificial se muestra la ciudad en ruinas tras ser abandonada por sus habitantes.
Los atentados del 11 de septiembre de 2001 fueron una fuente importante de inspiración para muchos directores, que retratan tanto los ataques terroristas como su impacto sobre la ciudad y sus habitantes. En 25th Hour, de Spike Lee, se muestran haces de luz desde varios ángulos, antes de que un plano más amplio revele que son los que se elevan hacia el cielo para sustituir a las desaparecidas torres gemelas. 11'9"01 September 11 es una película internacional compuesta de once contribuciones de diferentes directores en la que cada una muestra las consecuencias de los ataques desde un punto de vista distinto. En 2004, Michael Moore incluyó en su documental Fahrenheit 9/11 numerosas secuencias de los ataques. La primera gran superproducción hollywoodiense que trata de forma directa con los atentados es World Trade Center, protagonizada por Nicolas Cage. Inspirada en hechos reales, cuenta la historia de dos policías que quedan atrapados entre los escombros de las torres.
Además, Nueva York cuenta con una de las grandes escuelas de cine y de actuación, la Escuela de Cine de Nueva York.

### En la literatura
Las obras literarias, tanto modernas como clásicas, que tienen relación con Nueva York son numerosas. En efecto, como es el caso de las artes audiovisuales, la ciudad de Nueva York fue y es una fuente de inspiración para muchos escritores, tanto para aquellos que dedicaron su libro a la ciudad o bien la tomaron como escenario de su historia. Como ejemplo, se pueden destacar: Breakfast at Tiffany's, de Truman Capote; The Godfather, de Mario Puzo; Poeta en Nueva York, de Federico García Lorca; American Psycho, de Bret Easton Ellis; La trilogía de Nueva York y Brooklyn Follies, de Paul Auster; y Manhattan Transfer, de John Dos Passos.

### En la música

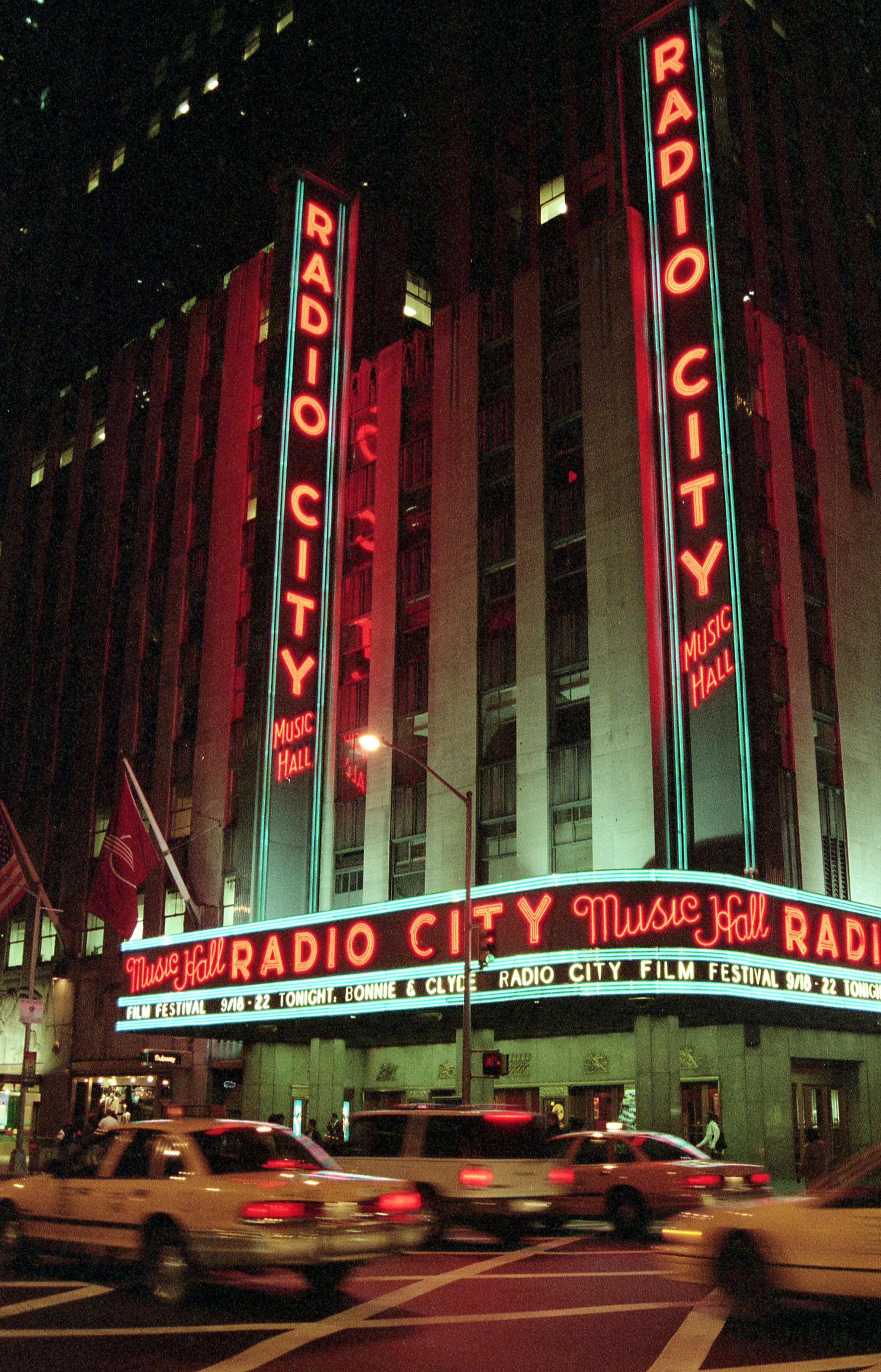
Radio City Music Hall

La industria musical está muy relacionada con Nueva York, sus barrios, sus habitantes y su atmósfera particular. La canción más famosa es probablemente New York, New York, compuesta por John Kander y escrita por Fred Ebb para la película homónima, con Liza Minnelli, aunque se haría realmente famosa años después con una versión de Frank Sinatra. Esta canción elogia a Nueva York, afirmando que es la ciudad donde todo es posible, aumentando así su poder de atracción sobre el resto del mundo.
Muchas otras canciones fueron dedicadas a la ciudad, como por ejemplo: Welcome To NYC, de Jay-Z y The Diplomats; Welcome to New York, de Taylor Swift; I Love New York, de Madonna; Englishman in New York, de Sting; New York City Serenade, de Bruce Springsteen; New York Groove, de Hello; Ever Since New York, de Harry Styles; New York, de Bryan Adams; Mi calle es Nueva York, de La Oreja de Van Gogh; y también NYC, de la banda local Interpol. Mientras, otras se centran en distintos barrios (Chelsea Morning, de Joni Mitchell; No Sleep Till Brooklyn, de Beastie Boys; Coney Island Baby, de Lou Reed; Brooklyn Baby, de Lana Del Rey; Brooklyn Nights, de Lady Gaga; Harlem, de Duke Ellington; Central Park West, de John Coltrane; Tribeca, de Kenny G), o en algunas calles (Seventh Avenue, de Rosanne Cash; Positively 4th Street, de Bob Dylan; Union Square, de Tom Waits; Avenue B, de Iggy Pop), o ciertos elementos de la arquitectura neoyorquina (Queensboro Bridge, de David Mead; Times Square, de Marianne Faithfull; Empire State Building, de Randy Newman; Empire State of Mind de Jay-Z; The 59th Street Bridge Song, de Paul Simon). Otras canciones evocan al transporte de la ciudad, como sus taxis (Cabbies on Crack, de Ramones) o el metro (My My Metrocard, de Le Tigre; Subway Train, de The New York Dolls; Take the L Train (To 8 Ave.), de Brooklyn Funk Essentials), e incluso a los atentados del 11 de septiembre de 2001 (Sacrificed Sons, de Dream Theater y Torres Gemelas, de Delfín Quishpe).
La fama neoyorquina de las décadas de 1970 y 1980 atrajo a dos famosos ingleses a vivir al borde del Central Park: Mick Jagger y John Lennon, este último asesinado cerca de dicho parque el 8 de diciembre de 1980. The Rolling Stones menciona a la ciudad en la canción Shattered, del álbum Some Girls, de 1978.
La ciudad es una sede destacada de acontecimientos musicales y una parada obligada en las giras de artistas internacionales. También son famosos sus clubes de jazz, género que tuvo un impulso importante en la ciudad.

### En la televisión
Entre las sitcom (series de TV cómicas) más conocidas que se desarrollan en Nueva York, se pueden citar a The Cosby Show, Gossip Girl, Friends, Glee, The Nanny, Spin City, Will & Grace, Seinfeld, How I Met Your Mother, Wizards of Waverly Place, Broad City, Ugly Betty y 30 Rock. Por otro lado es también sede de numerosas series policiales, como Blue Bloods,CSI: Nueva York, Castle, Without a Trace, Law & Order, Law & Order: Special Victims Unit, Law & Order: Criminal Intent, White Collar, Brooklyn Nine-Nine, Elementary o Third Watch, que refleja también el trabajo de los servicios de seguridad y de bomberos. También en esta ciudad se desarrollan series de TV dramáticas como Gossip Girl, Lipstick Jungle o Sex and the City, esta última rodada in situ, ya que los escenógrafos introdujeron en los episodios la realidad neoyorquina, haciendo que los personajes cenen en restaurantes reales y de moda en el momento del rodaje. También está ambientada en Nueva York la miniserie Angels in America.
En cuanto a los dibujos animados, cabe destacar Futurama, que se ubica en el año 3000, y muestra la ciudad de Nueva Nueva York. Esta se levanta sobre las ruinas de la Vieja Nueva York (la actual), a la que se accede a través de las cloacas, que, a pesar de tratarse de una ciudad distinta a la Nueva York contemporánea, tiene versiones de los edificios y lugares más emblemáticos, como la Estatua de la Libertad, el puente de Brooklyn, y el Madison Square Garden, que ha pasado a llamarse Madison Cube Garden. Otras series de dibujos animados han trasladado a sus personajes a la ciudad, como Los Simpson con el episodio «The City of New York vs. Homer Simpson» o Family Guy con el episodio «A Picture Is Worth a 1000 Bucks».

### Estudios de televisión que transmiten desde Nueva York
- NBC Studios
- Kaufman Astoria Studios

#### Programas grabados y transmitidos desde Nueva York
- Saturday Night Live
- NBC Nightly News
- Today
- The Tonight Show Starring Jimmy Fallon
- Late Night with Seth Meyers
- Late Show with Stephen Colbert
- Sesame Street

## Ciudades hermanadas
Nueva York está actualmente hermanada con:
- Tokio, Japón (1960)
- Pekín, China
- San Juan de Colón, Venezuela
- Miami, Florida, Estados Unidos
- Río Gallegos, Argentina
- El Cairo, Egipto (1982)
- Madrid, España (1982)
- Santo Domingo, República Dominicana (1983)
- Roma, Italia (1992)
- Lima, Perú (1992)
- Budapest, Hungría (1992)
- Jerusalén, Israel (1993)
- Londres, Reino Unido (2001)
- Johannesburgo, Sudáfrica (2003)

## Personajes célebres

### Artes audiovisuales

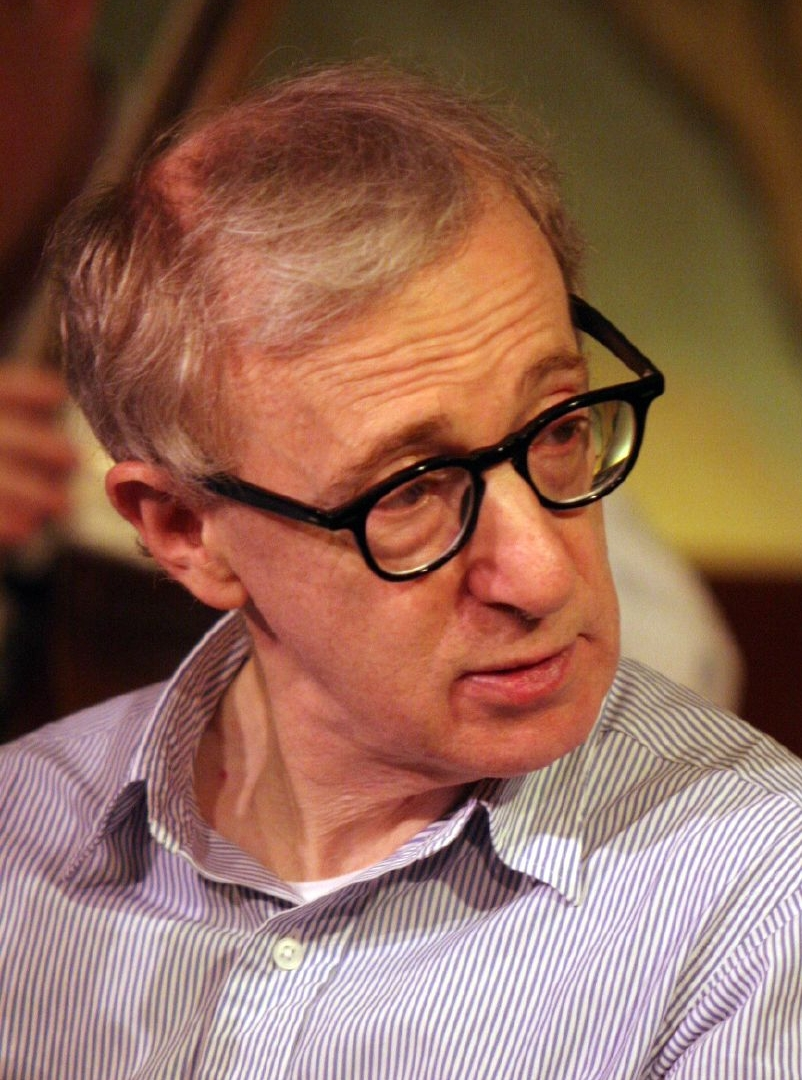
Woody Allen, nacido en Brooklyn en 1935, hizo de Nueva York el escenario de gran parte de sus películas.

Muchos de los más famosos artistas, directores y productores de cine y teatro son originarios de Nueva York, a pesar de que la mayoría de las actividades concernientes al cine se llevan a cabo en Hollywood.[cita requerida]
Entre los directores se puede mencionar a Woody Allen, Martin Scorsese, László Benedek, Stanley Kramer, Stanley Kubrick, Jerome Robbins, Herbert Ross, Oliver Stone, Spike Lee y George A. Romero, maestro de las películas de zombis. Entre los actores y actrices originarios de «la Gran Manzana» se encuentran Rory Culkin, Timothée Chalamet, Christopher Reeve, Robert De Niro, Al Pacino, Sylvester Stallone, David Schwimmer, Steve Buscemi, Adam Sandler, Robert Downey Jr. y Adrien Brody, entre los hombres, y Barbra Streisand, Rita Hayworth, Whoopi Goldberg, Anne Bancroft, Joan Crawford, Susan Hayward, Judy Holliday, Lindsay Lohan, Geraldine Page, Scarlett Johansson, Claire Danes, Mary-Kate y Ashley Olsen y Sarah Jessica Parker, entre las mujeres.

### Ciencias
La ciudad de Nueva York ha formado a varios ganadores del Premio Nobel de Física, notablemente gracias a la Bronx High School of Sciences, así como también a la prestigiosa Universidad de Columbia. Entre los grandes físicos de la ciudad se encuentran Richard Feynman, Carl Sagan, Melvin Schwartz, Sheldon Lee Glashow, Steven Weinberg, Charles Hard Townes, Russell Hulse, H. David Politzer y Roy J. Glauber.

### Deportes
Entre los deportistas nacidos en Nueva York se encuentran los jugadores de baloncesto Kareem Abdul-Jabbar, Michael Jordan, Bob Cousy, Dolph Schayes, Billy Cunningham, Lenny Wilkens, Nate Archibald, Connie Hawkins y Carmelo Anthony, además del entrenador Red Holzman; los jugadores de béisbol Álex Rodríguez y Lou Gehrig; el futbolista Bjørn Johnsen; los tenistas John McEnroe y Jim Courier; y el luchador profesional Matthew Cardona.

### Música
En la ciudad de Nueva York han nacido numerosos músicos y artistas conocidos, entre los que se encuentran: The Ramones, Kiss, The New York Dolls, Barbra Streisand, John Serry Sr., Alicia Keys, The Velvet Underground, Blondie, Type O Negative, Sonic Youth, The Strokes, Mariah Carey, Lana Del Rey, Lady Gaga, Romeo Santos, Jennifer López, Marc Anthony, Christina Aguilera, Wu Tang Clan, Tupac Shakur, The Notorious B.I.G., Spencer Dryden, Dream Theater, Immolation, Suffocation, Anthrax, S.O.D., Nuclear Assault, Manowar,A$AP Rocky, Agnostic Front, Helmet, Buddy Rich, Pop Smoke, Madison Beer, entre otros.

### Periodismo y literatura

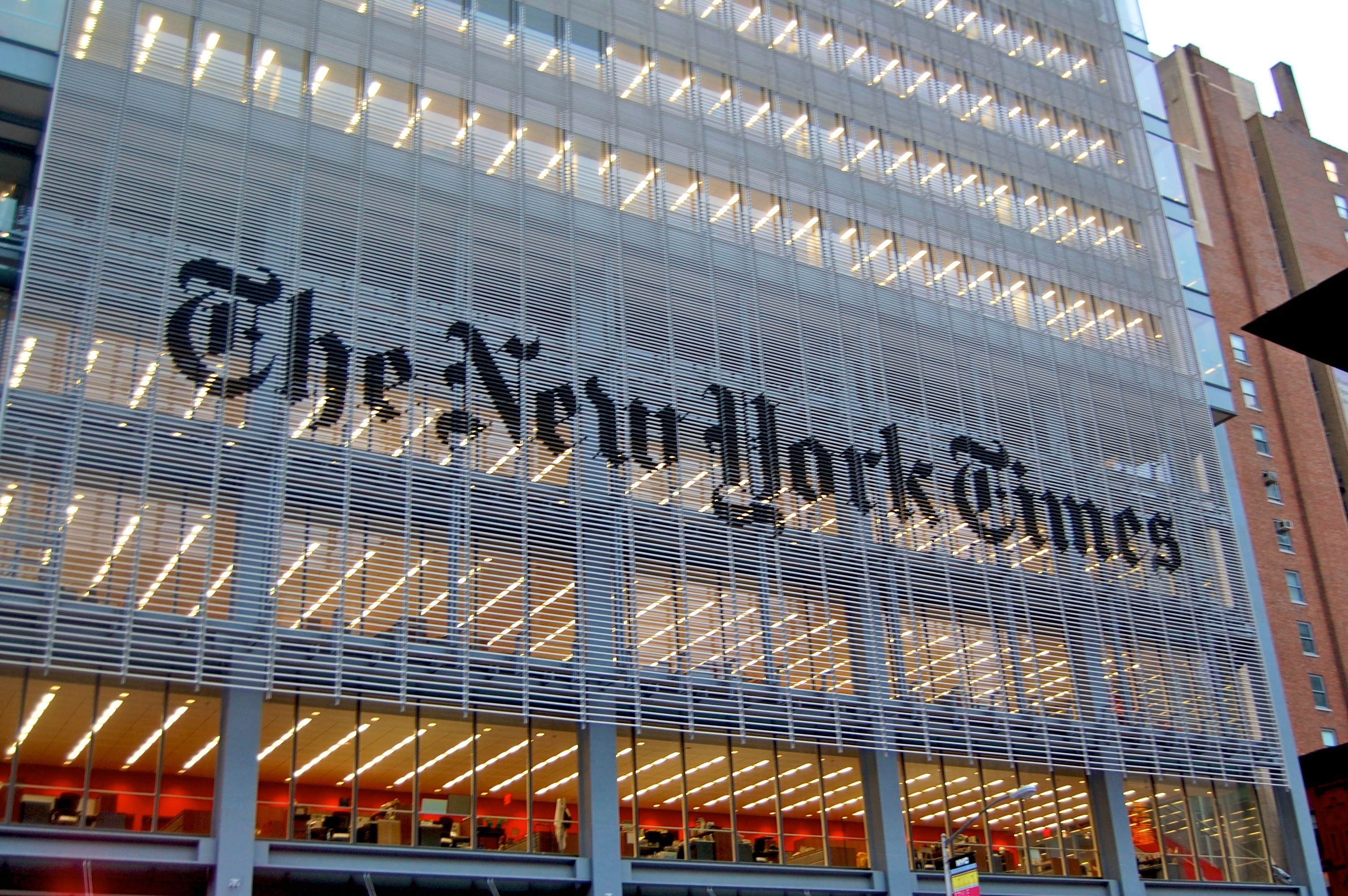
Edificio de The New York Times

The New York Times es uno de los periódicos más leídos y más prestigiosos del mundo. Es más que un ejemplo del poder de la prensa neoyorquina. Entre los periodistas de este diario se puede destacar a William Sherman, William Safire, Joseph Lelyveld y William Taubman, todos ganadores del Premio Pulitzer.